# Géants de Belgique et du Nord de la France
Pour les articles homonymes, voir Géant.
Dans le folklore de Belgique et des Hauts-de-France, le géant est une figure gigantesque qui représente un être fictif ou réel. Hérité de rites médiévaux, la tradition veut qu’il soit porté, et qu’il danse dans les rues les jours de carnavals, braderies, kermesses, ducasses et autres fêtes.
Sa physionomie et sa taille sont variables, et son appellation varie selon les régions. En flamand, le géant est connu sous le nom de « Reuze » (du féminin en flamand, mais en français le mot est employé au masculin), et sous le nom de « Gayant » en picard chti.
Créé par un groupe de personnes qui partagent des valeurs communes, le géant est un symbole majeur de l’identité collective. Porté, poussé ou tracté par une ou plusieurs personnes, il se déplace seul, en couple, ou en famille, lors de son jour de fête. En effet, chaque géant possède son jour de sortie : le porteur lui donne alors vie, le fait danser, embrasser une géante, saluer la foule. Ils apparaissent souvent lors de cortèges ou parades accompagnés de la fanfare locale. L'orchestre joue des marches de carnavals, de ducasses ou des airs et des chansons qui leur sont dédiés.
Chaque géant a son histoire, les géants naissent, sont baptisés, se marient et ont des enfants comme les humains. Le géant, en tant que représentant des habitants du lieu où il vit, est enraciné dans la tradition et fait partie de la culture populaire.
Le géant a une origine lointaine. La création et la vie du géant sont les témoins de pratiques ancestrales, propres aux régions possédant des géants sur leur sol. Présente sur tous les continents, la tradition des géants est désormais un élément du patrimoine vivant.
Depuis novembre 2005, les géants et dragons processionnels de Belgique et de France et leurs fêtes sont inscrits au titre de chefs-d’œuvre du patrimoine culturel immatériel de l'humanité auprès de l’UNESCO.

## Historique
Le géant est originaire d’Europe méridionale, et plus particulièrement de la péninsule Ibérique. Les traces les plus anciennes se trouvent au Portugal et remontent au XIIIe siècle. Plus tard, le phénomène des géants s’est développé en Espagne ; ce sont alors des personnages muets qui miment des épisodes de l’histoire religieuse et des légendes locales.
Dès le XVe siècle, on recense des géants dans la partie septentrionale de la France, dans les zones frontalières et les marches du royaume. Nommés Gayant en Picardie ou Reuze en Flandre, l'origine de chacun des géants relève à la fois de la légende et de la vérité historique. Au XVIe siècle, l’Espagne domine beaucoup de régions d’Europe, du Nouveau Monde et d’Asie. Le soleil ne se couche jamais sur l'empire de Charles Quint. En Europe, celui-ci comprend les Pays-Bas espagnols, qui sont devenus aujourd'hui le Nord-Pas-de-Calais, la Belgique, et les Pays-Bas. Le phénomène des géants s’est donc développé dans ces régions.
Les processions de géants perdent peu à peu de leur essor à cause de la pression de l'Église et de la Reconquête catholique, puis par l'influence du rationalisme des idées révolutionnaires. Au début du XIXe siècle, ces processions sont ravivées dans un esprit patriotique, rappelant le rattachement de plusieurs villes à la France en 1667, et adoptent un caractère laïc. Désormais, le géant est devenu l'élément central de ces processions.

## Géants du Nord de la France
Le nord de la France possède de nombreux carnavals reconnus par le ministère de la Culture et inscrit à ce titre à l'inventaire du patrimoine culturel immatériel en France en 2014. C'est ainsi que le carnaval de Lesquin et les géants Hyppolyte et Tité, le carnaval de Lomme et sa géante Anne Delavaux, le carnaval de Wormhout ainsi que ses géants le Roi des Mitrons, le frère jumeau du Roi des Mitrons, Mélanie Michel'tje, Joséphine et Antoinette ont tous été inscrits à l'inventaire français du patrimoine culturel immatériel.

### Nord-Pas-de-Calais
Les premiers géants sont nés à l'époque où la région faisait partie des Pays-Bas espagnols. Le plus ancien répertorié est né à Douai en 1530. Il appartient à la famille des Gayants. Ce sont alors des mannequins gigantesques inspirés de la mythologie grecque et romaine, de l’Ancien et du Nouveau Testament, ou de Chanson de geste. Ils défilent lors de processions religieuses.
Mais les déviances profanes de certains géants ne sont pas du goût de l’Église. Ceux-là sont proscrits des processions religieuses, et défilent dans les cortèges des carnavals et les fêtes païennes. La Révolution tente également de faire disparaître la tradition des géants, car elle est perçue comme une survivance de l’Ancien Régime, qui véhiculerait des valeurs contraires aux principes révolutionnaires.
Malgré ces conjonctures peu favorables, les géants, en tant que symboles de l’identité des villes, s’adaptent aux changements de régimes politiques comme à l’évolution de la vie religieuse : Gayant portera successivement le blason de Charles Quint, puis le soleil de Louis XIV, avant d’arborer les armes de la ville.
Le XIXe siècle est celui de la renaissance du géant ; la pensée romantique, à la recherche des origines de l’homme et de la société, offre un terreau favorable à la renaissance des traditions anciennes, donc à celle du géant. Considéré comme le fondateur et le protecteur des villes, le géant voit son rôle s’accroître à mesure que celles-ci prennent de l’importance, notamment avec la révolution industrielle et l’augmentation de la population.
De nombreuses villes ont leur géant, tant en France avec Reuze Papa et Reuze Maman à Cassel, Martin et Martine à Cambrai, Roland d'Hazebrouck, Messire de Comines à Comines qu'en Belgique, avec Jan Turpin de Nieuport et les nombreux géants de la ducasse d'Ath.
Les sorties des géants ont été arrêtées lors des deux guerres mondiales, mais la tradition reprend à la fin du XXe siècle. Certaines villes créent alors de nouveaux géants, comme Cafougnette en 1948 à Denain. D'autres villes ressuscitent leurs géants disparus, comme Steenvoorde avec la Belle Hélène, une géante qui a vu le jour en 1853 et fut recréée en 1980 et Wasquehal qui créait le sien, Alexandre le Garde Champêtre en 1978 et actuellement Jérome le Courtilleux depuis 1980.
On dénombre plus de 559 géants dans le Nord de la France, implantés aux quatre coins de la région Nord-Pas-de-Calais.
On trouve actuellement, des géants sur des chars ou roues. Pour lutter contre la disparition des géants portés, des associations (Les Amis de Fromulus à Steenvoorde par exemple) tentent de préserver la tradition.

Les géants du Nord de la France
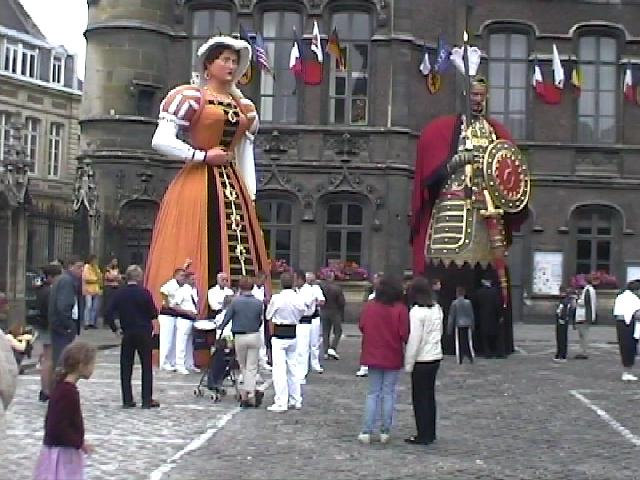
Monsieur Gayant et Madame Gayant (Douai)
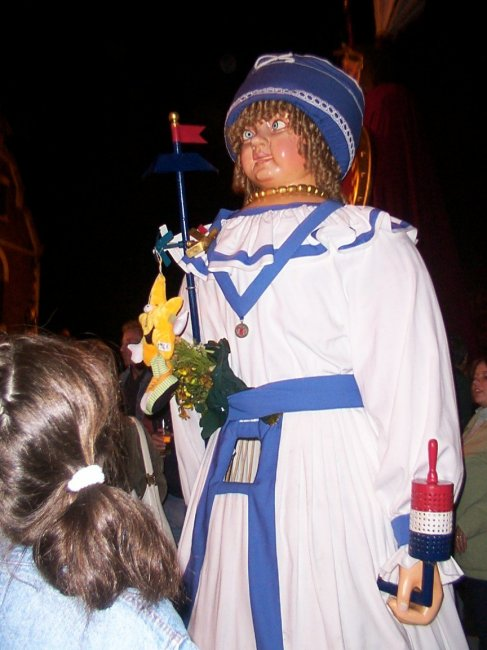
Bimbin (Douai)
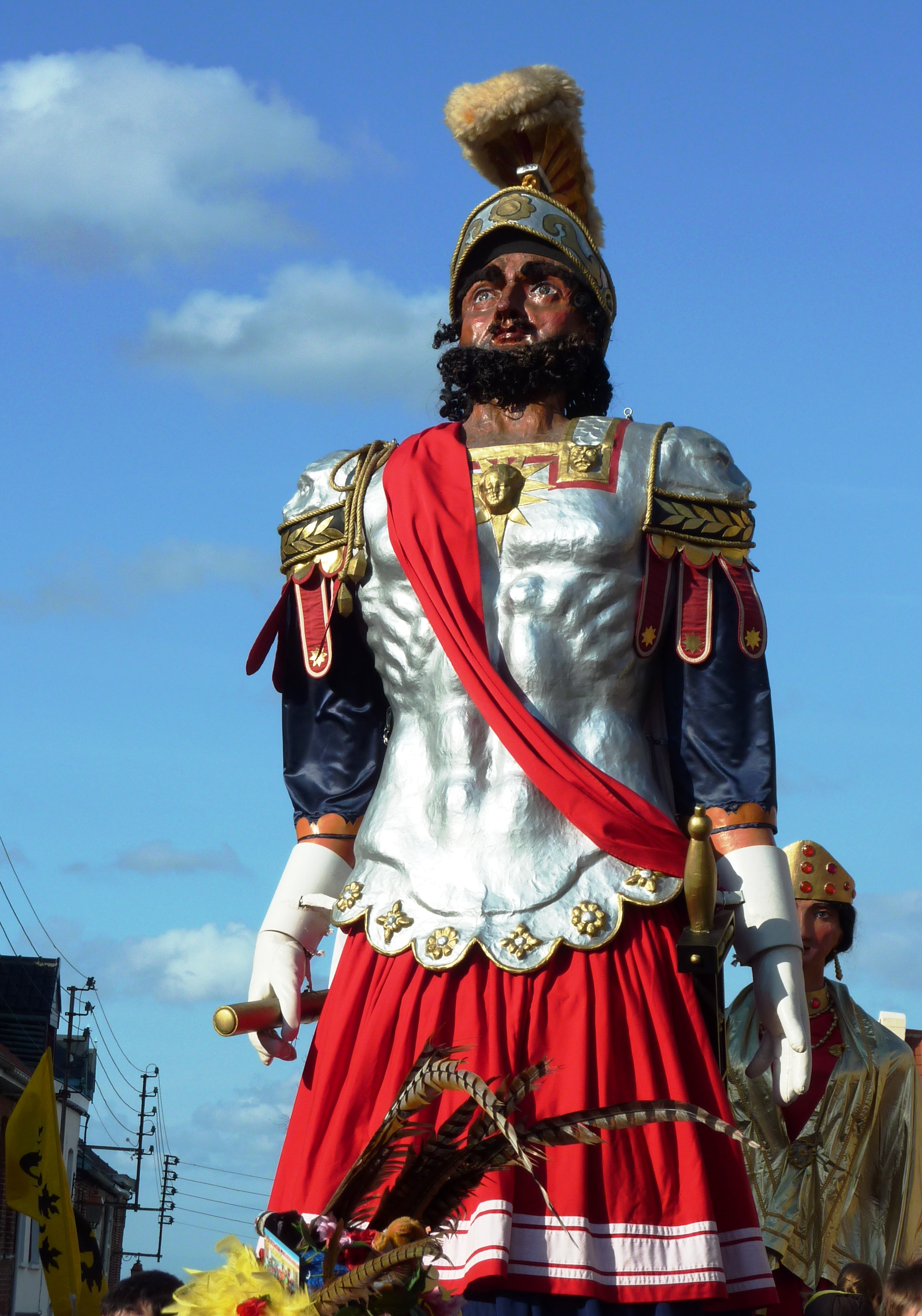
Reuze Papa (Cassel)
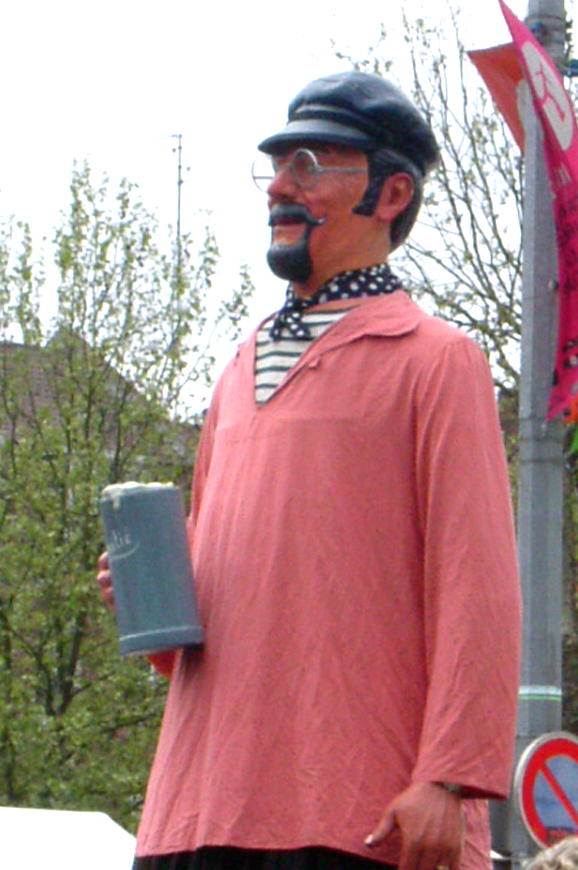
Raoul de Godewarsvelde (Lille)
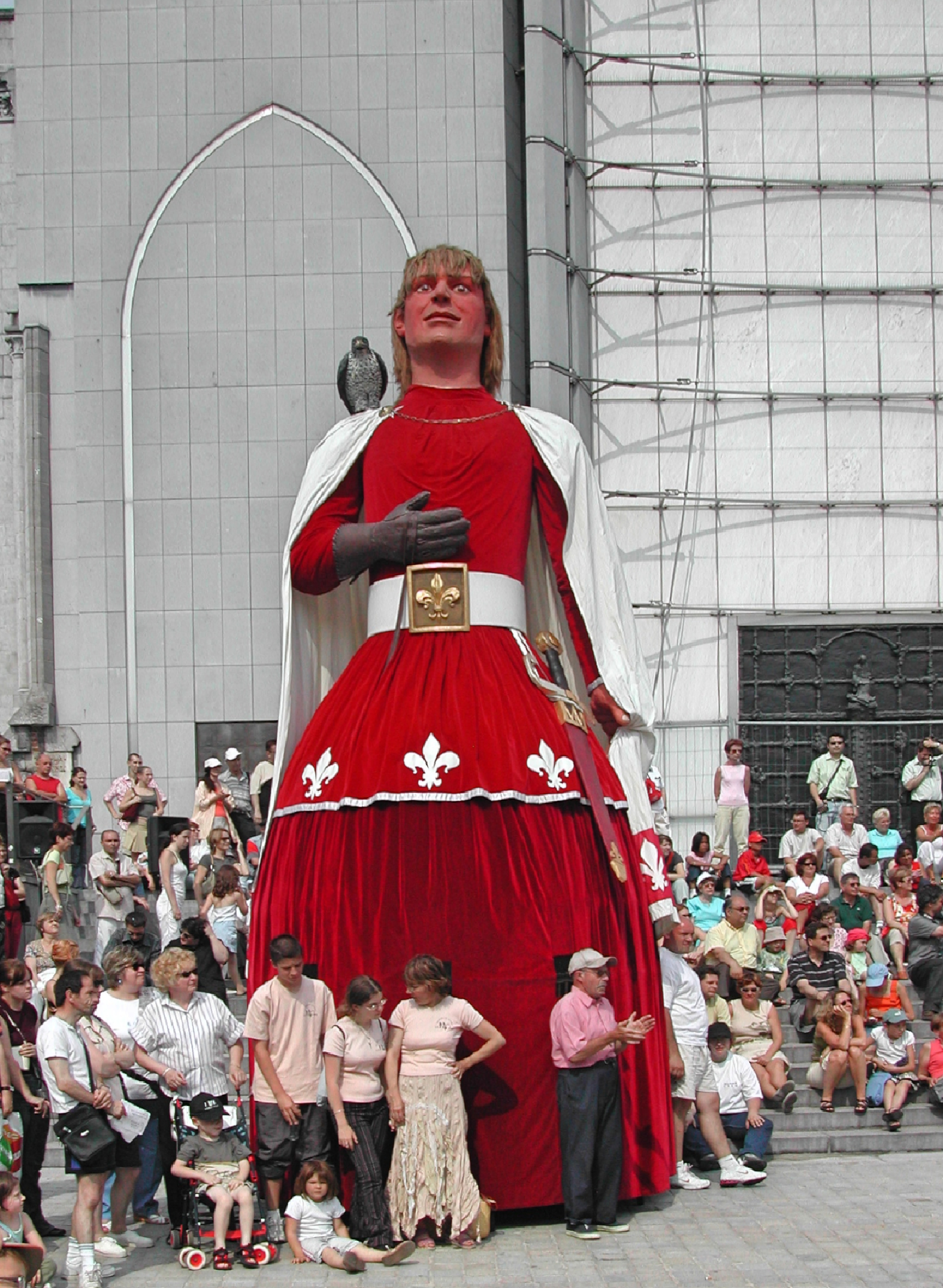
Lydéric (Lille)
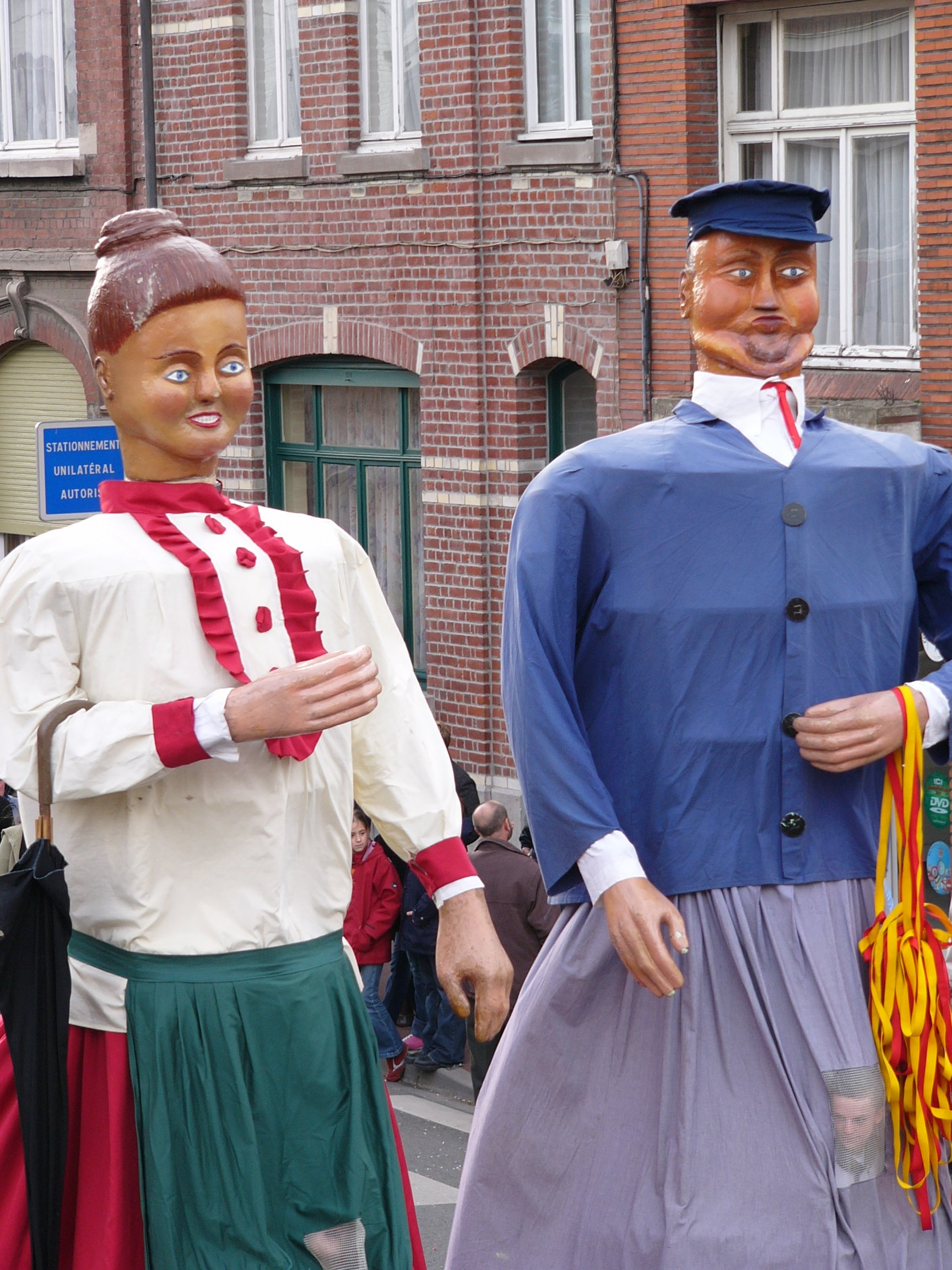
Grande Gueuloute et P'tite Chorchire (Comines)
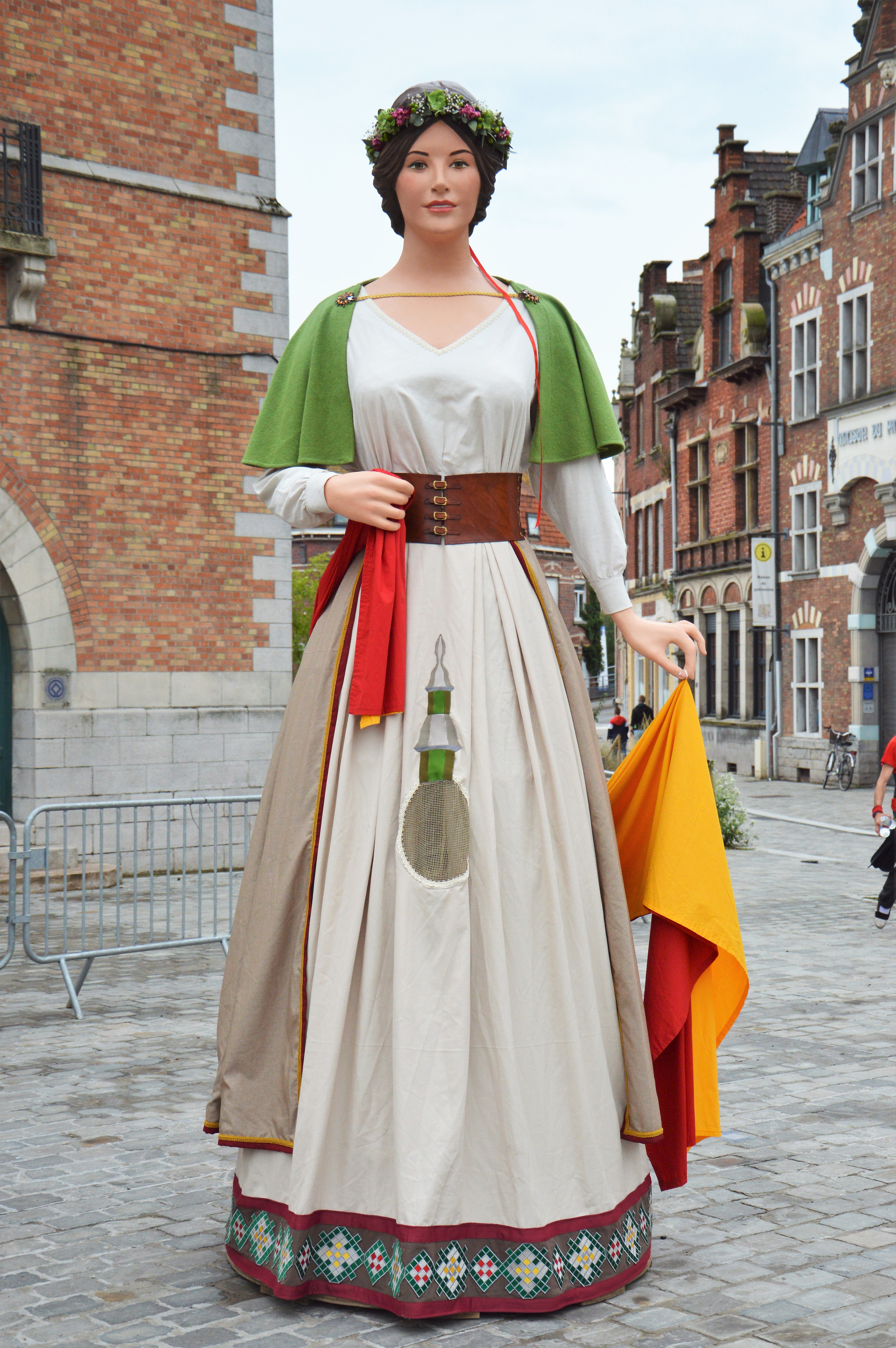
Alys de Comines (Comines)
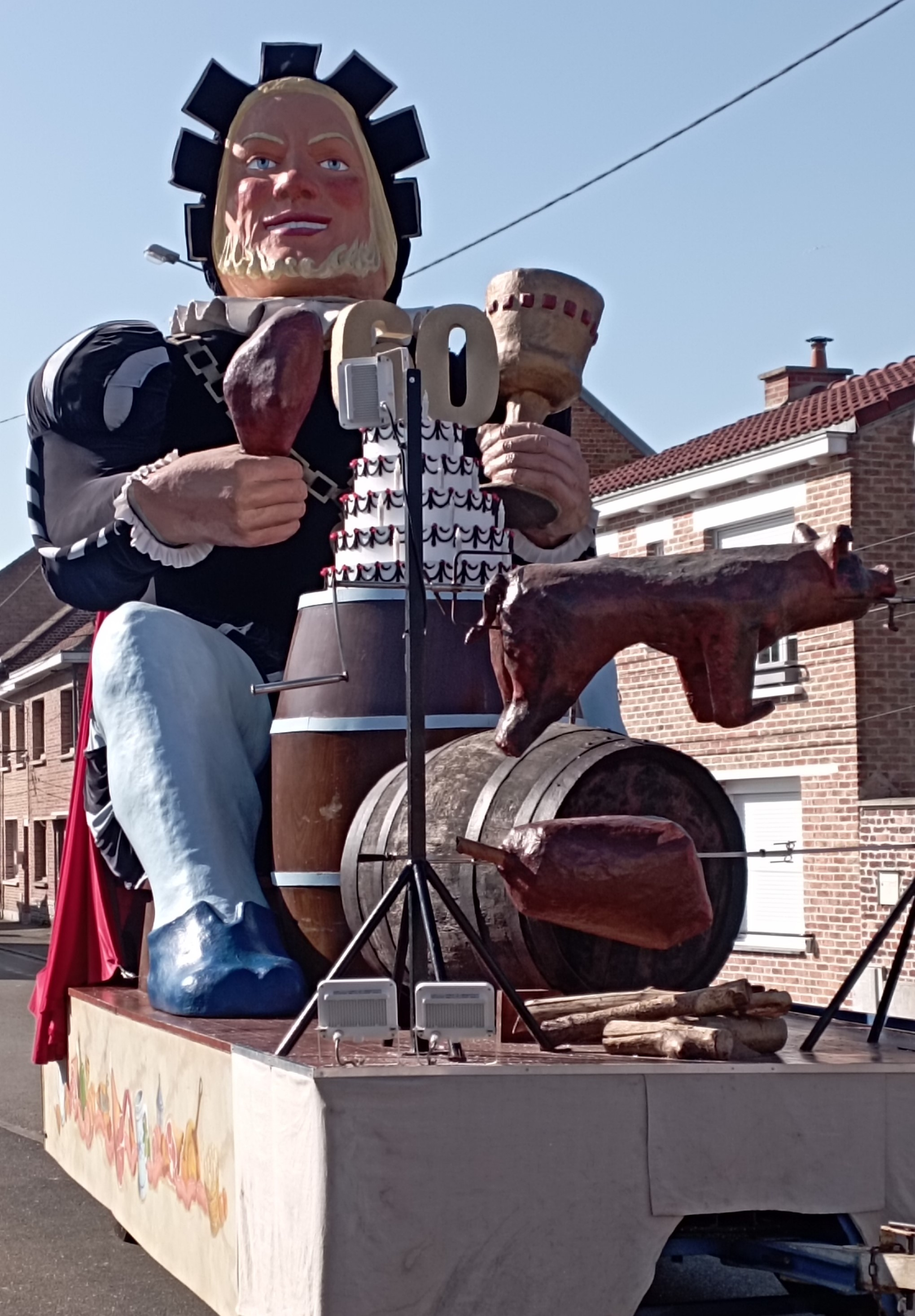
Gargantua (Bailleul)
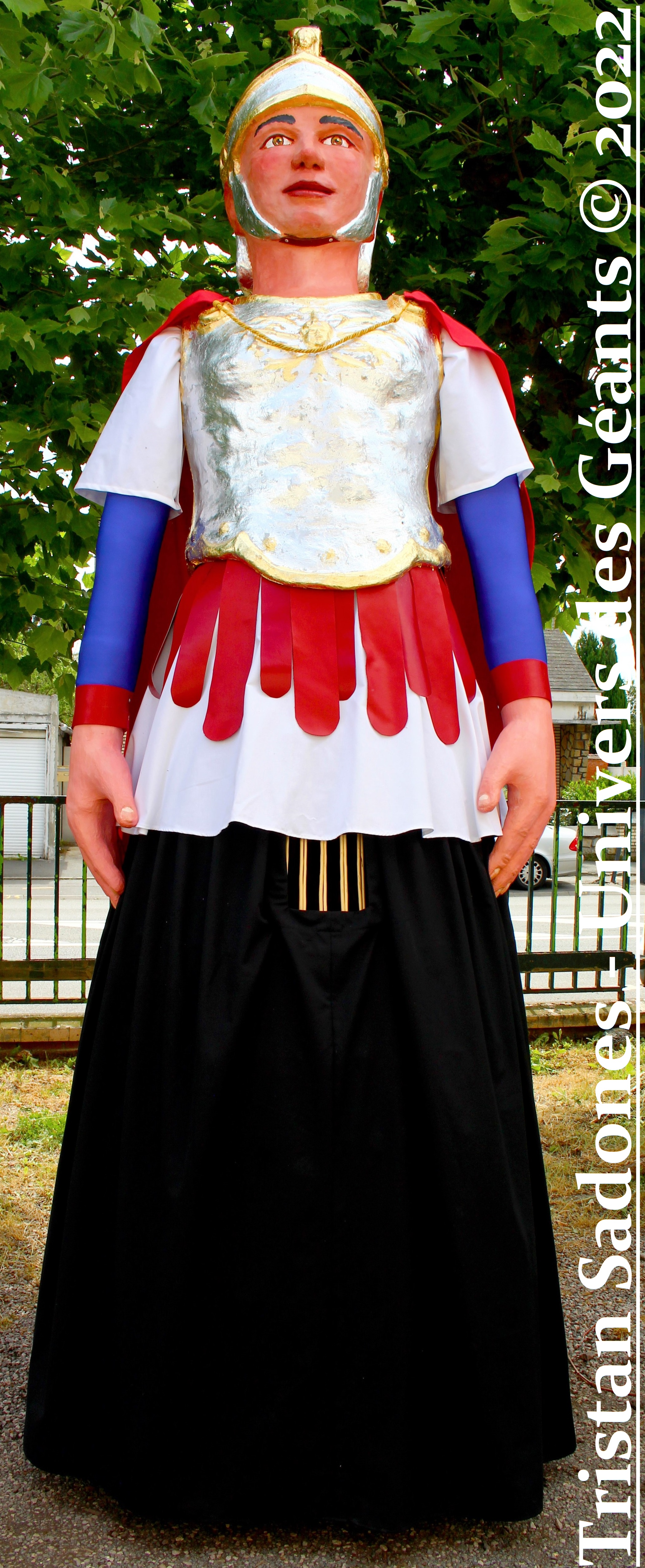
Bassus (La Bassée)
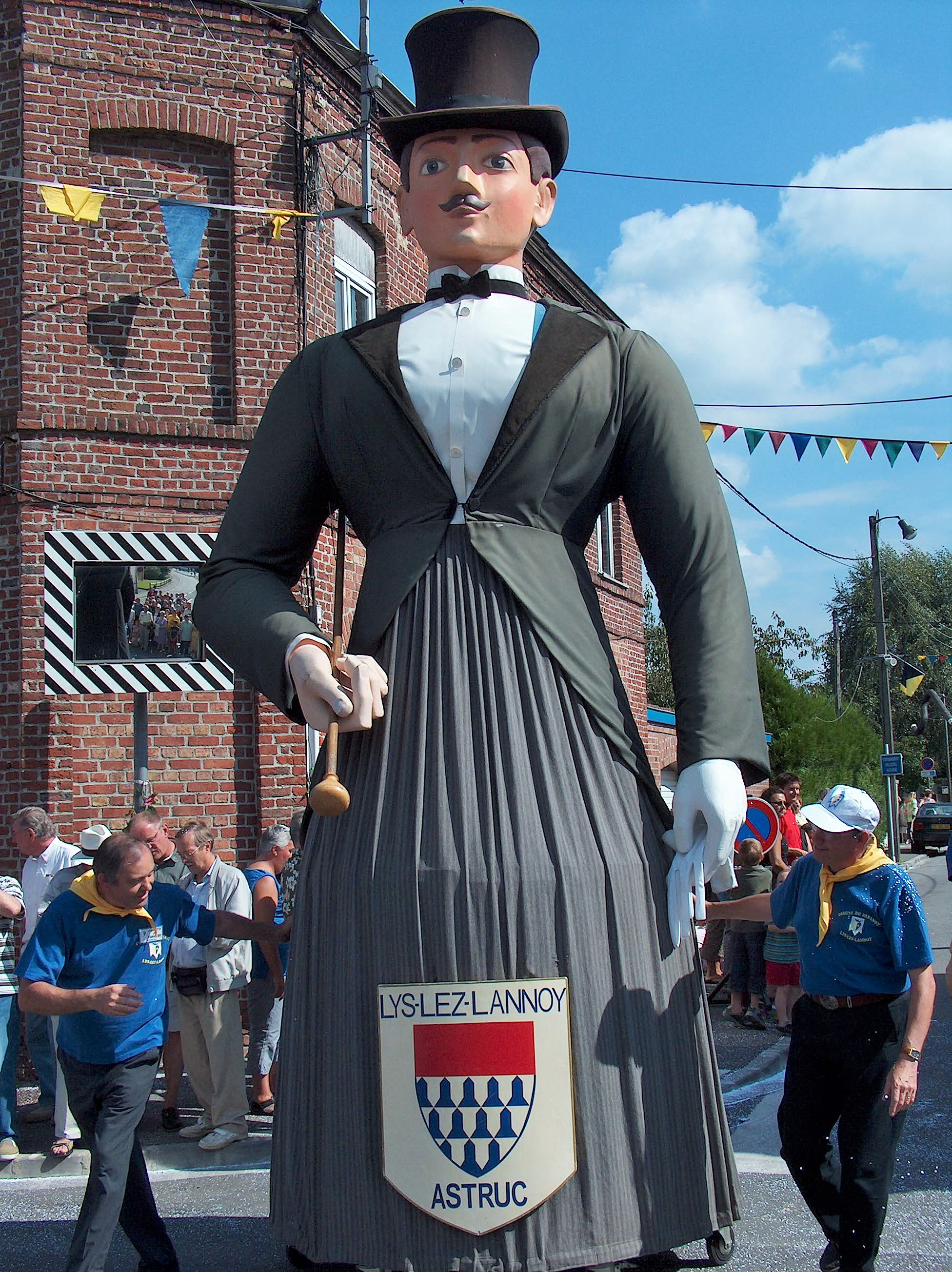
Astruc (Lys-lez-Lannoy)
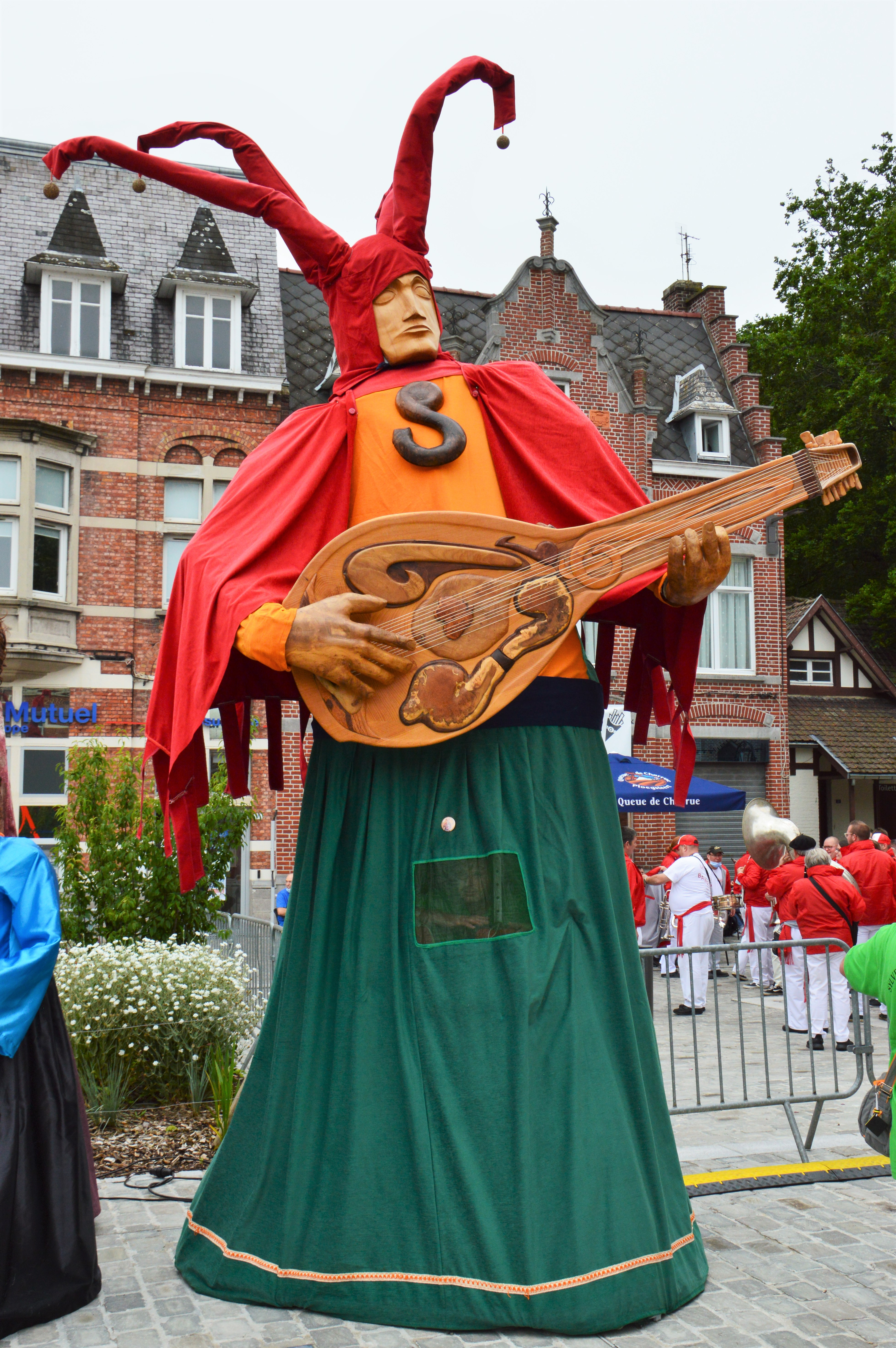
Sylvestre le Ménestrel (Saint-Sylvestre-Cappel)
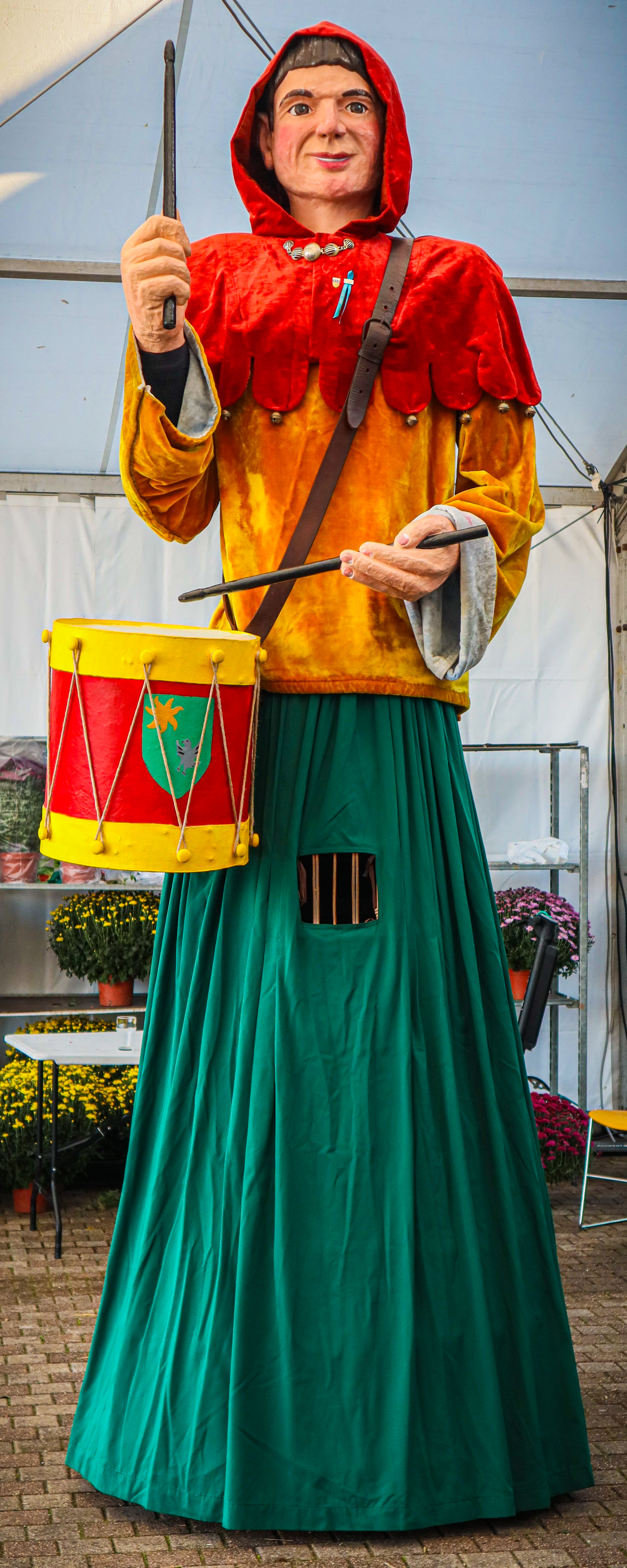
Gayantin (Cantin)
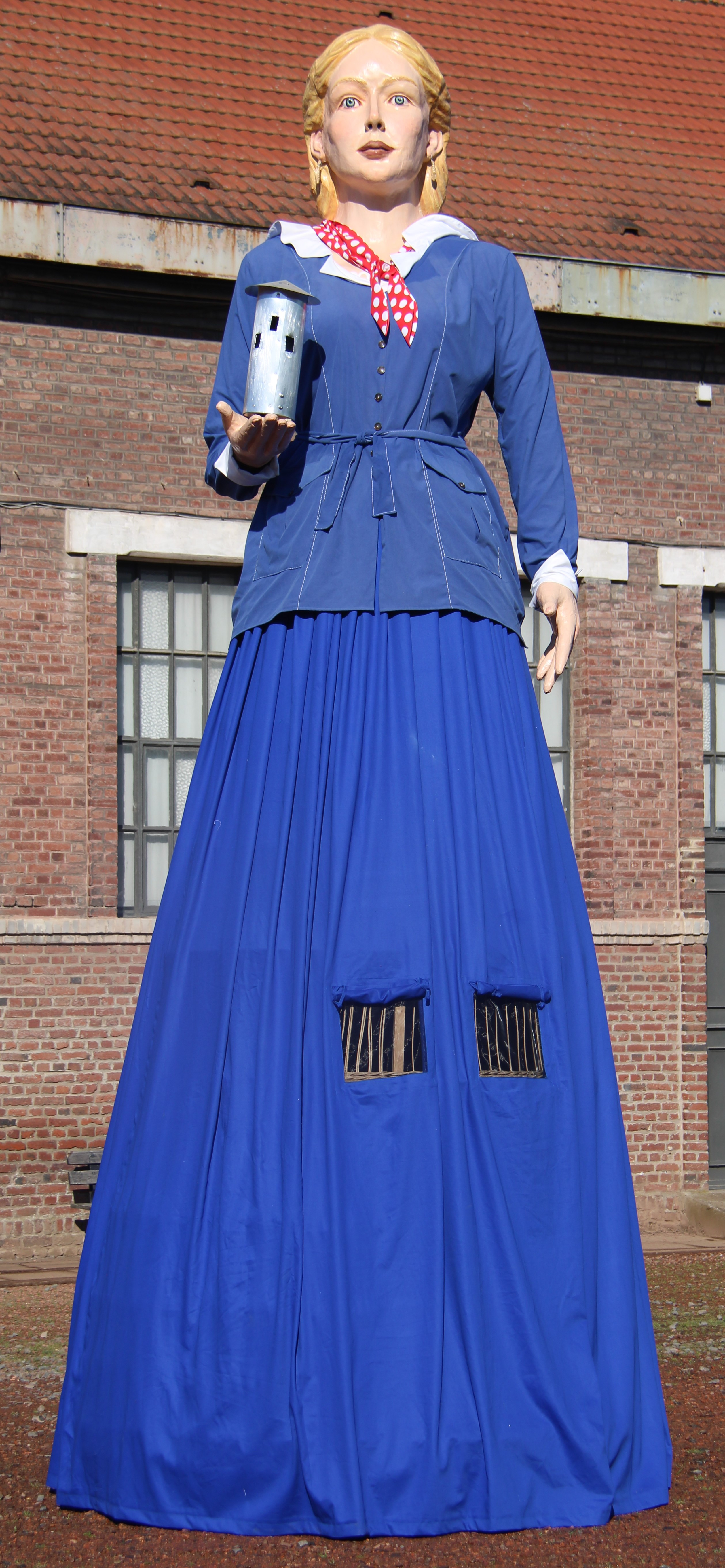
Sainte-Barbe (Lens)

### Picardie
Les Géants font aussi partie des traditions des départements de l'Aisne, l'Oise et la Somme :
- Chauny : René Ch'Marinier (2005), géant du Carnaval des fêtes de Rabelais
- Compiègne : géants représentant les jaquemarts du beffroi de l'hôtel de ville, créés en 2004 par Dorian Demarcq et Stéphane Deleurence
  - Flandrin ;
  - Langlois ;
  - Lansquenet.
- Crisolles : Rigobert (2006)
- Doullens : Florimond Long Minton, géant créé en 1935. Ce géant est issu des contes écrits par l'auteur picardisant, Charles Dessaint.
- Ham : géants de la parade El cavalcade ed Tchout Jaques
  - Armandine, géante épouse de Tchout Jaques ;
  - Dudule, géant, fils d'Amandine et de Tchout Jaques ;
  - Tchout Jaques, géant créé en 1919 réhabilité en 2005.
- Hypercourt (Pertain) : T'chio Blaise ch'pouilleux géant créé en septembre 2015 qui porte ce nom en mémoire de Benoît Labre qui fit un passage dans la commune[6].
- Saint-Quentin : géants de la fête du Bouffon
  - Éléonore (2000)
  - Herbert IV (1996)
  - Quentin de La Tour
- Soissons : temps forts de la cité du vase[7].
  - Clovis (2019)
  - Clotilde (2019)
  - Monsieur le Paon (2018)

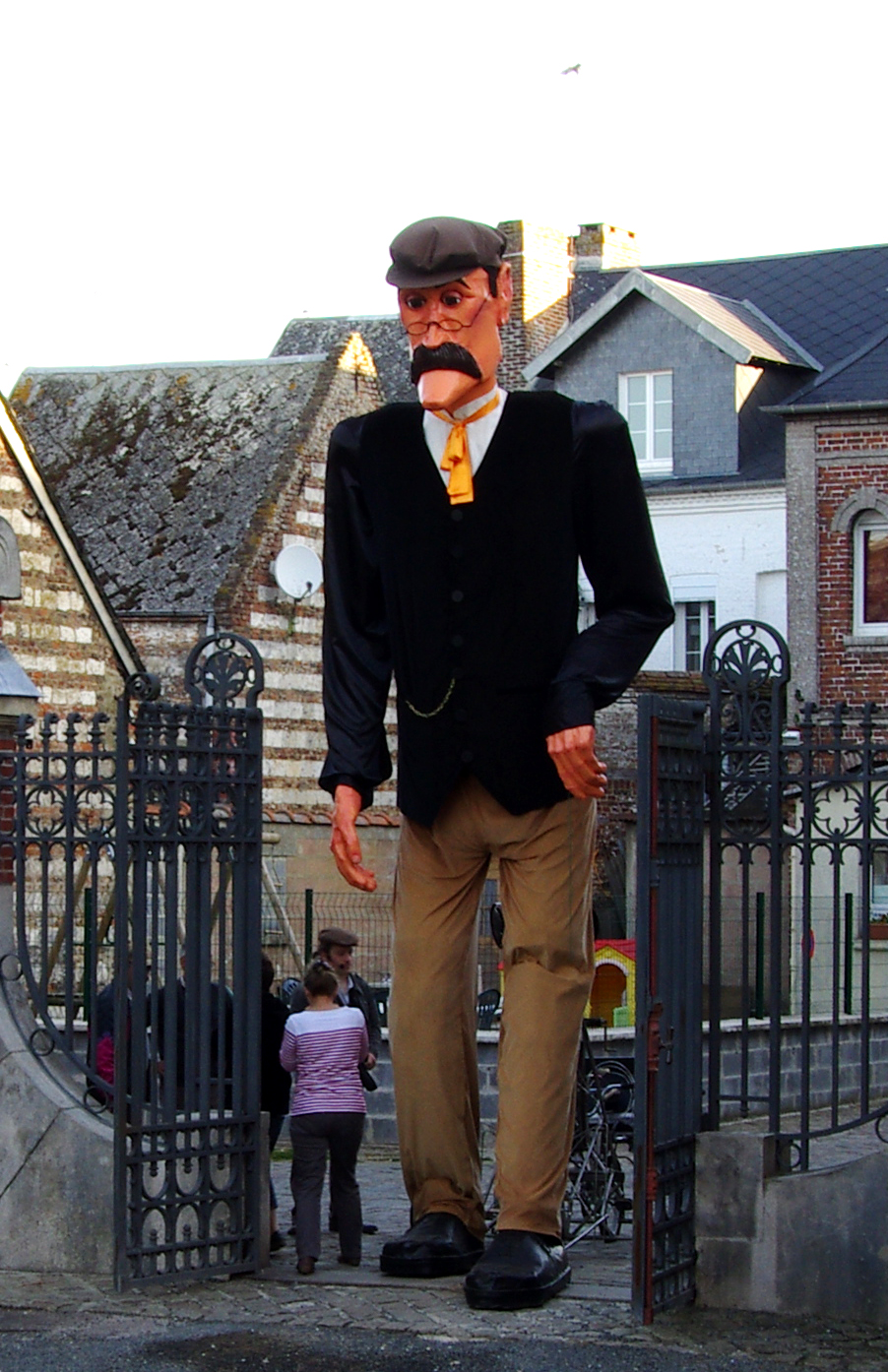
Florimond Long Minton (Doullens)
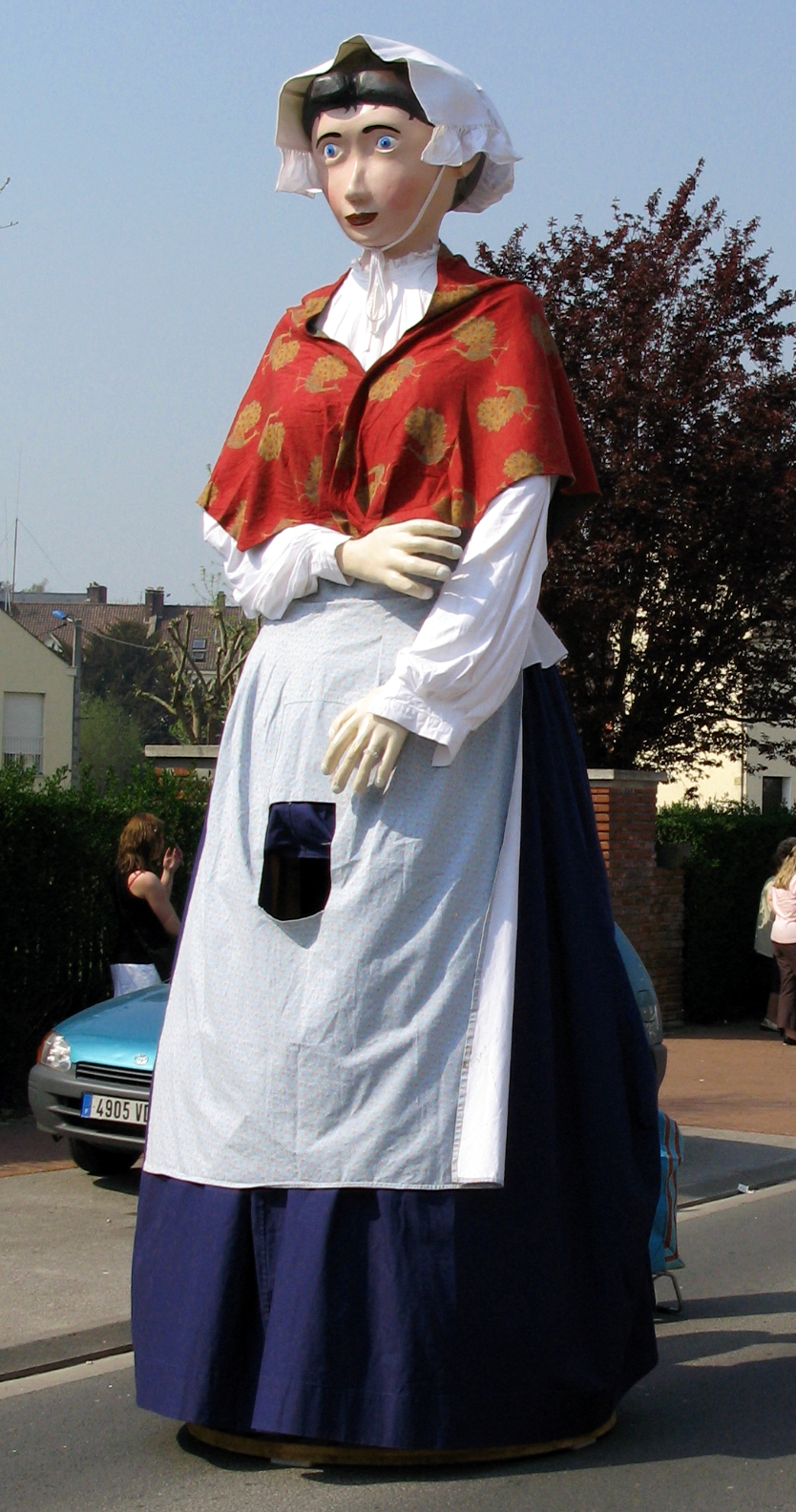
Armandine (Ham)
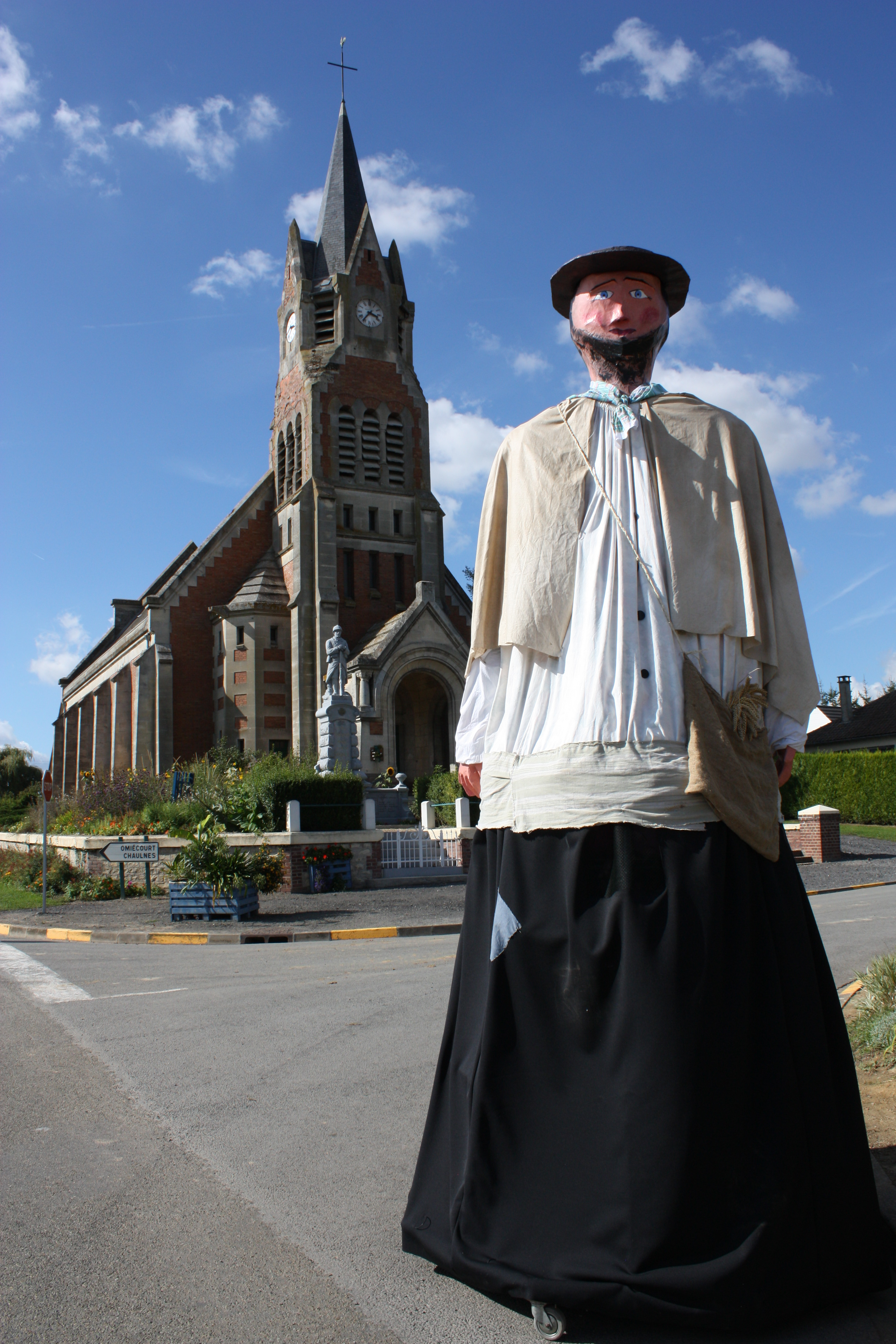
T'chio Blaise Ch'Pouilleux (Pertain)
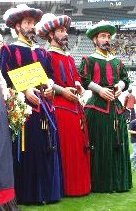
Flandrin, Langlois et Lansquenet (Compiègne)
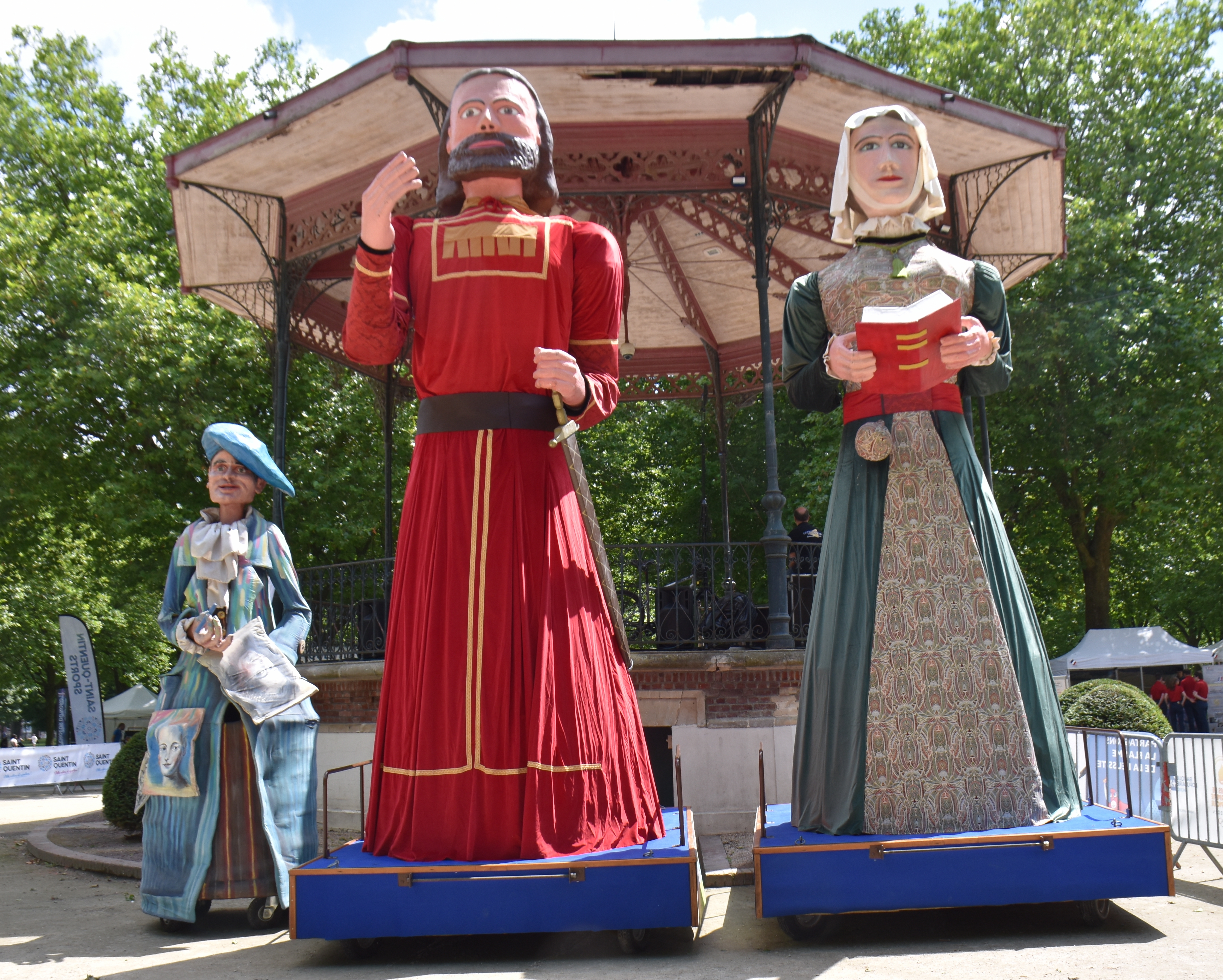
Quentin de La Tour, Herbert IV et Eléonore (Saint-Quentin)
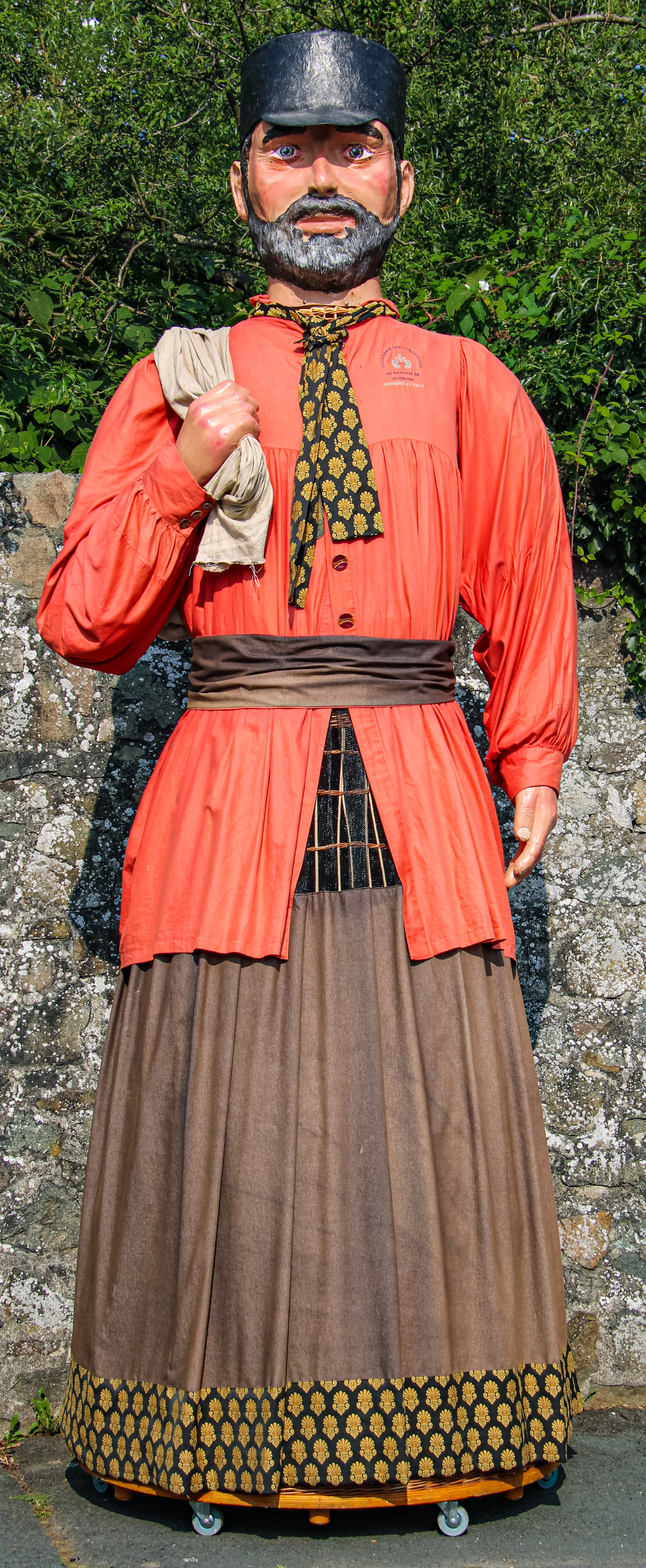
Monsieur le Paon (Soissons)

## Géants de Belgique
On y dénombre plus de 1300 figures de géants, rien qu'en Flandre. En Belgique totale on estime plus de 2 330 géants. Les plus anciens remontent au XVe siècle.
On en crée chaque année de nouveaux qui défilent et dansent lors des ducasses, kermesses et carnavals. En voici une liste non-exhaustive permettant d'illustrer la diversité des géants belges.

### Région flamande

#### Anvers
- Druon Antigoon
- Pallas Athena
- Wannes Van de Velde
- Germaine van Ganzeveer
- Lowiske

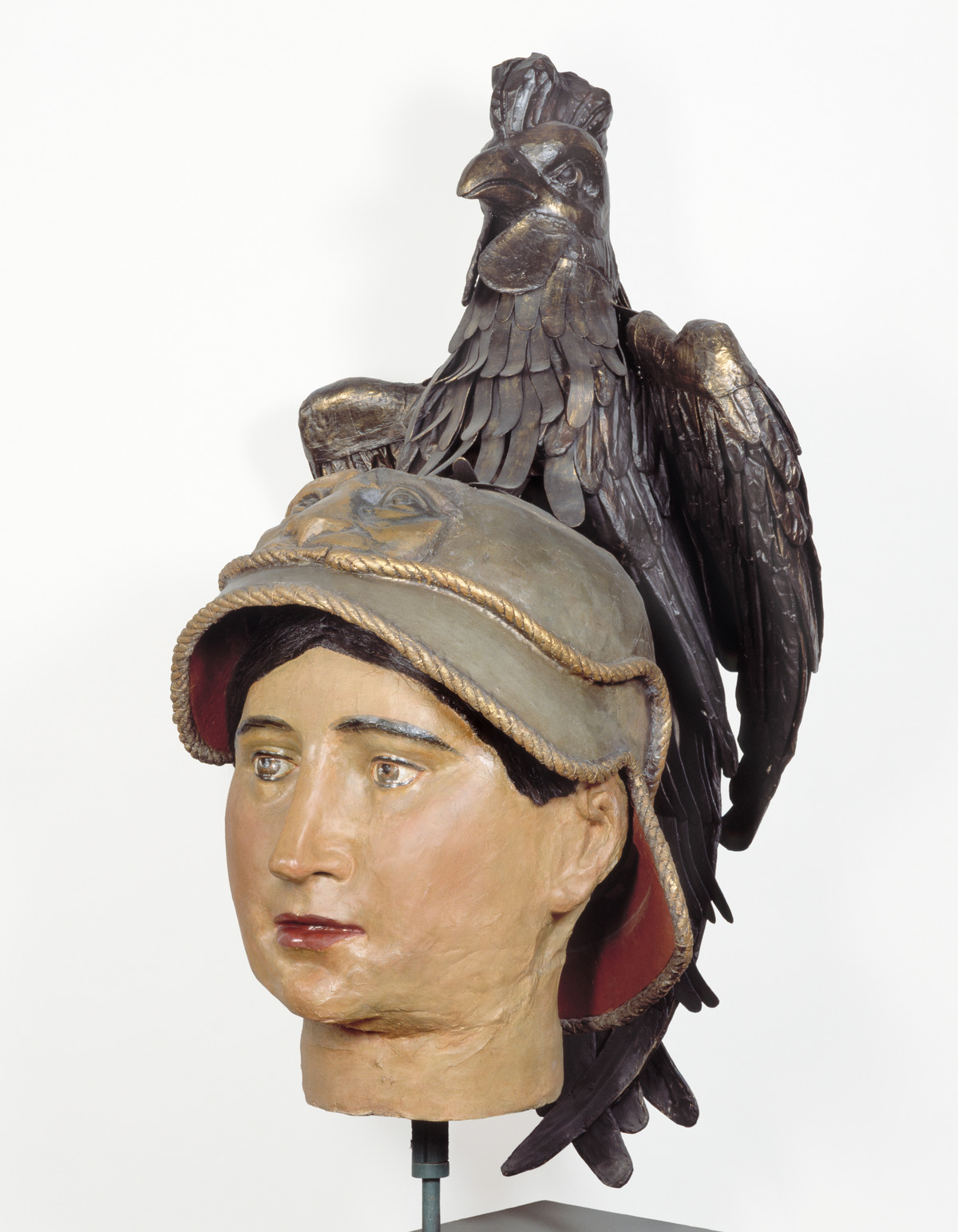
Ancienne tête de la géante Pallas Athena d'Anvers (1765)
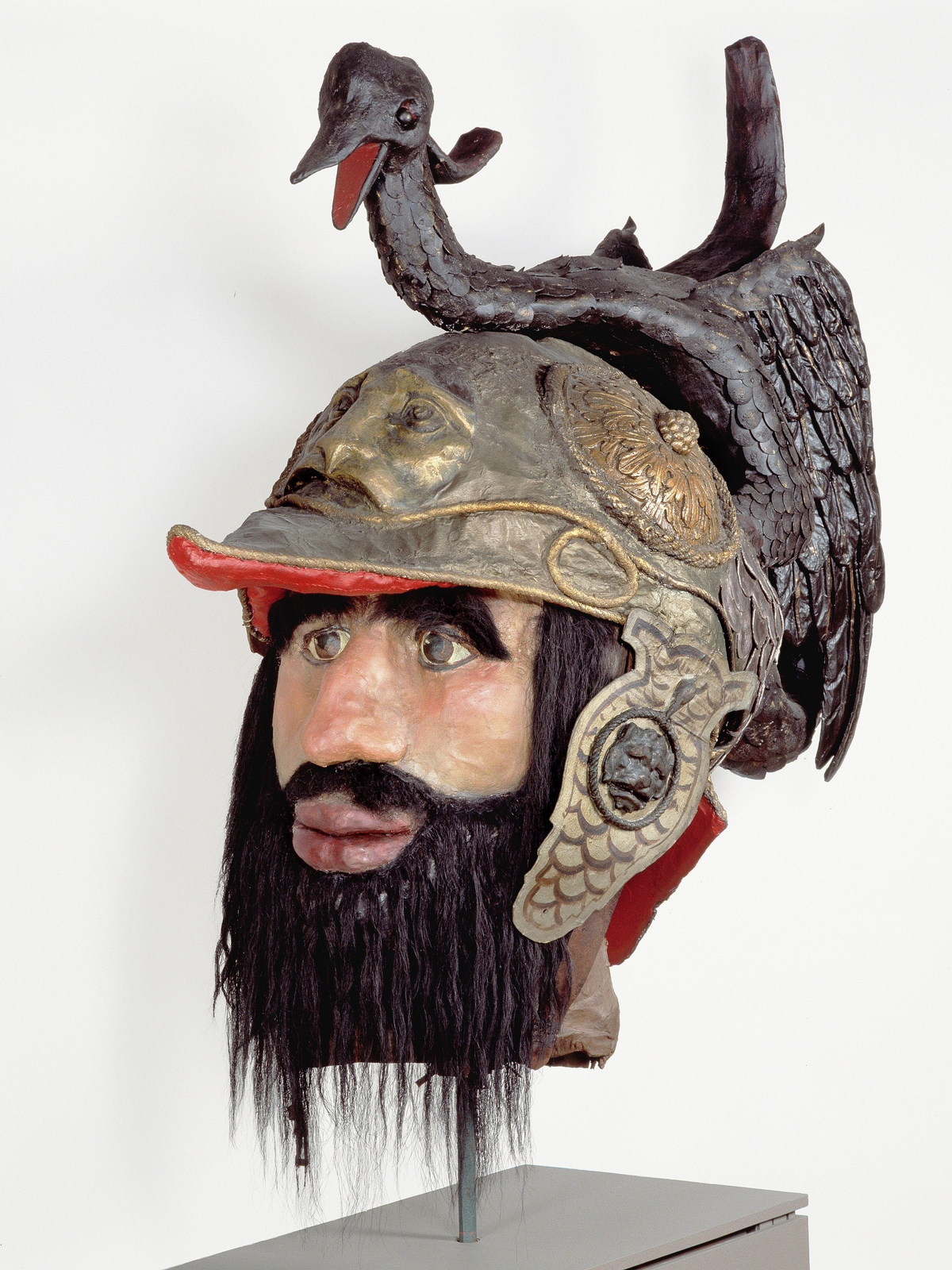
Ancienne tête du géant Druoon Antigoon d'Anvers (1534)

#### Blankenberghe
- Colette (1974)
- Korno (1956)
- Seven (1978)
- Gusten Kwik (2004)
- D'Oede Ula (2017)
- Miete Froufrou
- Stientje Bogaert
- A Monster Calls (2022)
- Eugenie Kadet (2021)
- De Mascotte van Blankenberge (1952)

#### Grammont
- Goliath
- Gerarda
- Kinneke Baba
- Babaken-Pis (2018)

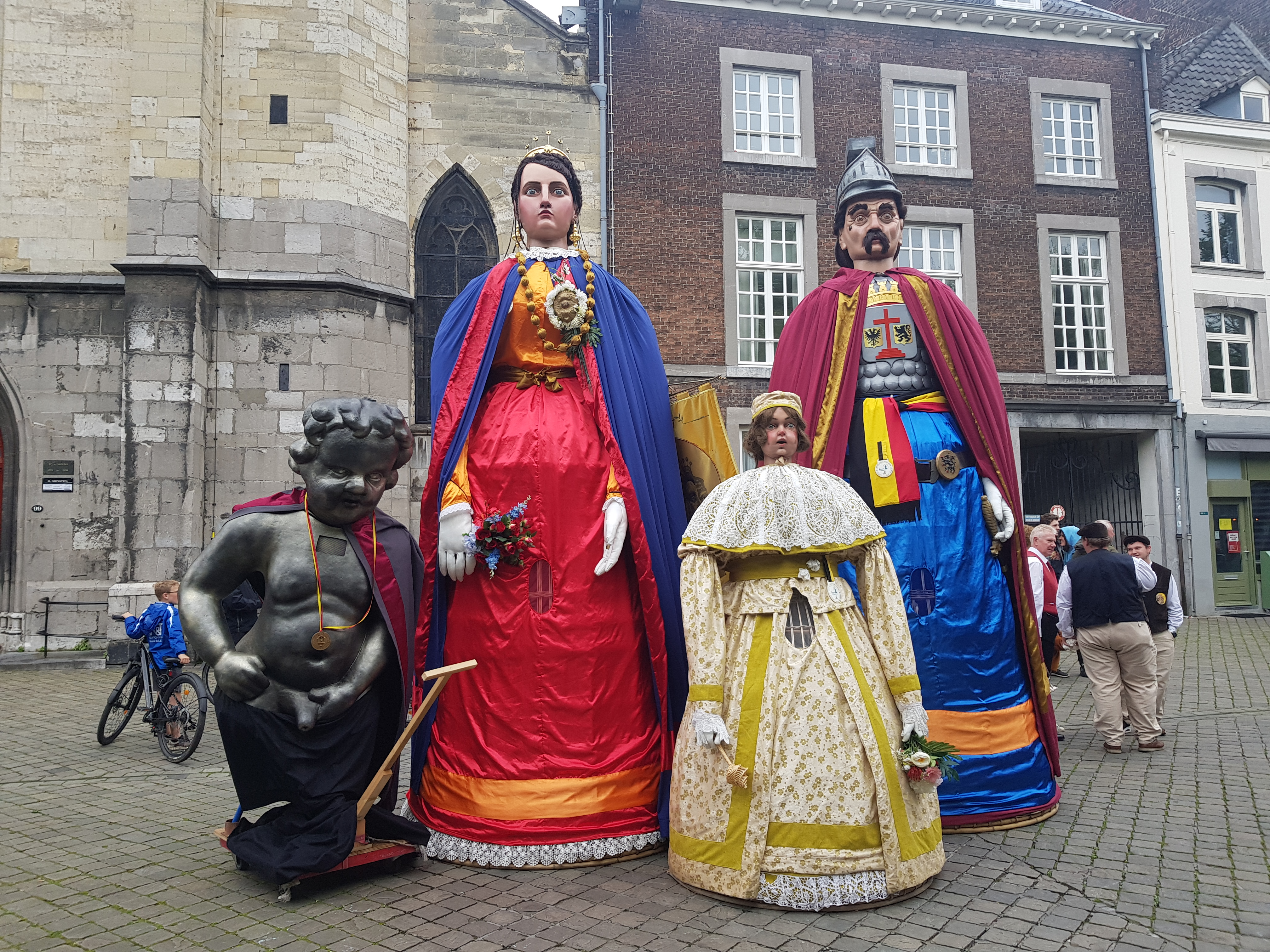
Goliath, Gerarda, Kinneke Baba et Babaken-Pis (Grammont)

#### Malines
L'Ommegang de Malines et ses géants sont reconnus par l'Unesco depuis le 25 novembre 2005 au titre de chef-d'œuvre du Patrimoine oral et immatériel de l'humanité. La famille complète des géants et l'Ommegang ne sortent que tous les 25 ans, leur prochaine sortie aura lieu en 2038.
- Le cheval Bayard et les quatre fils Aymon XVe siècle (attesté en 1415).
- Les chameaux
- Reus (attesté dès 1481), Reuzin (1549) et leurs enfants Janneke, Klaesken, Mieke (1618), Amir et Noa (2013).
- Grootvader Reus (±1600)

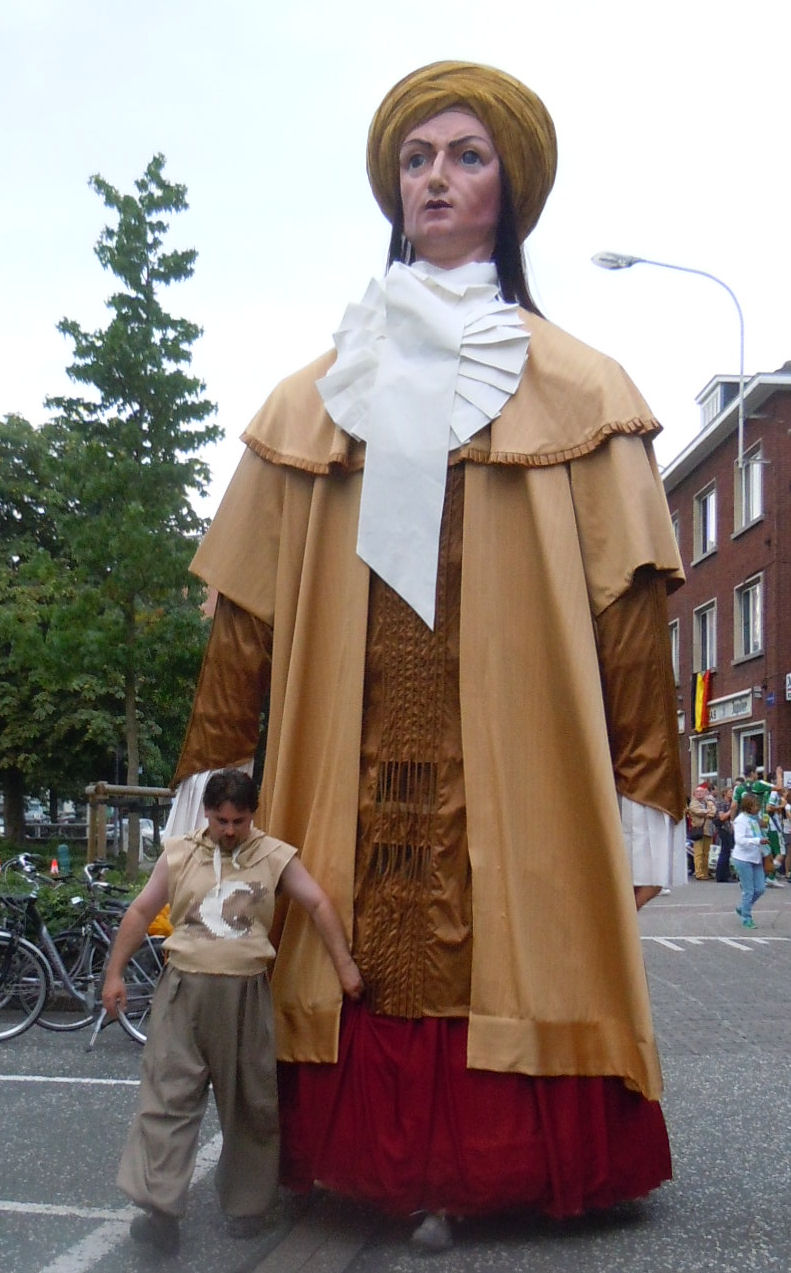
Reus (Malines)

#### Nieuport
- Jan Turpijn (1929, recréé en 1963). Réputé comme le plus grand géant porté du monde, Jan Turpijn mesure 10,40 m pour un poids de 750 kg, nécessitant environ 24 porteurs. Il représente le bourgmestre de Nieuport qui, lors du siège de la ville en 1489, appela les femmes a rejoindre leurs hommes au combat.

- Goliath (mentionné dès 1653, recréé dans l'entre-deux-guerres et en 1947)
- Griete (recréé en 1947)
- Rosalinde (1985)
- Puuptje (2000)
- Jacqueline Puyt (2002)
- Hendrik Geeraert (2016)
- Karel Cogge (2016)[9]
- Luc de Pompier

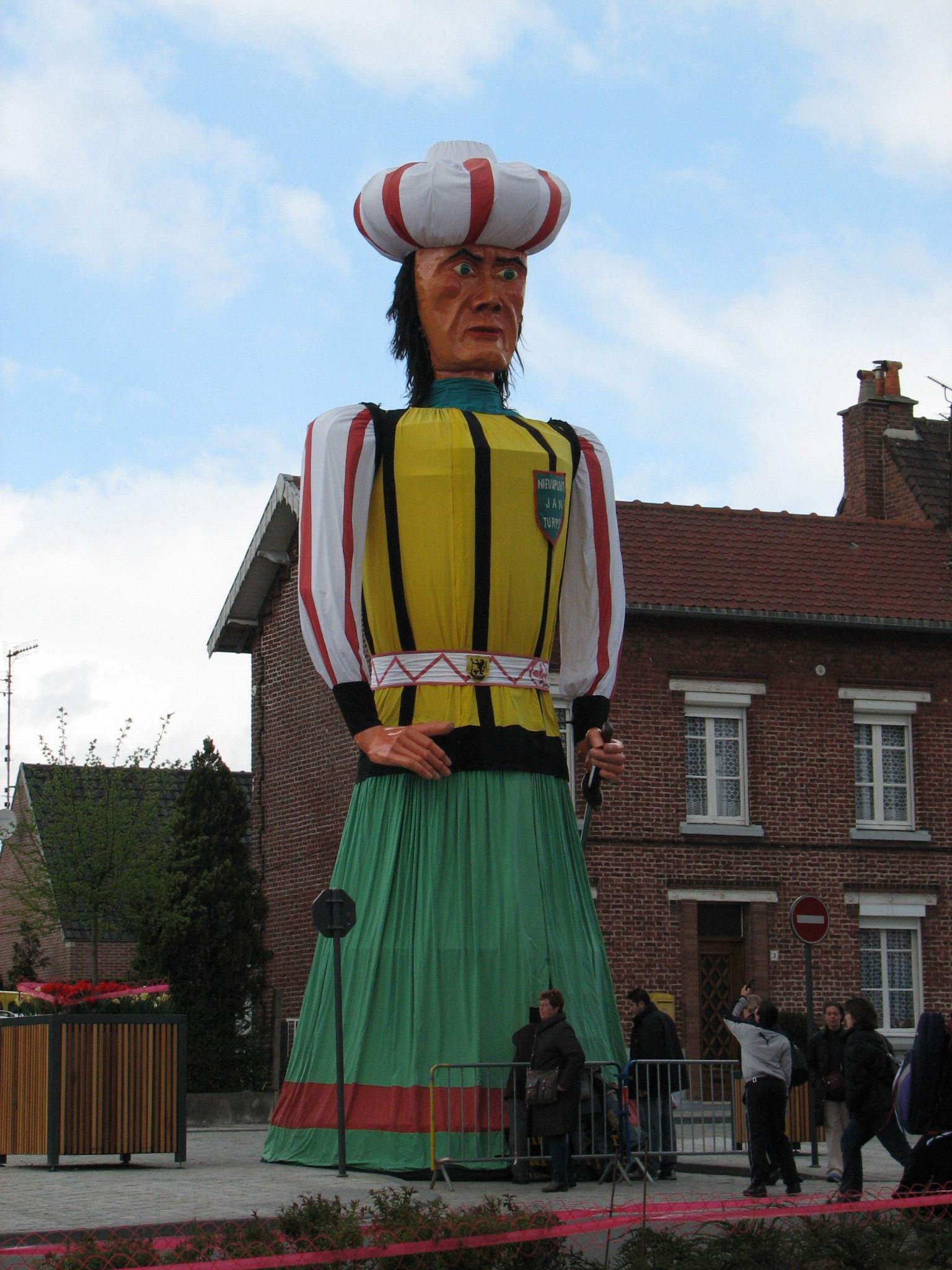
Jan Turpijn (Nieuport)

#### Dendermonde
L'Ommegang de Termonde est classé chef-d'œuvre du Patrimoine oral et immatériel de l'humanité. Il est attesté, avec présence de géants, dès 1405. Il sort chaque année.
- "Ros Beiaard" : attesté depuis le XVe siècle, il parade lors de l'Ommegang qui n'a lieu que tous les 10 ans (prochaine édition en 2030).
- "Mars" : géant de la gilde de Sint Andries (1480 ?).
- "Goliath" : géant de la gilde de Sint-Joris, créée en 1377.
- "Indiaan" : géant de la gilde de Saint Sébastien, apparue en 1415. Il s'agit sans doute d'une figure de déesse de la chasse, repeinte à la fin XVIIe siècle sous la forme d'un indien stéréotypé.

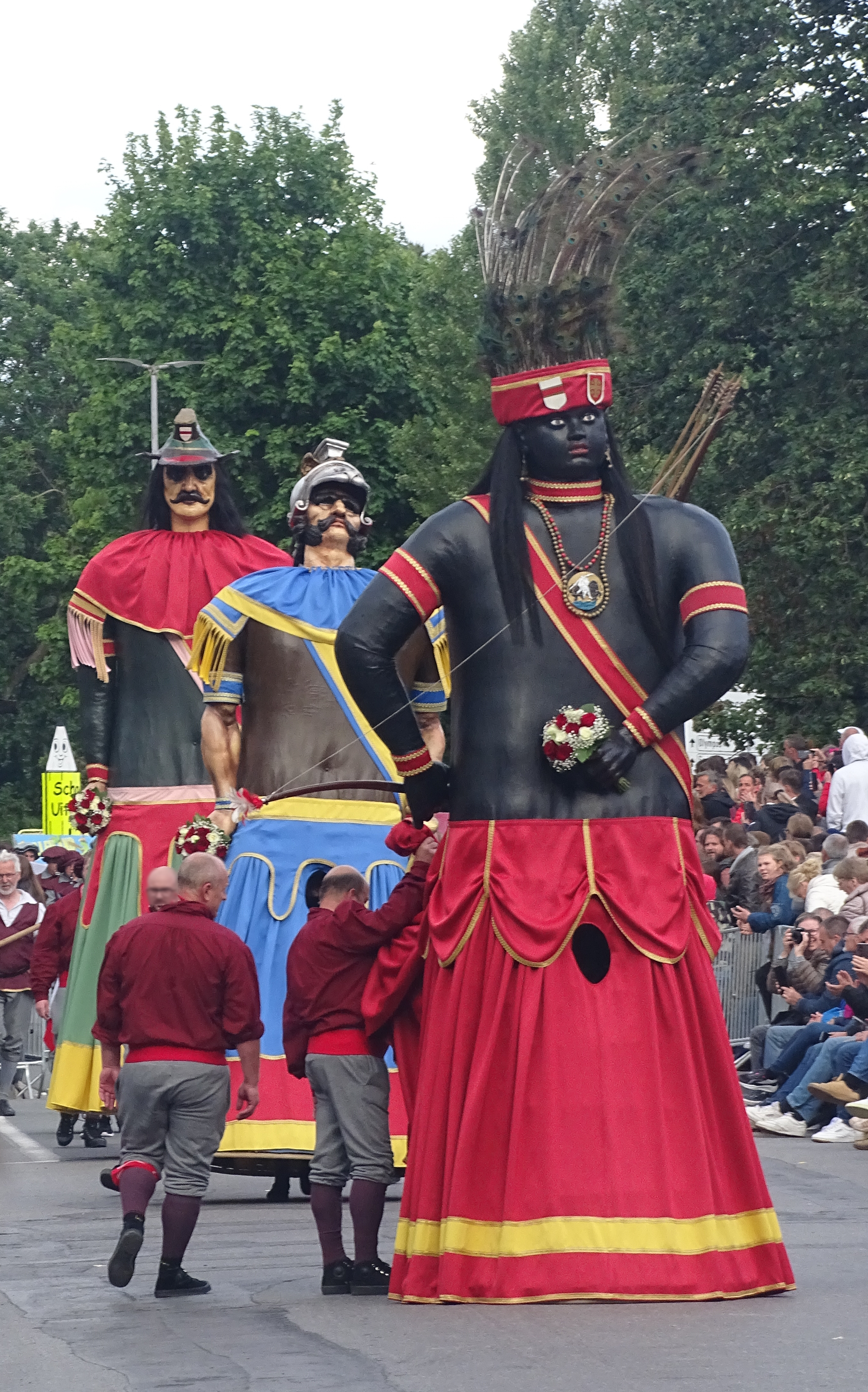
Indiaan, Mars et Goliath (Termonde)
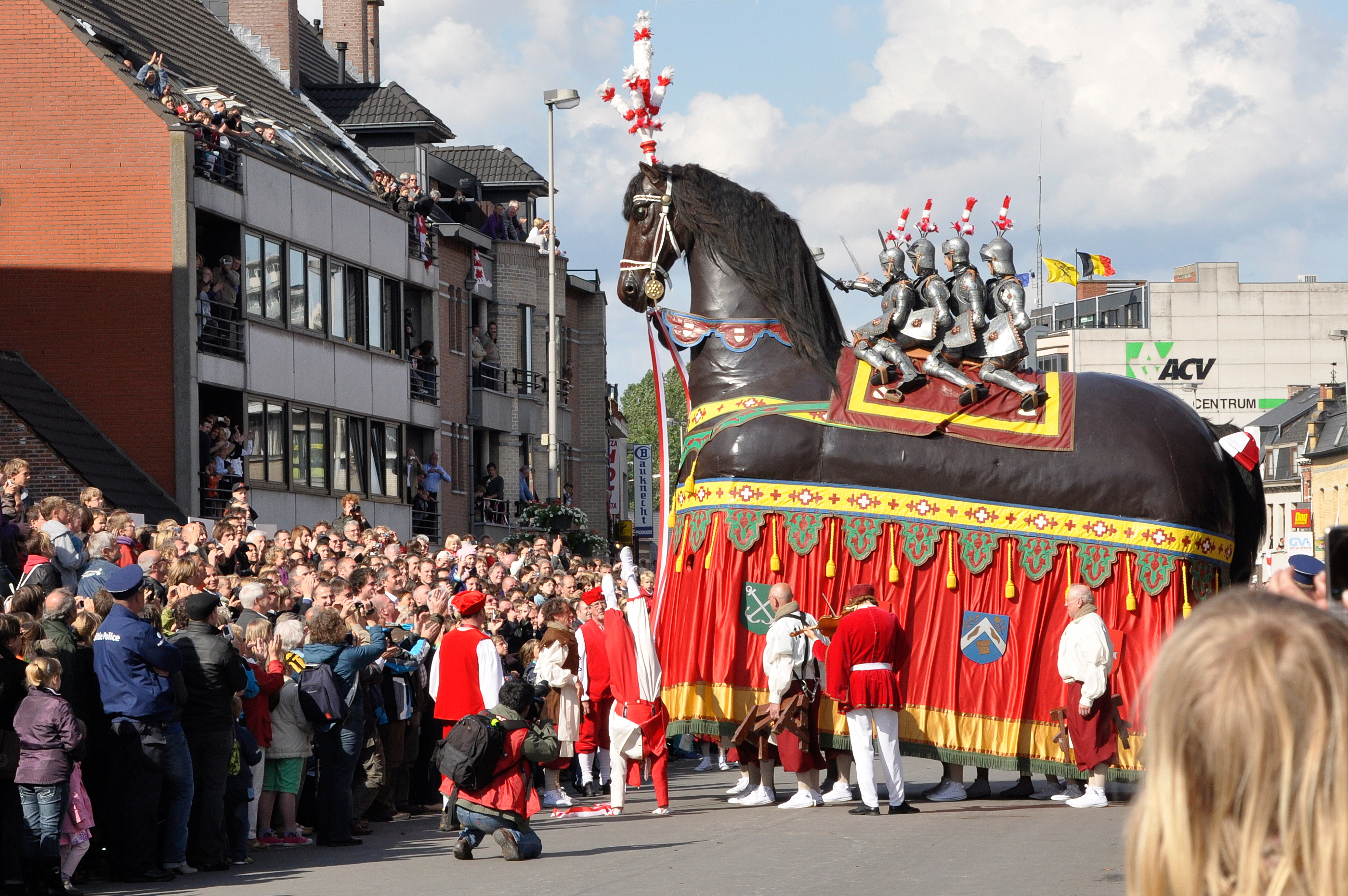
Ros Beiaard (Termonde) lors de l'Ommegang de 2010

#### Renaix
- En 1928, le journal "De Scheldeklokke" mentionne la sortie des géants renaisiens "Jefke" et "Marietje" à l'occasion de la foire des 15 et 16 juillet 1928. Il s'agit de la seule trace de ces deux géants.

- Staf de Wever (1952, recréé en 1992 et 2012).
- Manse de Spinster (1952, recréée en 1992 et 2012).
- Angeleki de Naaister (1956, recréée en 1992 et 2018).
- Ephrem de Beiaardier (1992, recréé en 2018), il représente Ephrem Delmotte, carillonneur et fondateur des Bommelsfeesten (carnaval) de Renaix.
- M.A.X. de Zot van Ronse (2005), il représente le fou du carnaval de Renaix (den Bonmo).[10]
- Kadeitche (2020 - groupe carnavalesque "De Kadeitchiest").
- Kastaar (2020 - groupe carnavalesque "De Kadeitchiest").

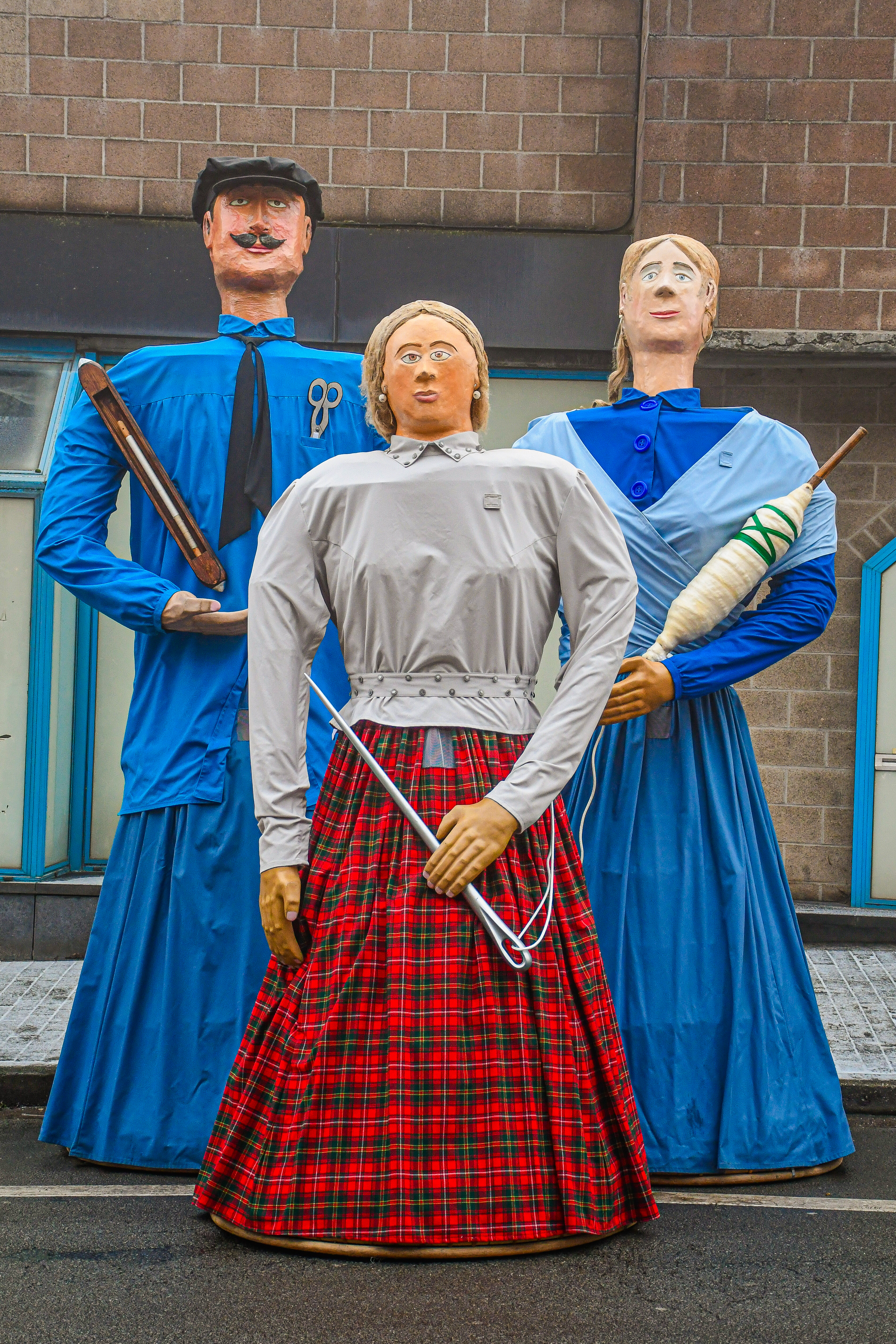
Staf de Wever, Manse de Spinster et Angeleki de Naaister (Renaix)
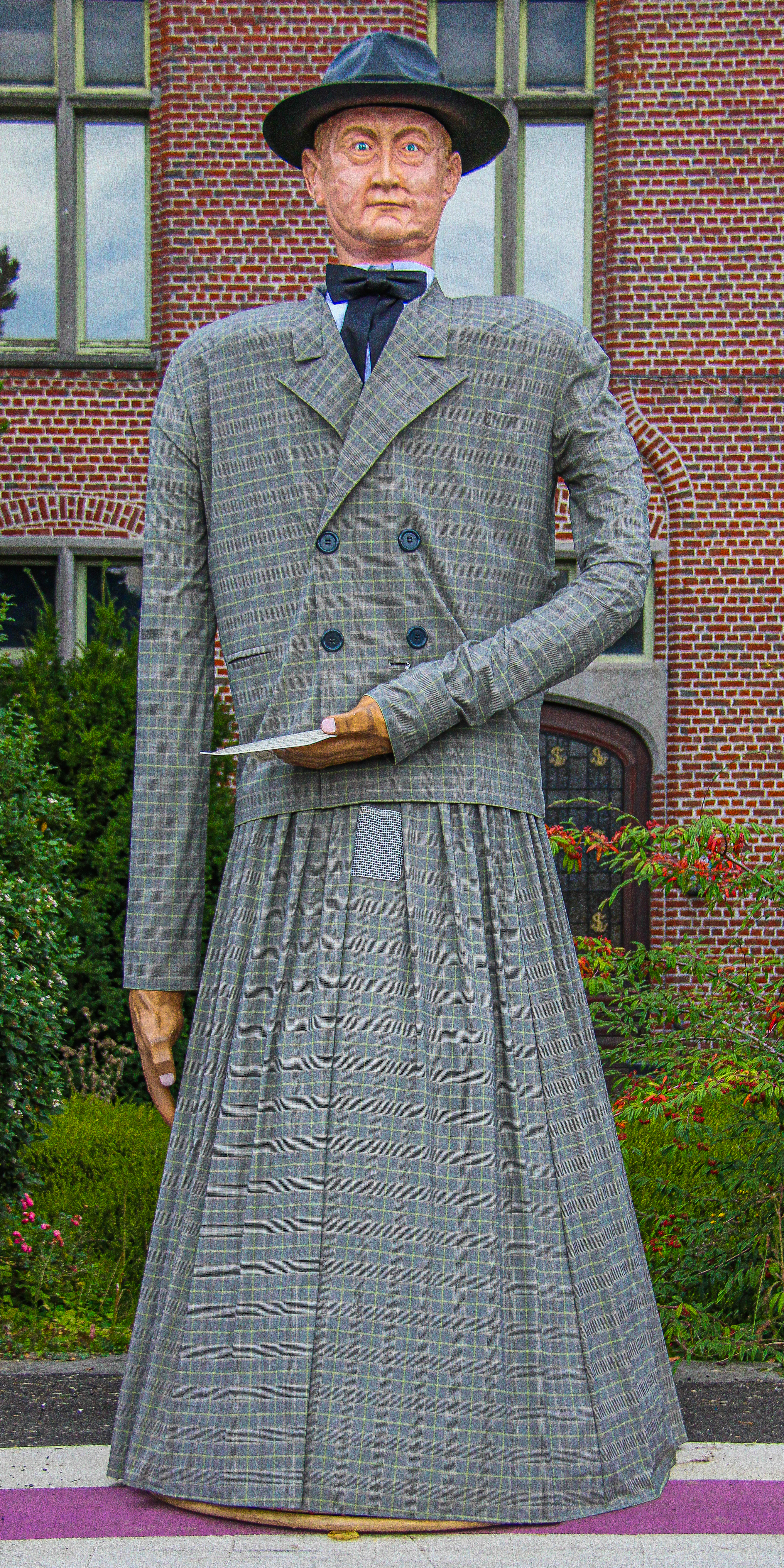
Ephrem de Beiaardier (Renaix)

### Région bruxelloise

#### Bruxelles
La fête de la plantation du Meyboom est attestée depuis 1597 à Bruxelles et s'est poursuivie jusqu'à nos jours sans interruption.
C'est aussi la fête du quartier de la rue des Sables, avec les géants Jan, Mieke, Bompa, Boma, Rooske, Janneke, Jefke, Pietje, Polleke et Yves le Gardevil. Le Meyboom de Bruxelles a été reconnu par l'Unesco comme chef-d'œuvre du Patrimoine oral et immatériel de l'humanité.

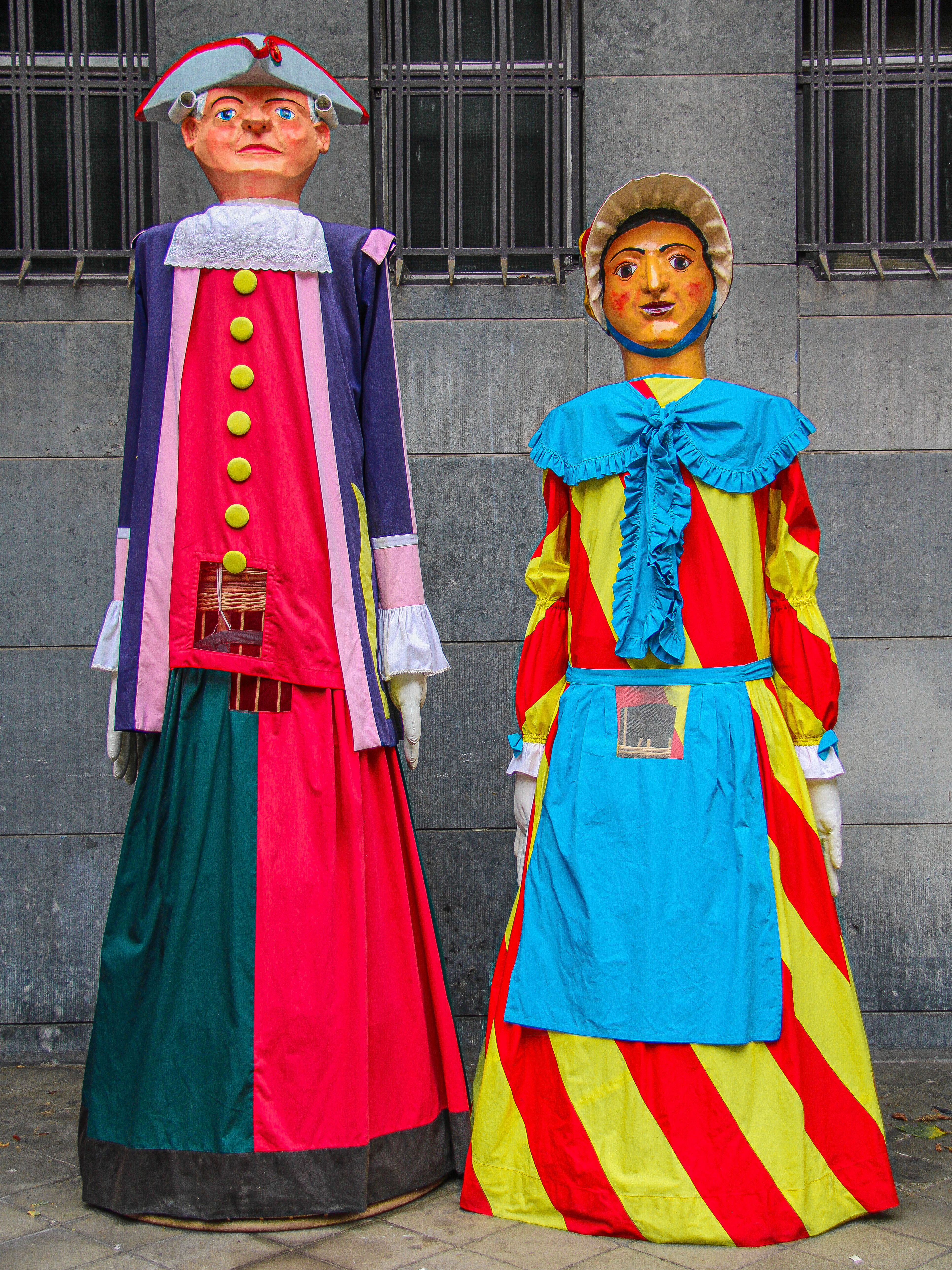
Jan & Mieke (Meyboom, Bruxelles)
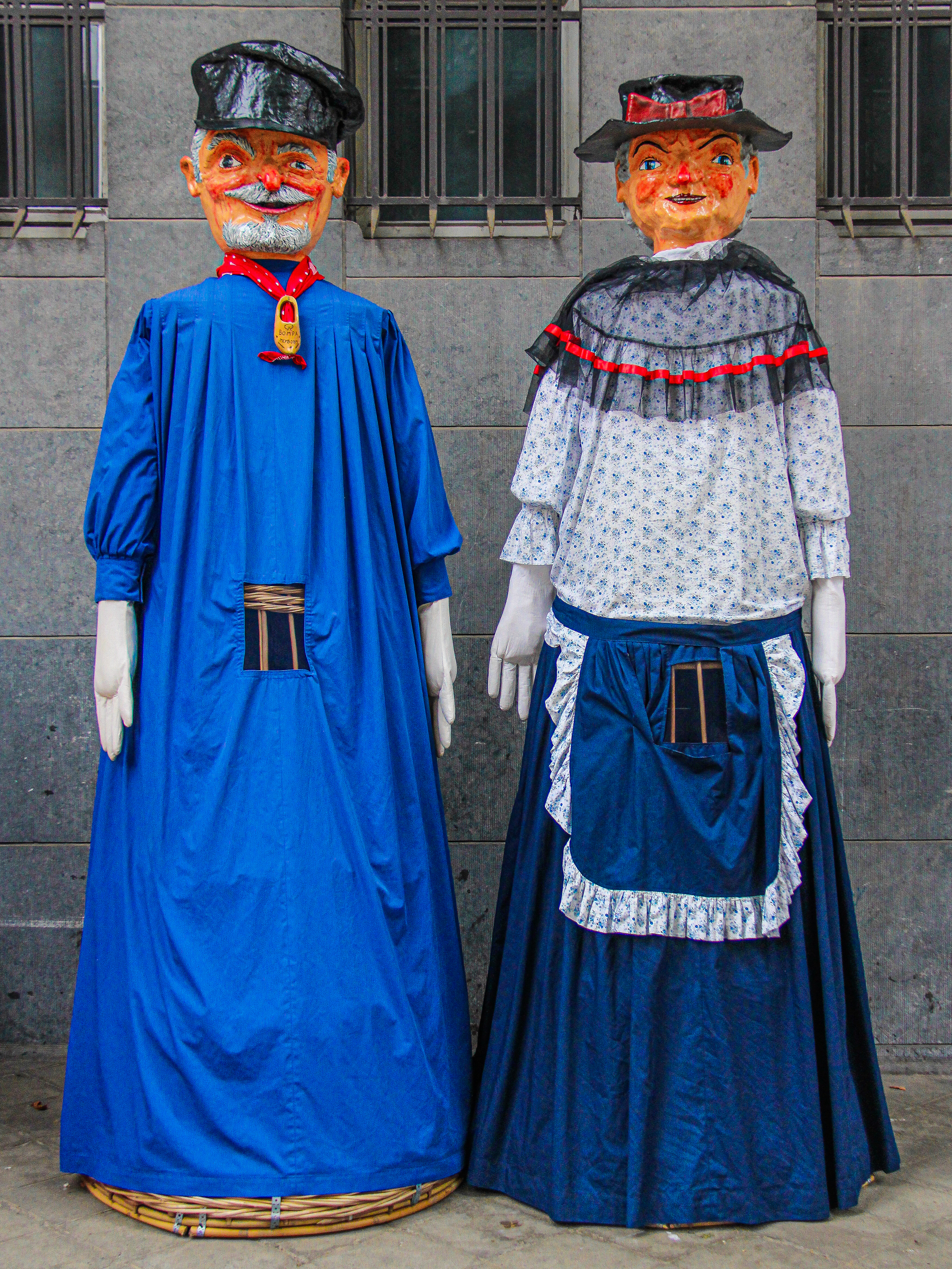
Bompa & Boma (Meyboom, Bruxelles)
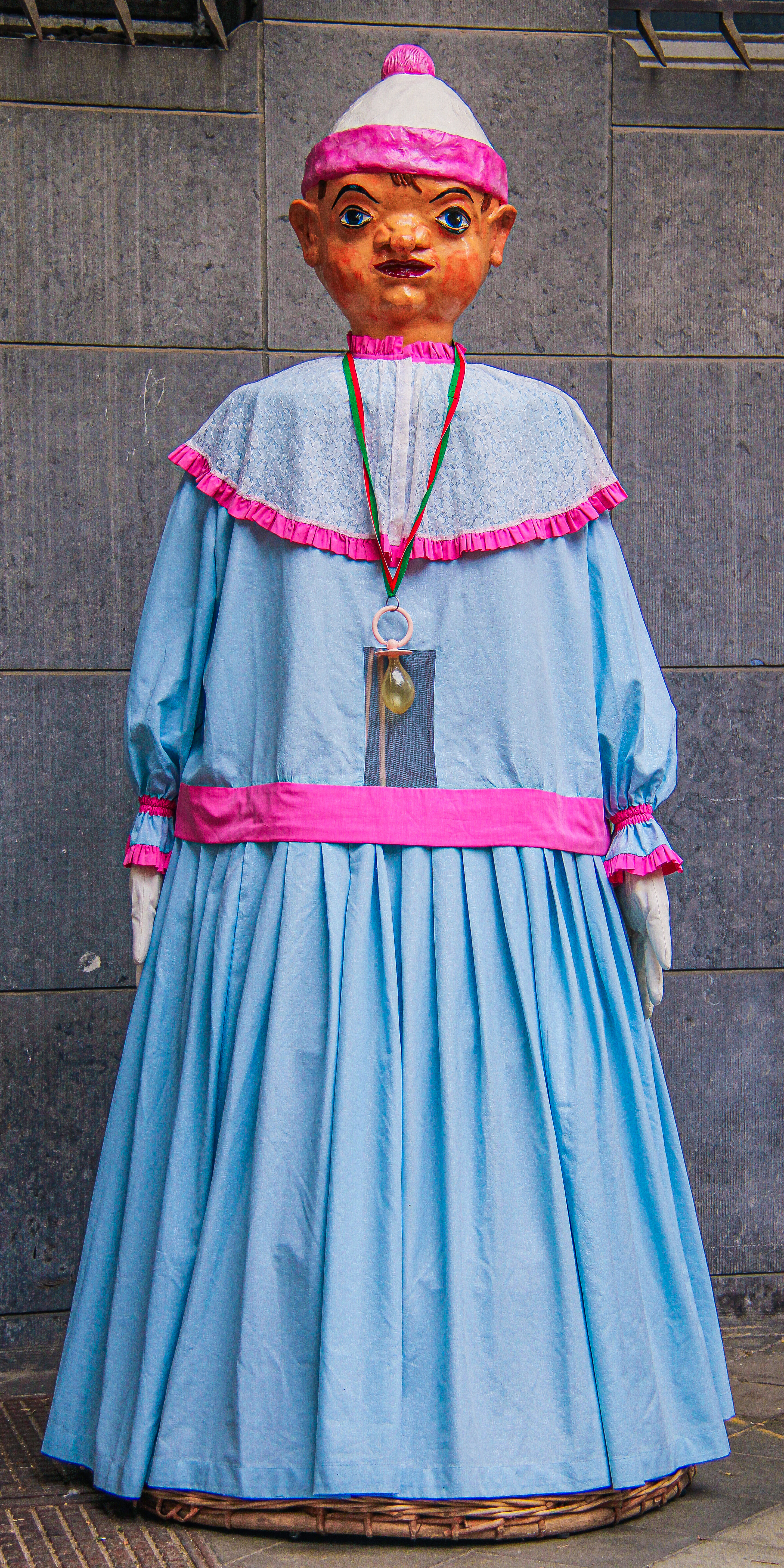
Janneke (Meyboom, Bruxelles)
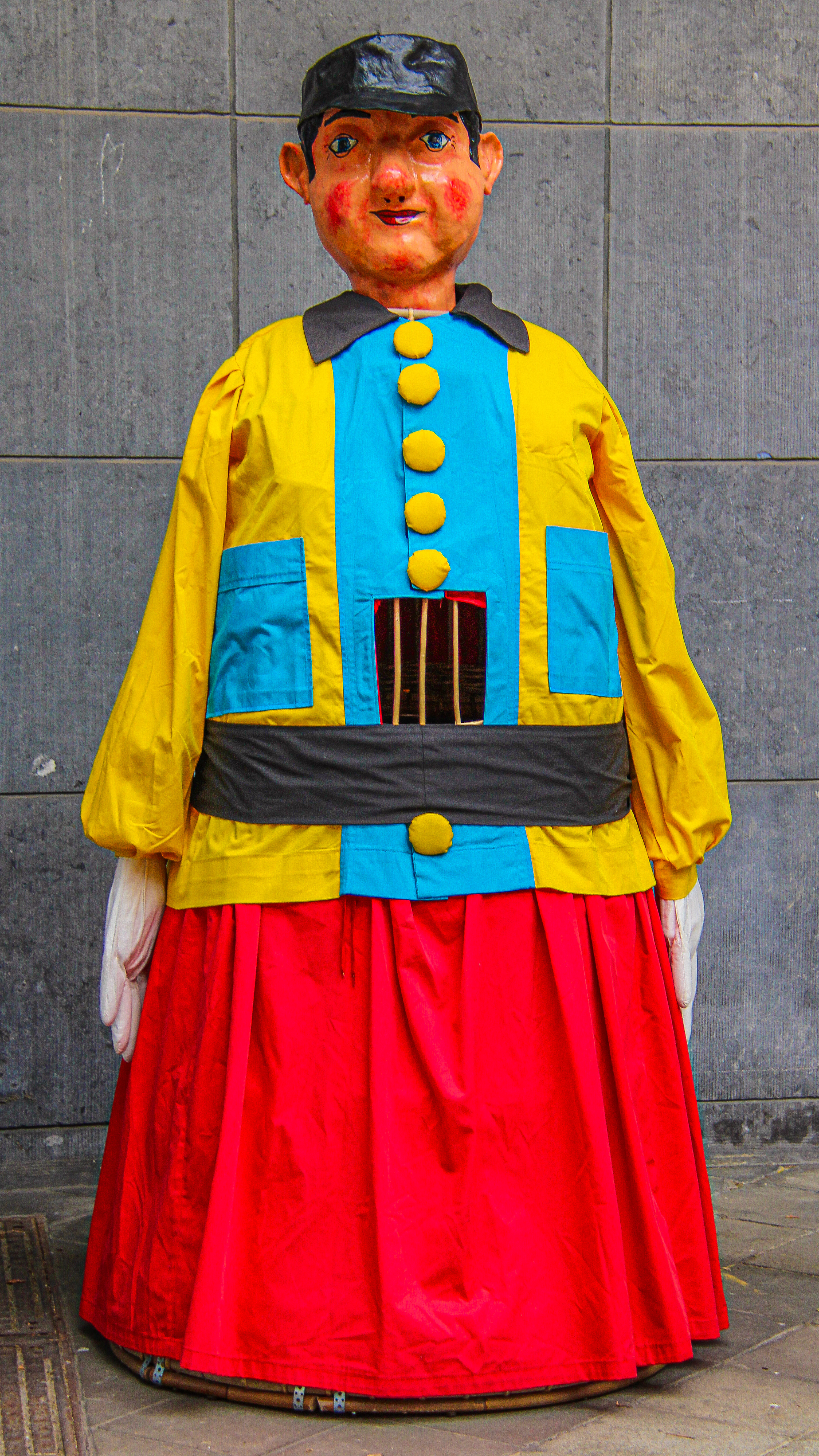
Jefke (Meyboom, Bruxelles)
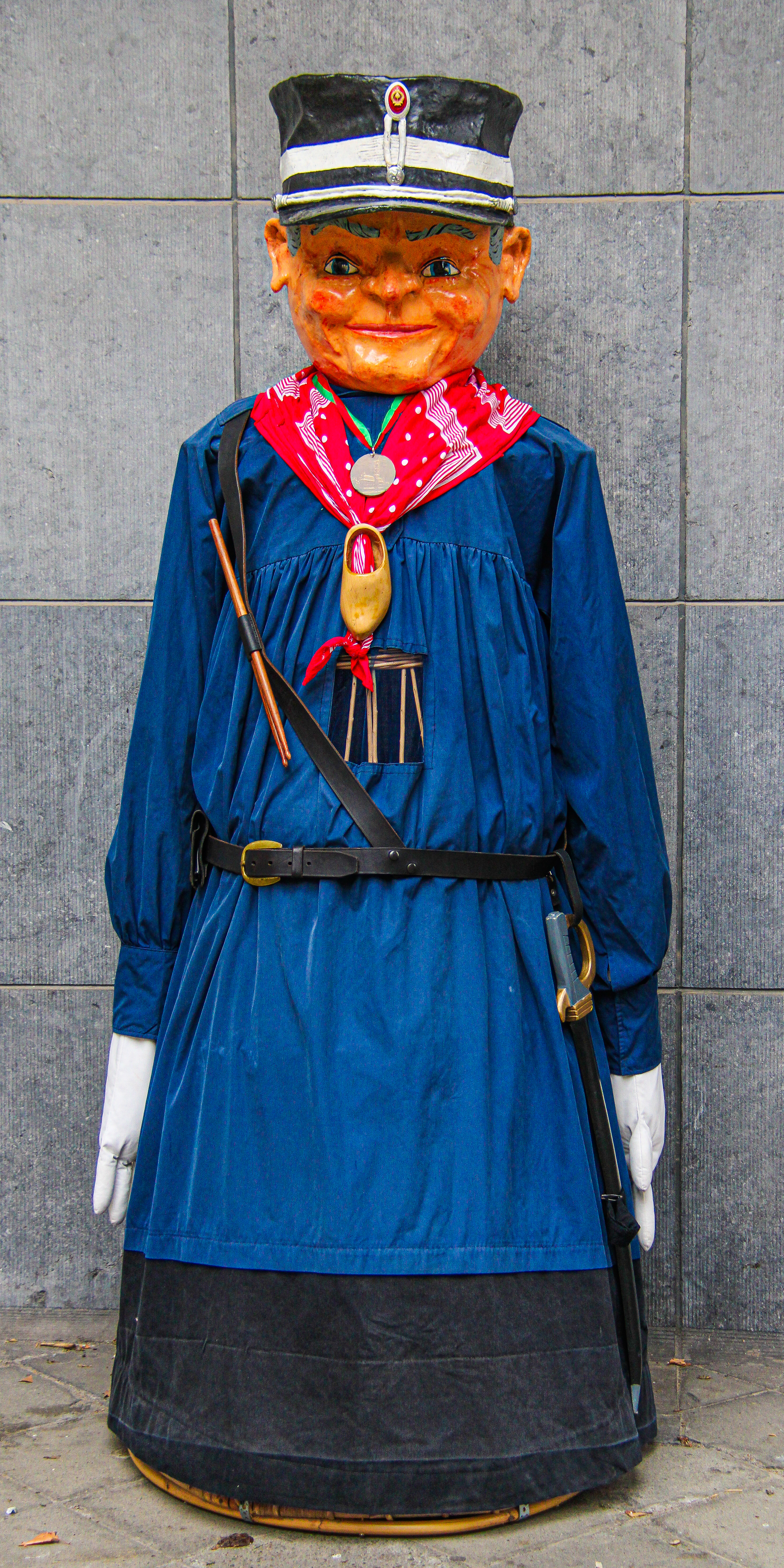
Pietje (Meyboom, Bruxelles)
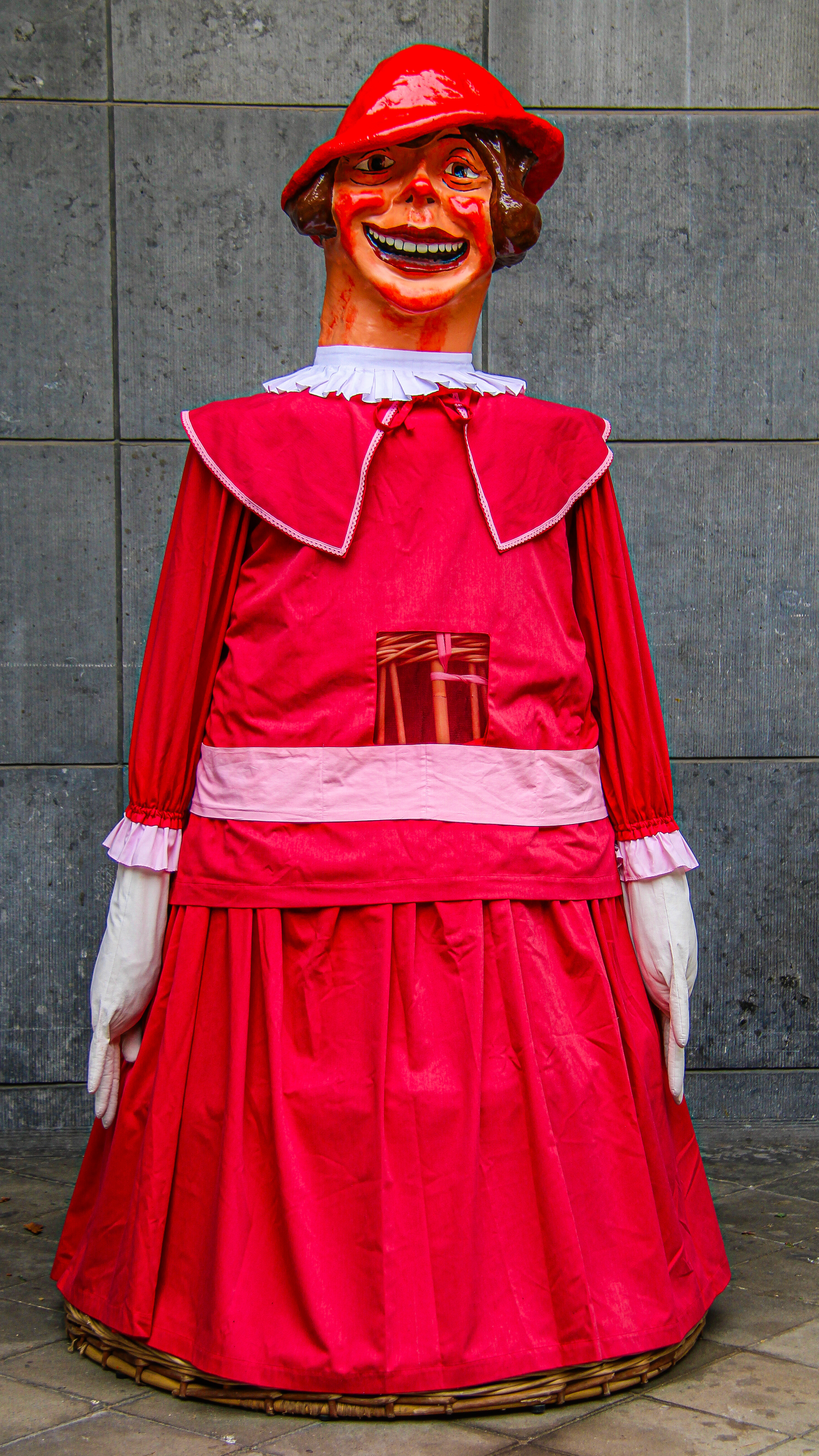
Rooske (Meyboom, Bruxelles)
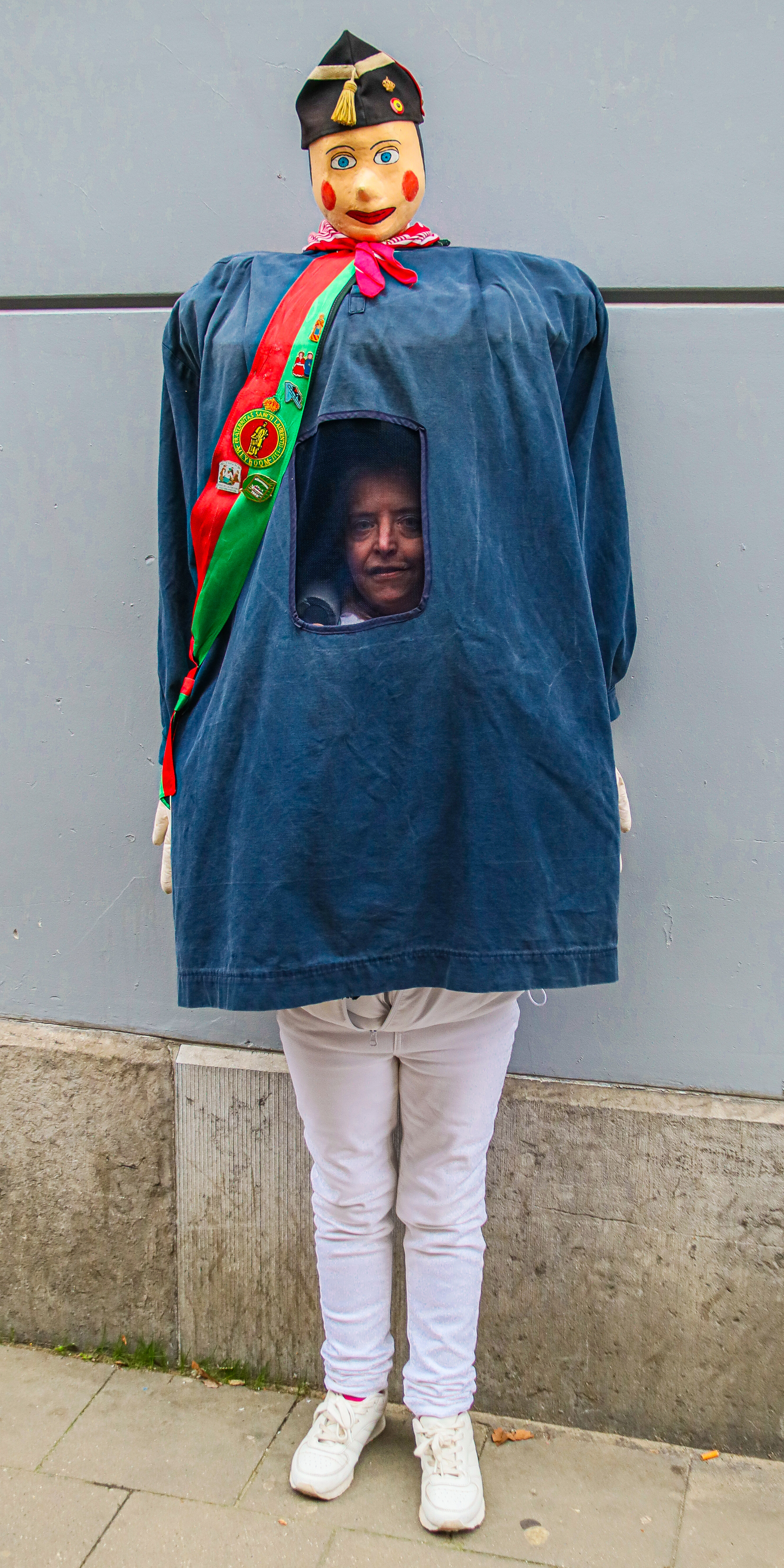
Polleke (Meyboom, Bruxelles)

#### Ommegang de Bruxelles
- Saint Michel (recréé en 2003)
- Sainte Gudule (recréée en 2005, baptisée à Ath)
- Le Dragon (2004)
- Janneke (1973)
- Mieke (1974)
- Le Cheval Bayard (recréé en 1989)
- La Licorne
- Les Chameaux
- Le Poisson

#### Géants anciennement des "Fêtes du Vismet"
A partir de 1982, différents géants voient le jour dans l'atelier de l'artiste pluridisciplinaire bruxellois Paul Vankueken (1927-2019) pour agrémenter les Fêtes du Vismet, dans le quartier du même nom. Après la disparition des festivités, la grande famille des géants locaux est dispersée entre plusieurs localités ou quartiers, certains ont également disparus.
- Toots Thielemans (1987, recréé en 2022 au quartier des Marolles)
- Antoine Demol (désormais actif à Saintes)
- Lange Jojo (1986, désormais actif à Saintes)
- Simone Max (désormais active à Saintes)
- Capitaine Haddock (désormais actif à Saintes)
- Jacques Lippe (1990, désormais actif à Saintes)
- Le Roi de la Zwanzanie (inactif, stocké à Saintes)
- Luc Varenne (inactif, stocké à Saintes)
- Jef du tram (1983, désormais basé à Ath)
- Paul Vankueken (désormais basé à Ath)
- Le Prolo des Marolles (inactif)
- Catherine (1982, inactive)
- Fons (disparu)
- Chantaleke (disparue)
- Médor (disparu)
- Poussy (disparu)

#### Woluwe-Saint-Pierre
- Baldewinus (1984)
- Michaëlla (1986)

#### Woluwe-Saint-Lambert
- Georges (1989)
- Henri (1989)
- Marie (1994)[13]

#### Saint Josse ten Noode
- Saint-Josse (1952)
- Houwaert (1952)
- Guy Cudell (1993)
- Léon Govaerts (2022, géant de l'ASBL Maison de la Famille)
- Clara Clairbert (2022, géante de l'ASBL Maison de la Famille)
- José⸱e (2024, géant⸱e des Ateliers Mommen)

#### Anderlecht
- Erasme (1995)
- Guidon (2004)
- Gudule (2004)
- Poje (1998)
- Dongui (2001)
- Le Duc d'Aumale (1986)
- Rikske de Molenaar (2002)
- Onulphe (1991)
- Berthe (1993)

#### Watermael-Boisfort
- Nare/Nare Chop (1954, disparu)
- Bene (1955, disparue)
- Janneke (2000)
- Mieke (2001)
- Choublac (2012)[14]

#### Ixelles
- Thyl Ulenspiegel (1999, désormais exposé au Uilenspiegelmuseum de Damme)
- Nele de Flandre (2002, désormais exposée au Uilenspiegelmuseum de Damme)
- Maximilien-Emmanuel de Bavière (2012)

#### Saint-Gilles
- Pietje de Kuulkapper (1948)
- Lowiske (1949)
- Lomme (1988)
- Chareltje
- La Porteuse d'Eau (1999)

### Région wallonne

#### Ath
Les géants d'Ath ont été reconnus comme chefs-d'œuvre du Patrimoine oral et immatériel de l'humanité par l'UNESCO. Ils ne sortent que lors de la Ducasse d'Ath, le week-end du quatrième dimanche d'août.
- Goliath (1481)
- Madame Goliath (1715)

- L'Aigle à deux têtes (1700's)
- Samson (1679)
- Ambiorix (anciennement Tirant, XVIIIe siècle)
- Mademoiselle Victoire (1793)
- Le Cheval Bayard (1462, recréé en 1948)

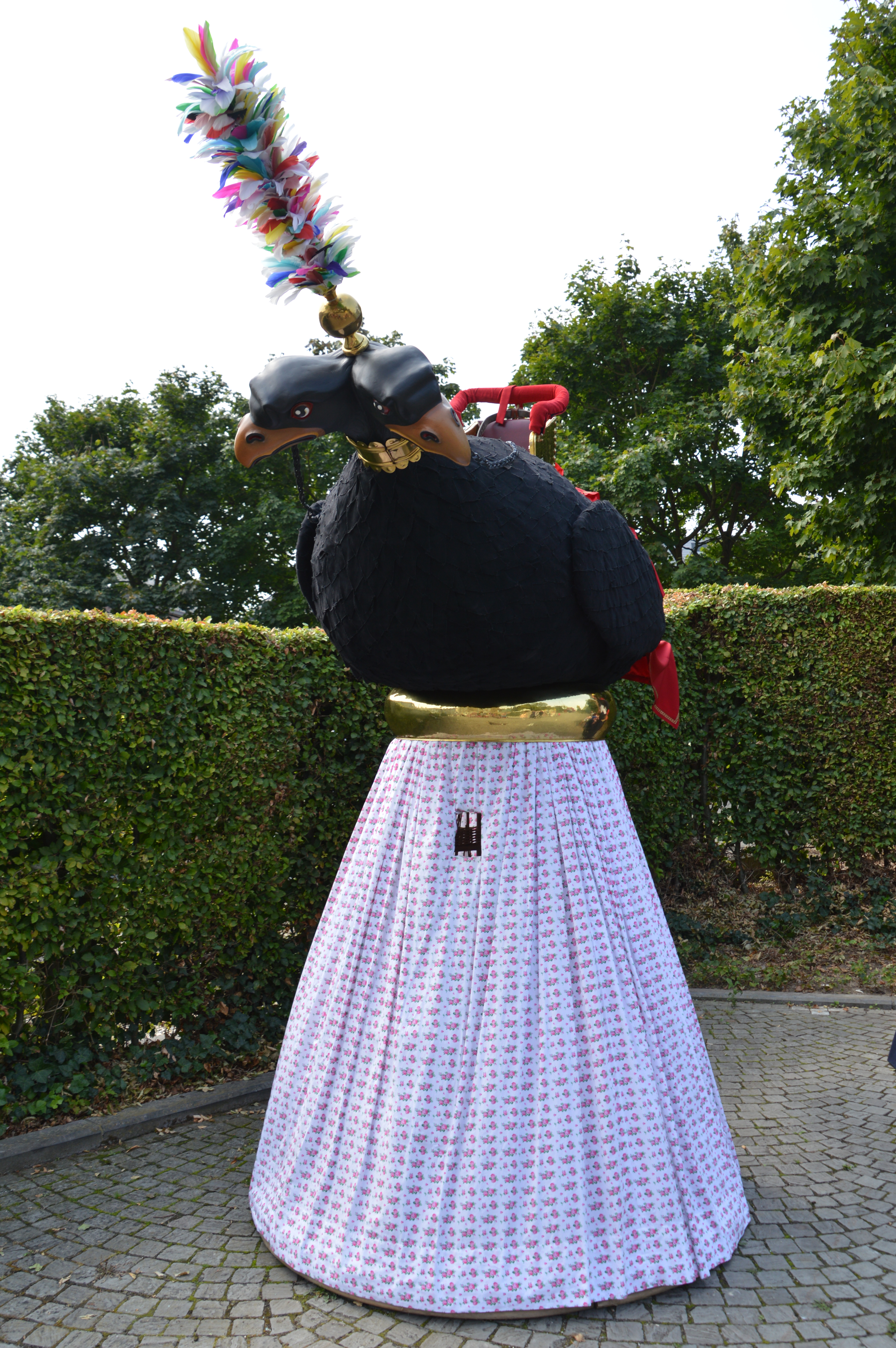
L'Aigle à deux têtes (Ath)
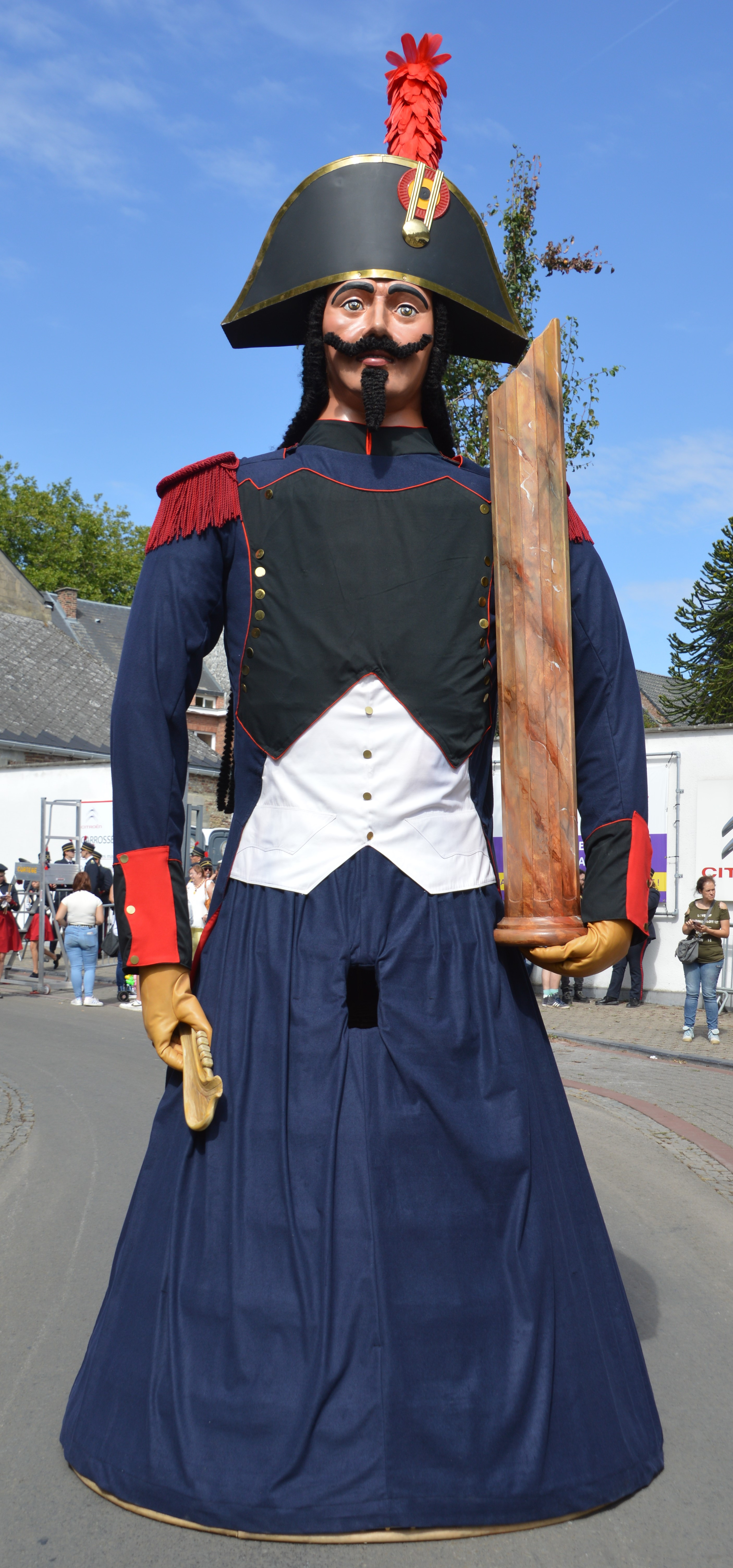
Samson (Ath)
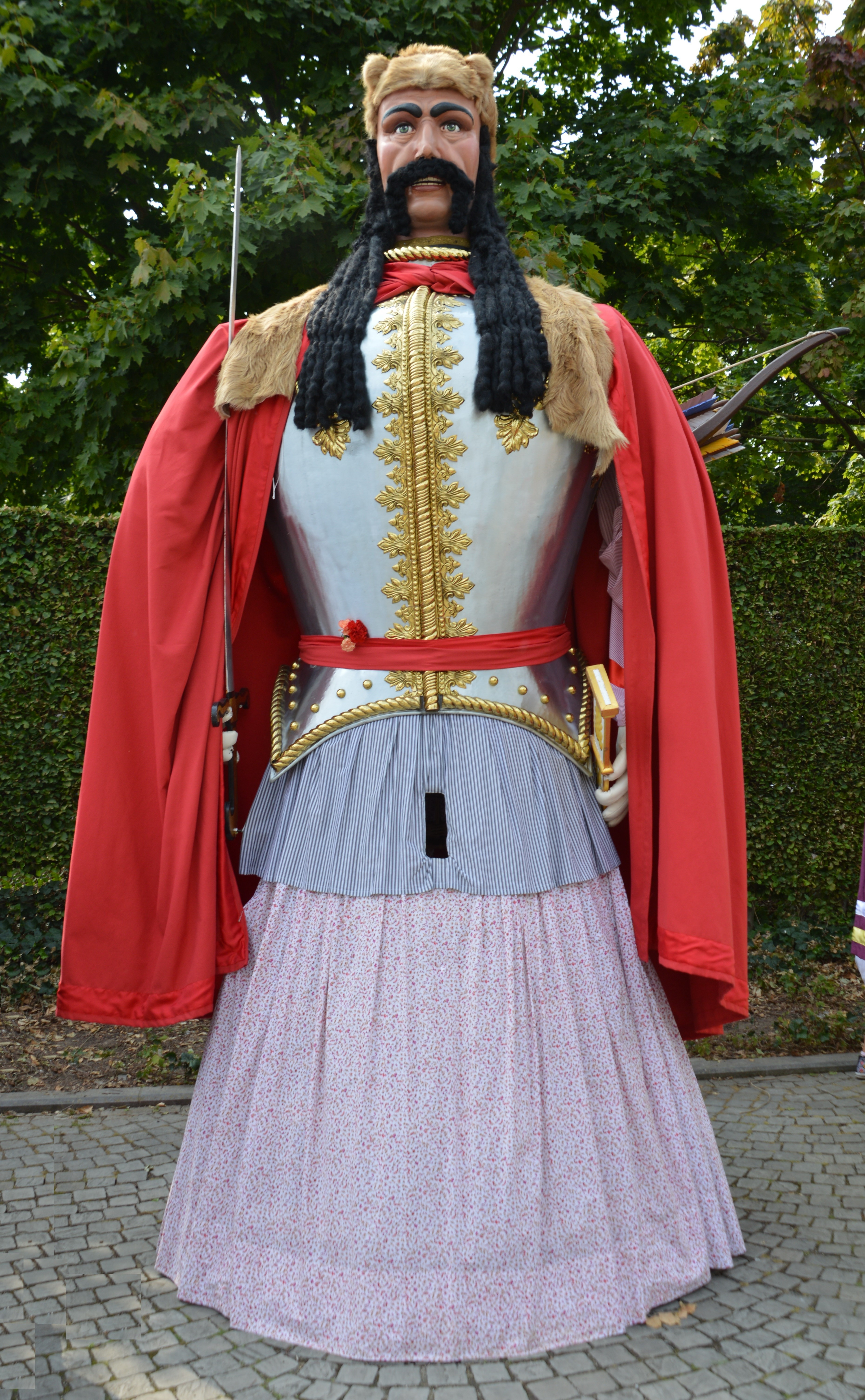
Ambiorix (Ath)
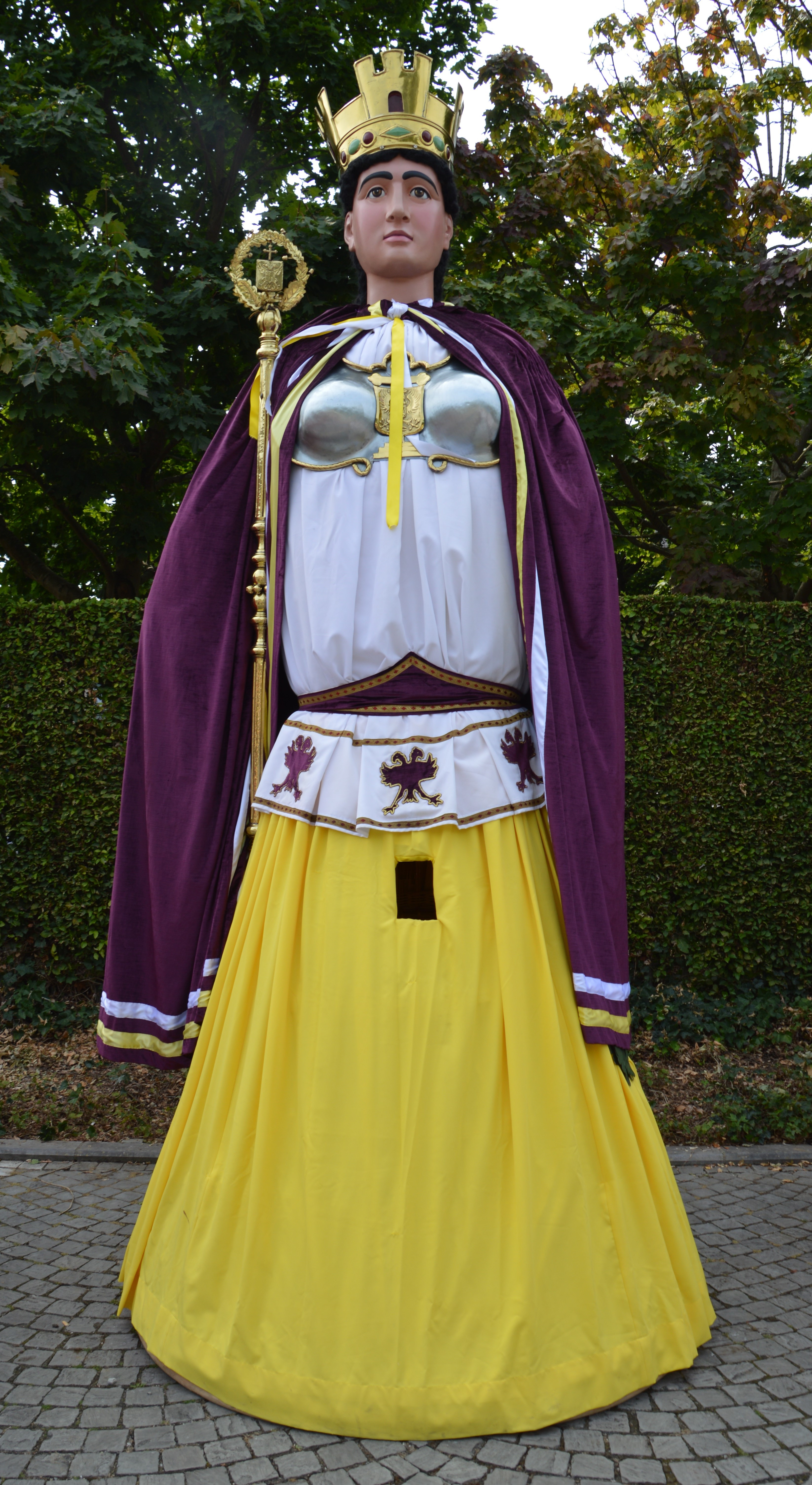
Mademoiselle Victoire (Ath)
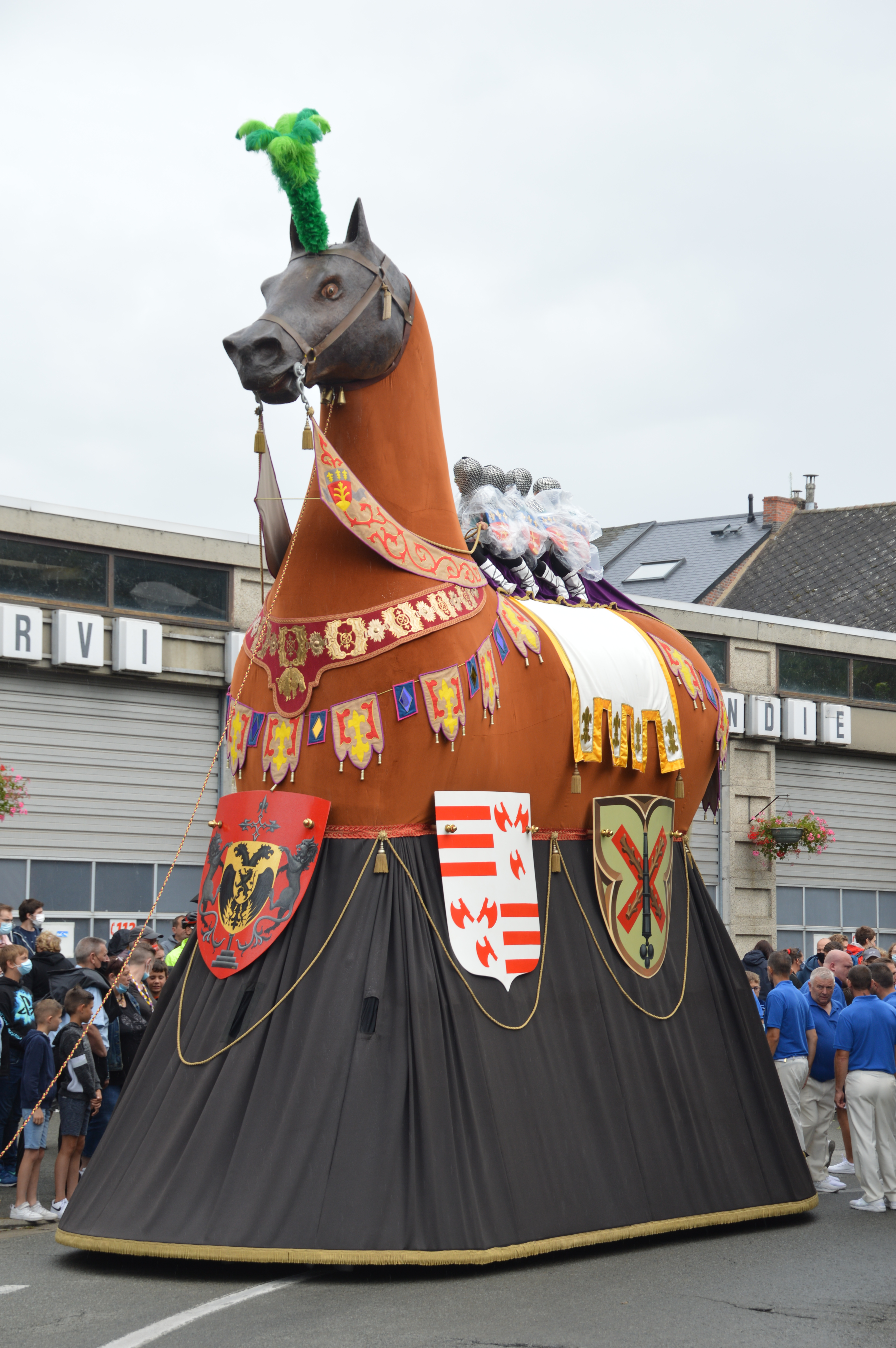
Le Cheval Bayard (Ath)
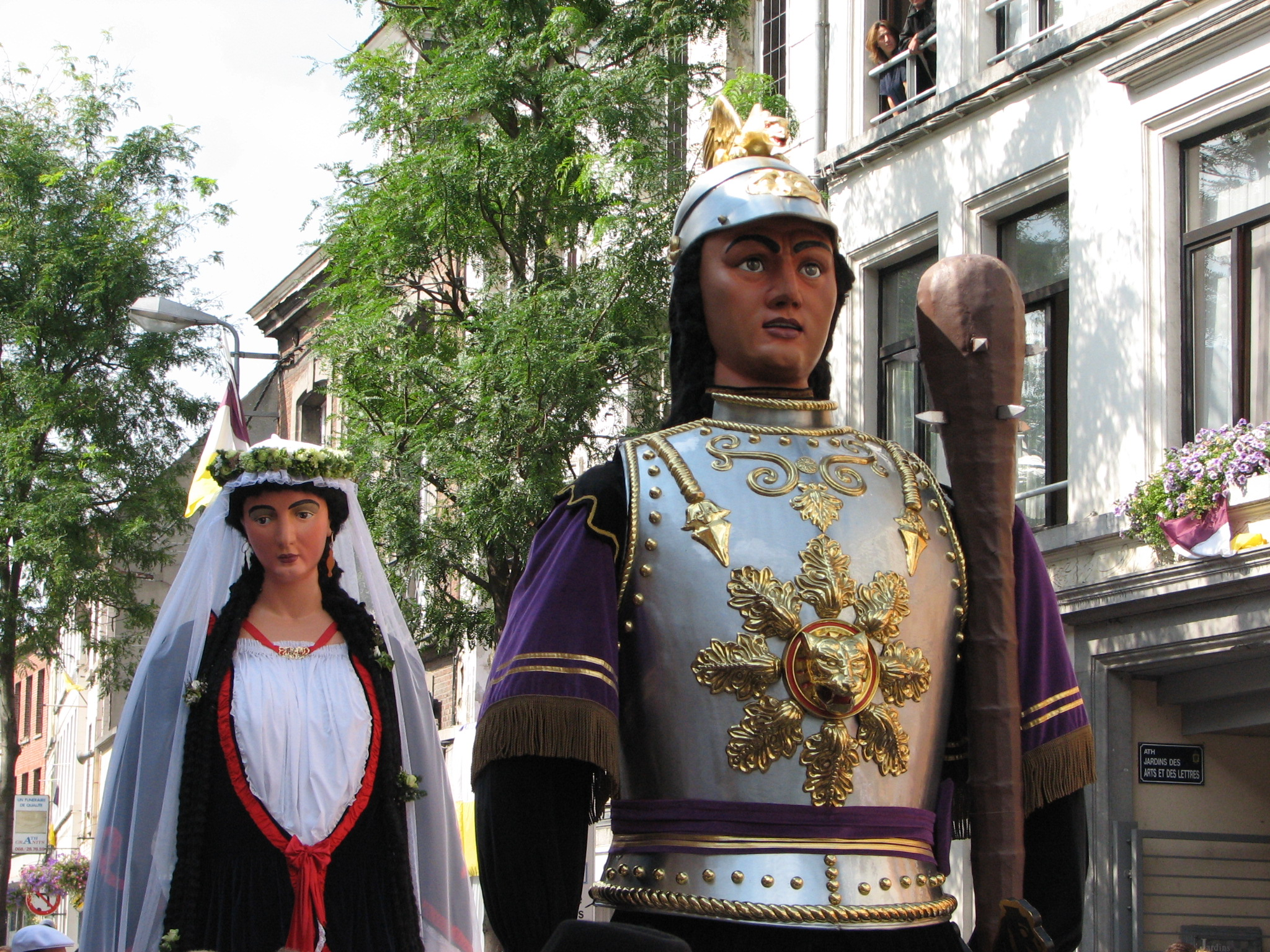
Goliath et Madame Goliath (Ath)

Géants de l'entité d'Ath
Les communes des environs d'Ath, ainsi que les faubourgs entourant le centre-ville, possèdent une multitude de géants représentant des métiers de jadis, des personnages historiques, des traditions,...
- Ath - centre : Le Père Hennepin (1987), Tirant l'Ancien (1991), Baden-Powell (1998), Vauban (1997), Baudouin IV (2012), Alix de Namur (2018), Le jardinier du Pays Vert (2017), Guillaume le Seigneur du Bois du Renard (1986, recréé en 2018), Jean Zuallart (2019), M le Géant (2007),...
- Faubourg de Bruxelles (Lorette) : Coupi Le Renard (1985), Le Crollé (recréé en 2019), Le Petit Coupi (recréé en 2019).
- Faubourg de Mons : Moumouche et Mouchette (1946), Le Baudet (1976), Adrien (1991).
- Faubourg de Tournai : Le Canonnier (1990) et La Cantinière (1998).
- Lanquesaint : Bon Pa Zef (1996).
- Irchonwelz : Jean III de Trazegnies (2014), Epic (2014, géant de l'ITCF Renée Joffroy).

- Isières : Le Grand Mitan (1997), L'Marqueu d’Caches (1997) et Le Délégué (2000).
- Ligne : Eul Brasseu d'Lin (2005).
- Maffle : Zante et Rinette (1948), Pelot (1950) et Pelette (1951), Louis le Tailleur de Pierre (1997), Monsieur Vincent (2024).
- Meslin-l'Évêque : Chantecler le Coq (1980) et Meslina la Poule (1981), Le Pèlerin (1994, recréé en 2023).
- Ormeignies : Dodol et Grisette (1973), Eul Trompetteu (2023).
- Ostiches : Prosper (1996, recréé en 2017).
- Rebaix : Désiré le Potier (1995), Omer l'Apprenti (1996), Louis le Chauffagiste.
- Bouvignies : Benjamin Deneubourg (2017), Marie-Louise Duquesne (2022).
- Mainvault : Eul Tacheu (1984), L'Apprenti Maréchal-Ferrant (2012), Carabouille (1999).
- Villers-Notre-Dame : Eu'l Champêtre de Villée.

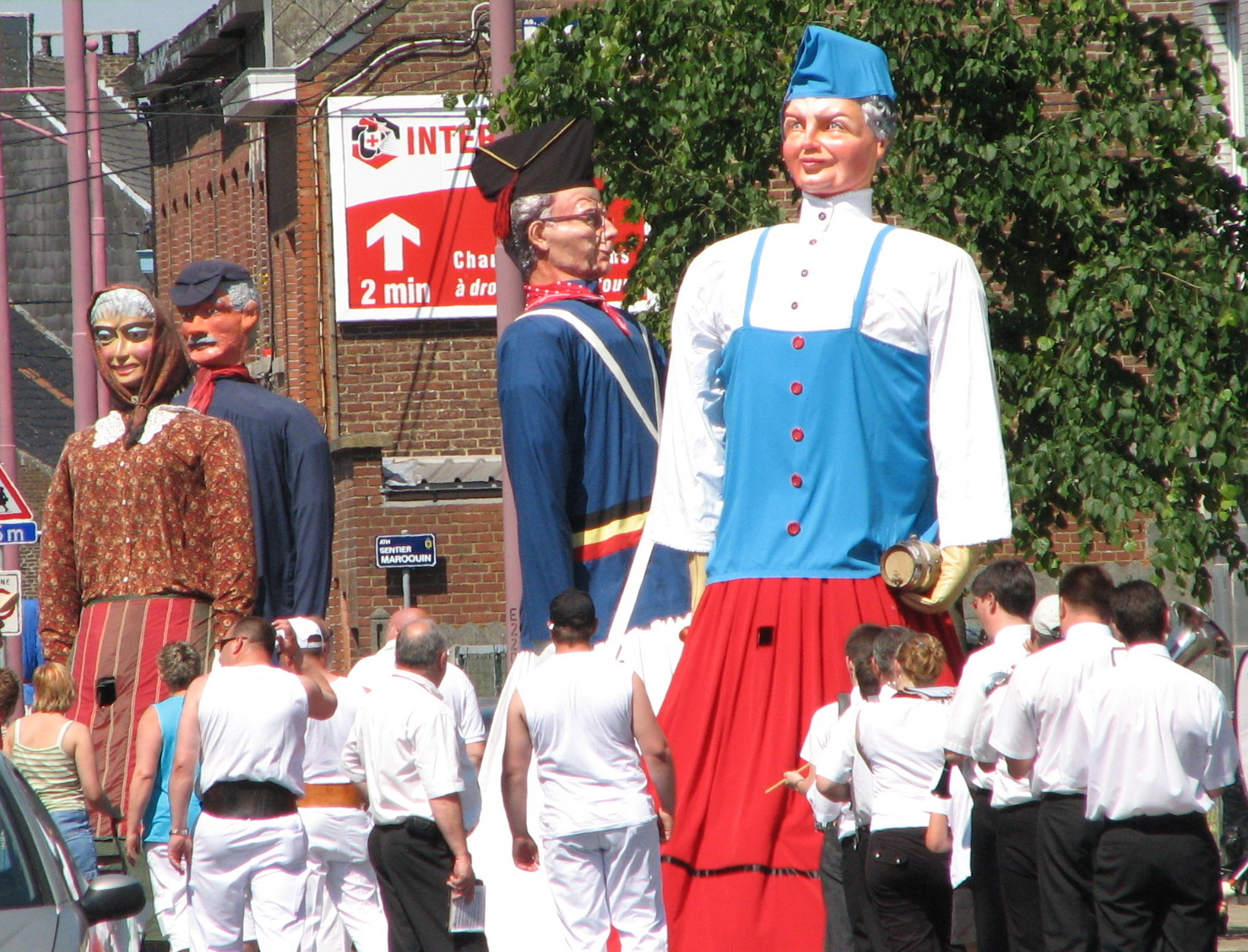
Dodol et Grisette - Le Cannonier et la Cantinère
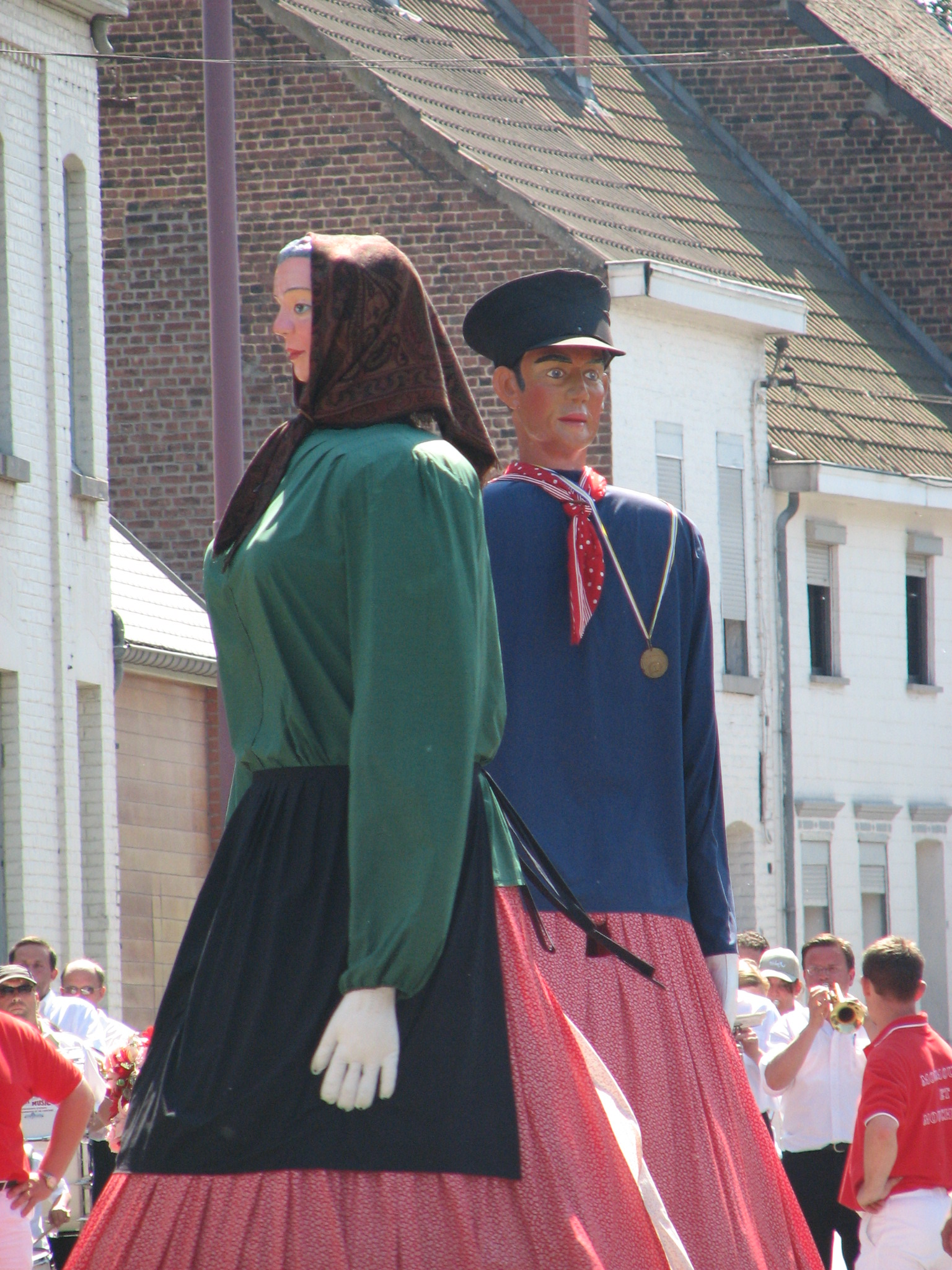
Moumouche Et Mouchette
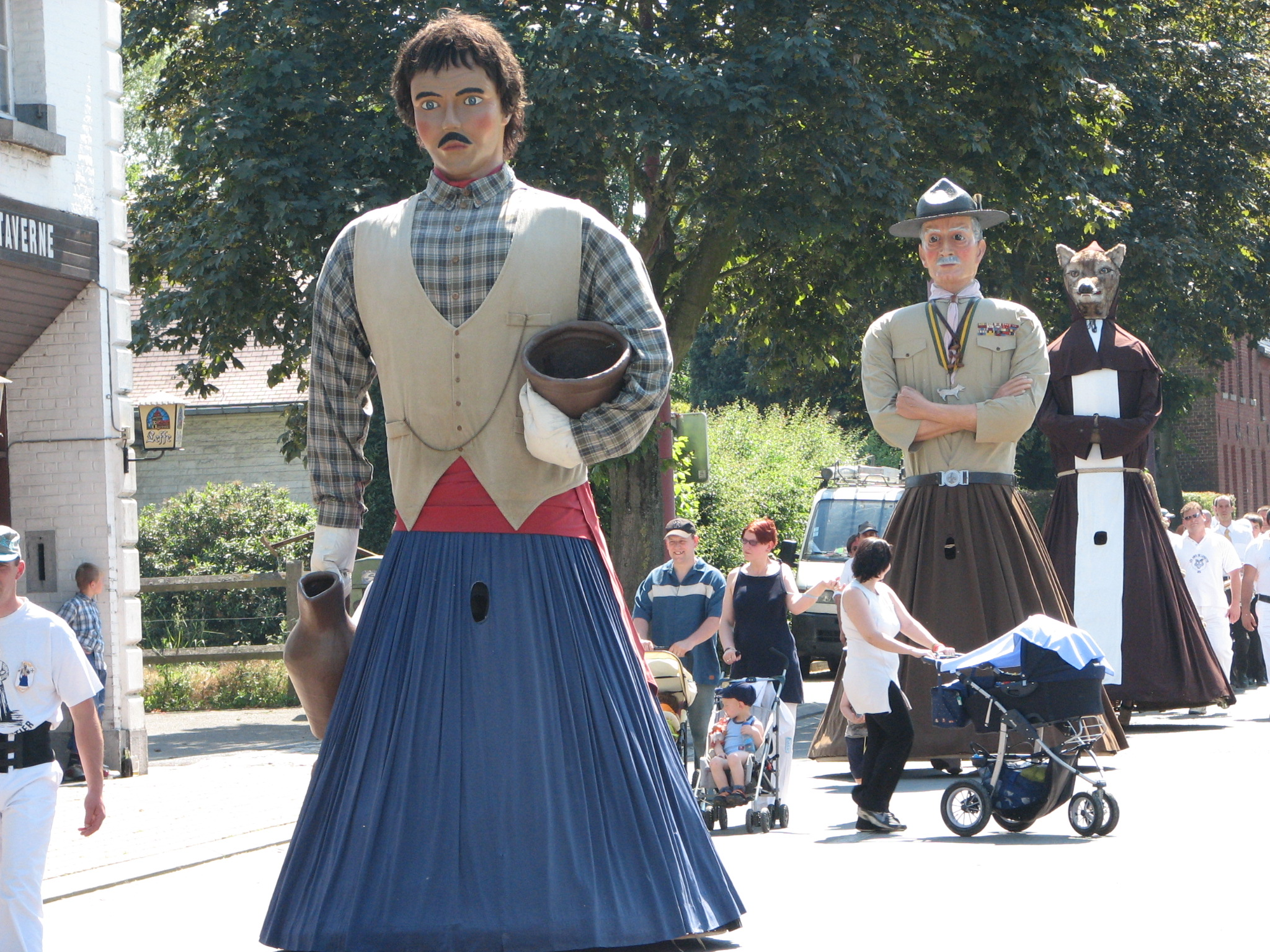
Désiré le potier, Baden-Powell, Coupi
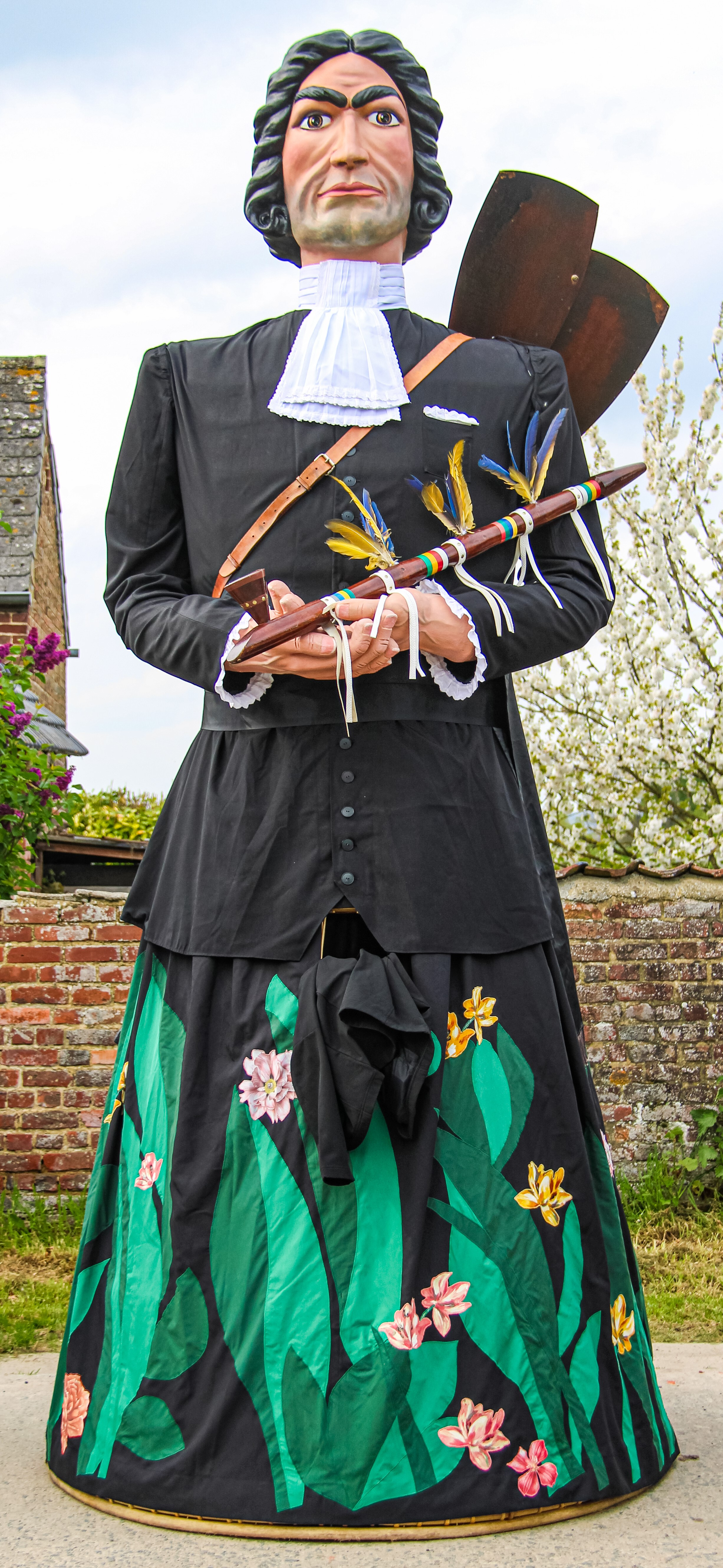
Le Père Hennepin (Ath)
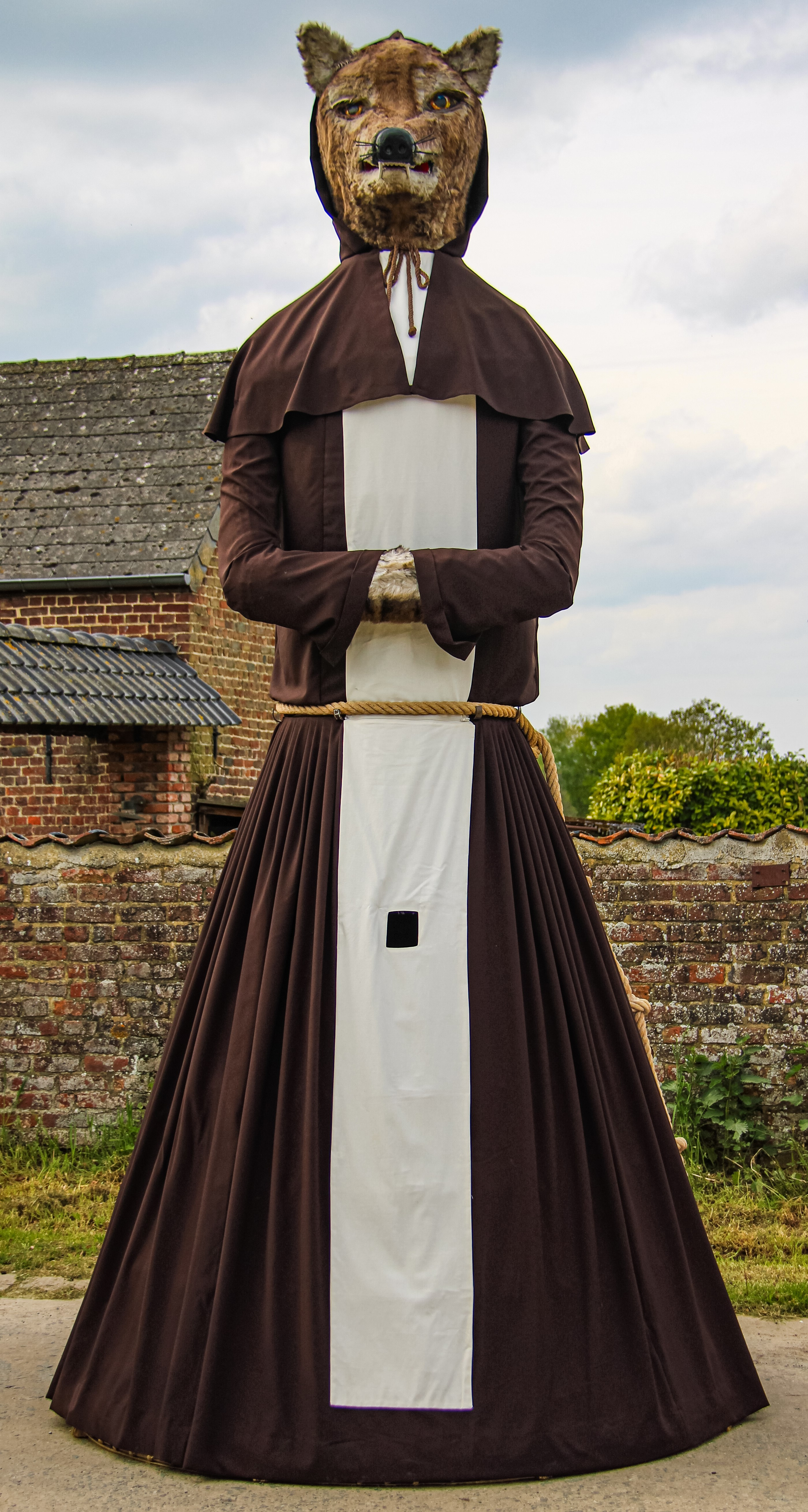
Coupi le Renard (Ath)
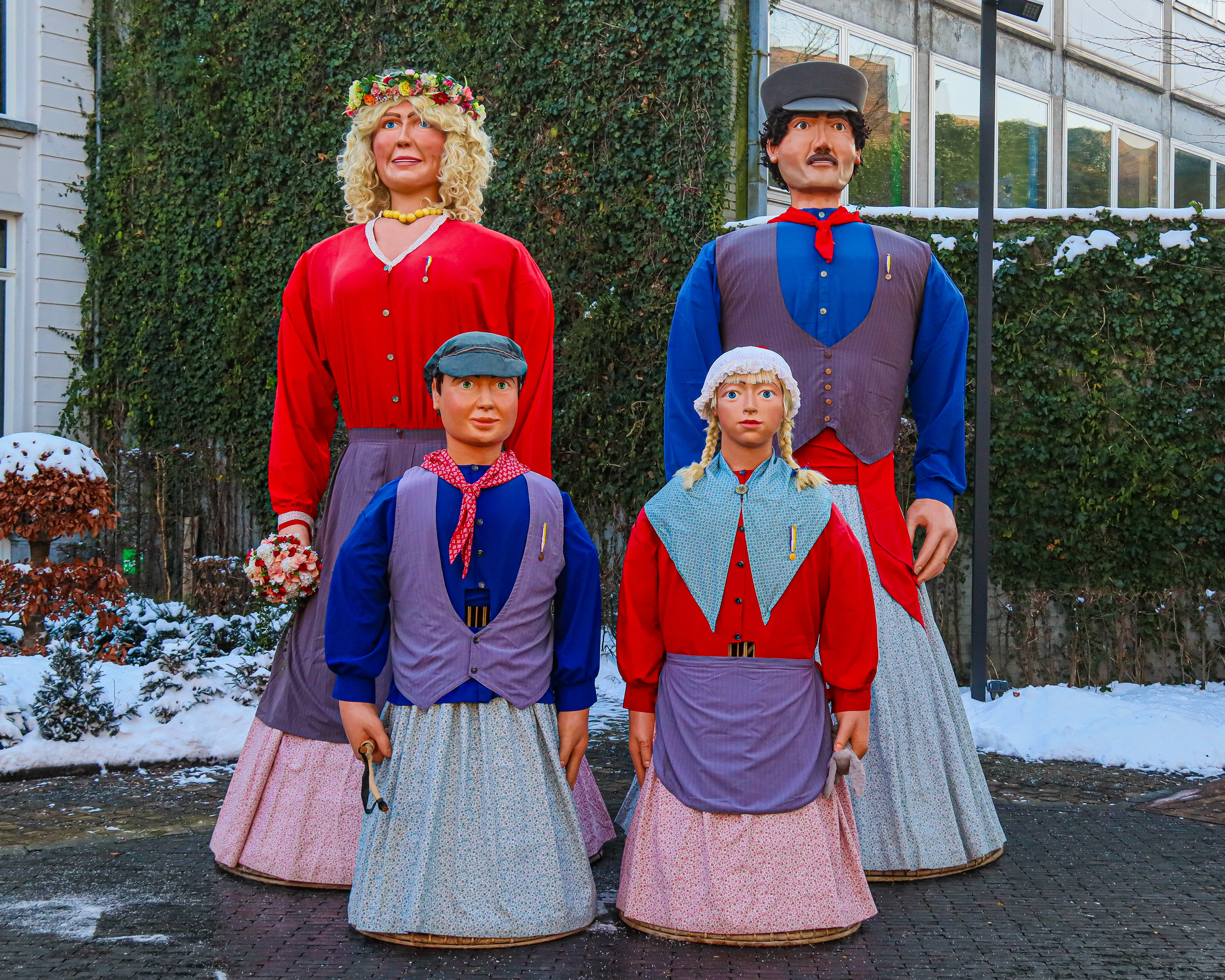
Zante, Rinette, Pélot & Pélette (Maffle)

#### Basècles
- El Bagnard représente un bagnard d’époque du début des années 1900. Il a été créé en 1998 pour accompagner le groupe carnavalesque «Les Bagnards baséclois». Sa structure, en osier, a été réalisée par des professionnels du métier. L’habillement, la tête et les mains, ont, eux, été réalisés par des bénévoles. Il mesure 3,70 m et pèse plus ou moins 80 kg pour un seul porteur.
- El Gendarme (2001) représente un gendarme d’époque du début des années 1900. Il a été créé en 2001 pour accompagner et surveiller le groupe Les Bagnards baséclois et leur géant El Bagnard. Il mesure 5,20 m et pèse près de 140 kg pour un seul porteur. Sa taille imposante a été voulue car il doit dominer le géant «El Bagnard».
- El Bagnardo (2020), géant du groupe carnavalesque Les Bagnards baséclois porté par des enfants.
- Basoul, Basouline (1997), Basile (1998), Georgette l'Autruche (2000) et Basoulette (2011), géants du groupe carnavalesque "Les Basoulous".
- El Crocheux (1997), géant représentant le groupe des Crocheux Basèclois, groupe initiateur du carnaval de Basècles.
- L'Arsouille (2015) et La Femme de l'Arsouille, géants du groupe des Arsouilles.
- El Marmiton (1996) et Pouet-Pouet, géants du groupe des Marmitons.
- El Sot d'Pique (2017), géant du groupe des Capiots d'sots.
- El Zé (1998) anciennement Zyloric puis El Conscrit, géant du groupe carnavalesque Les Polichaux.
- La Basoutière (géante recyclée dans Marguerite en 2020).

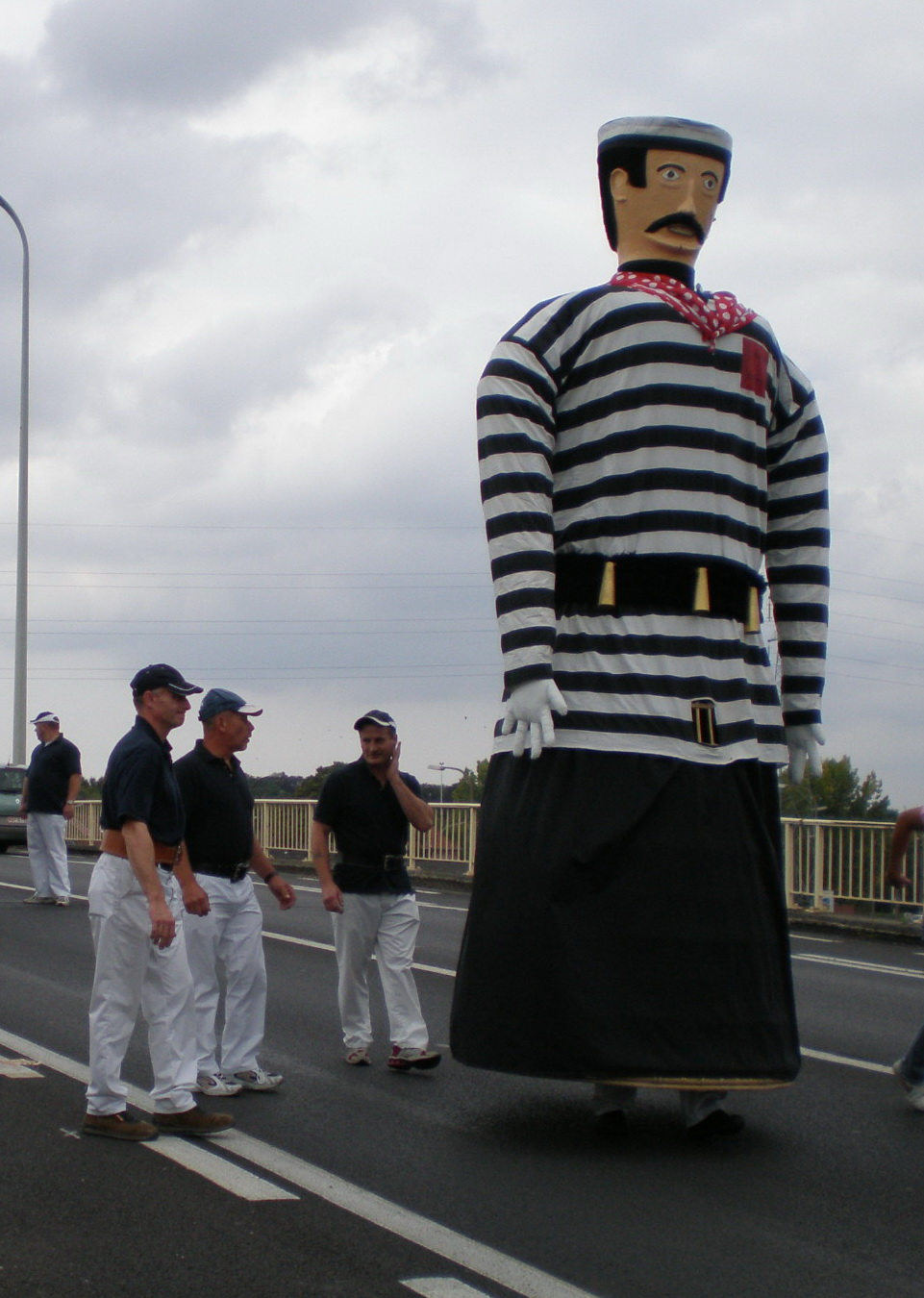
El Bagnard (Nimy, septembre 2007)
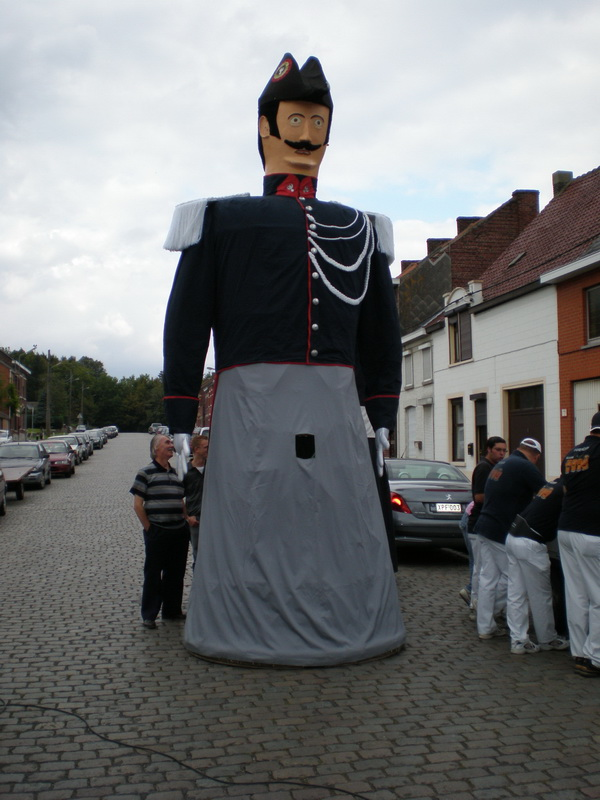
El Gendarme (Nimy, septembre 2007)
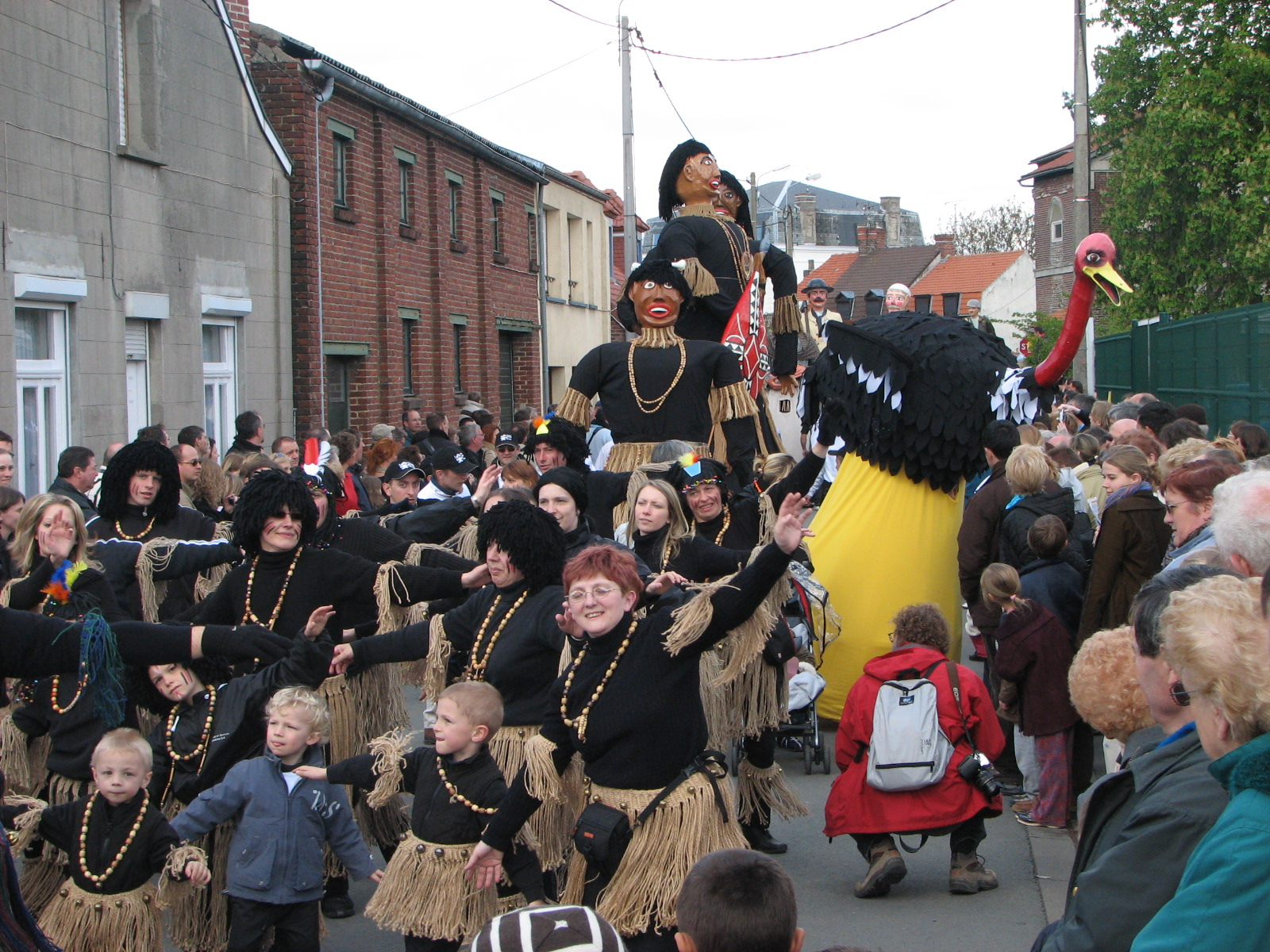
Les Basoulous, Steenvoorde 2006

#### Belœil
- Cagène
- Florentine
- La Princesse de la Fontaine Bouillante
- Miss Victoire (2021, Les Ecacheries)
- Jules (1956, Wadelincourt)
- Bertine (1956, Wadelincourt)
- Marie-Rose (2019, Stambruges)
- Le Moine (2012, Aubechies)
- Yvon (Thumaide)
- Zébulon (géant disparu de Grandglise)
- Bubulle (géant disparu de Quevaucamps)
- Lariguette (géant disparu de Quevaucamps)

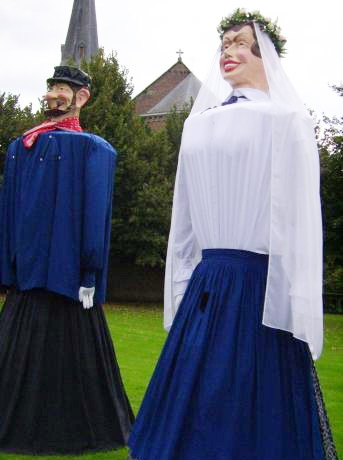
Cagène et Florentine (Belœil)

#### Charleroi
Les géants de Charleroi forment un groupe de treize géants qui participent aux carnaval et fêtes de Wallonie dans le centre-ville de Charleroi. Il comprend en plus des géants locaux El Climbia, géant du « Royal Climbia's Club » (club folklorique et philanthropique de Lodelinsart). Les plus anciens datent de 1934, le plus récent, Maxime (un spirou), de 2025. Julia, créée en 2016, a été exposée au sein du pavillon belge de la biennale d’art contemporain de Venise de 2024.

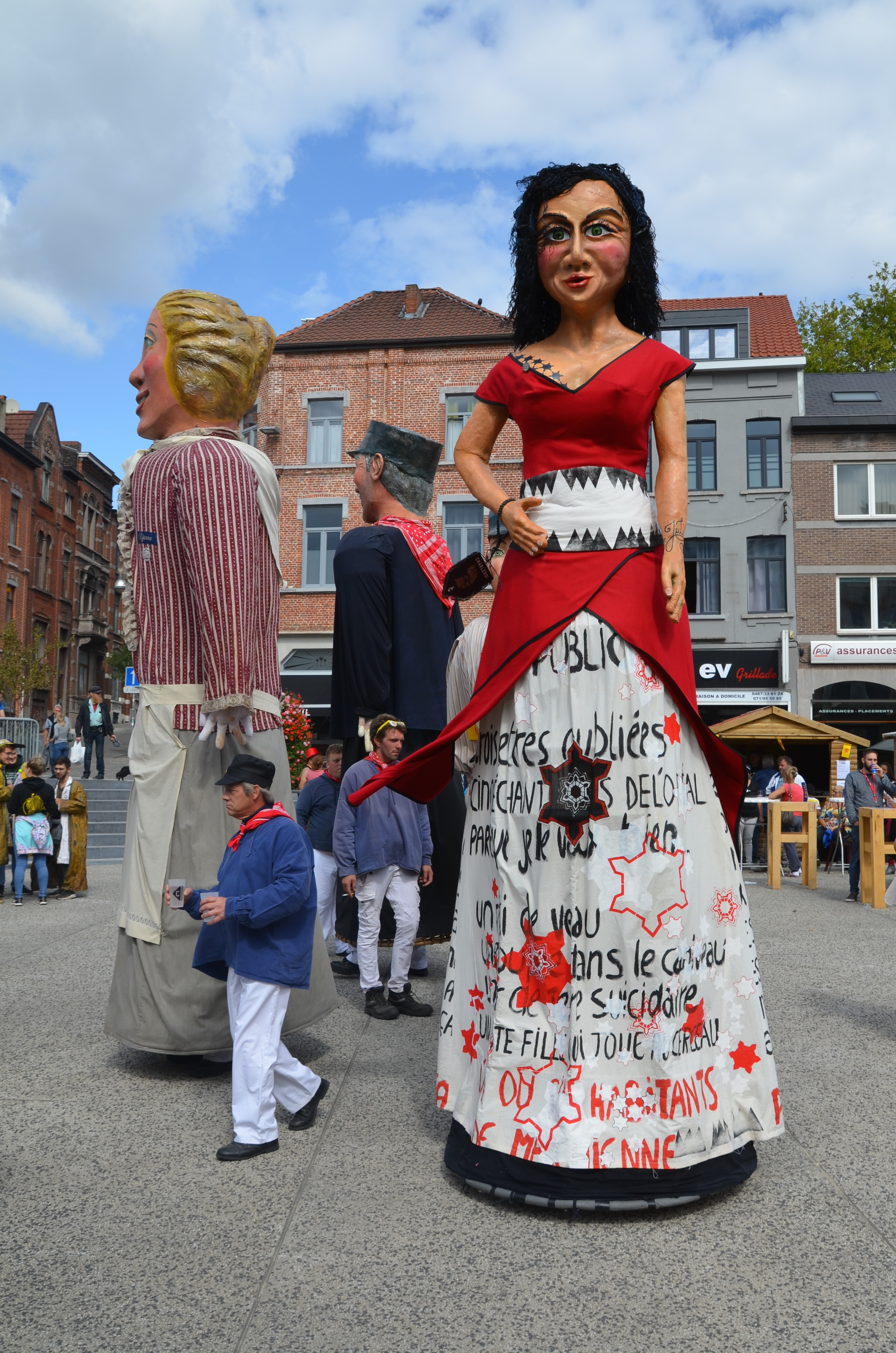
Julia.
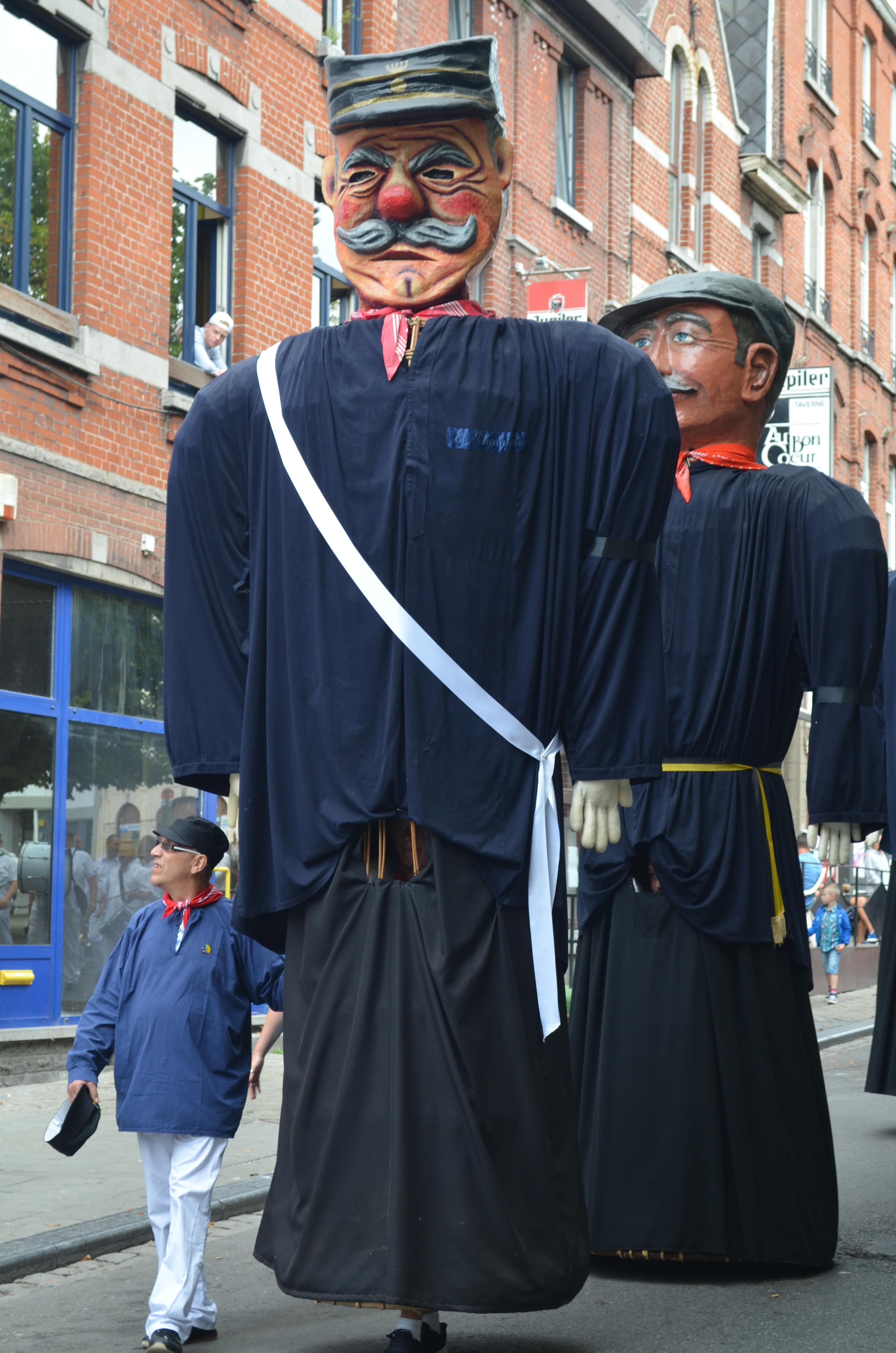
El champète.

#### Comines-Warneton
L'entité de Comines-Warneton est particulièrement fertile pour les géants puisqu'elle en compte douze.
À Warneton, Le Mountche et Jehan de Warneton honorent la Fête des Mountches tandis que Freutche représente le hameau du Gheer. À Ploegsteert, Jean-Baptiste Rabecque et Mélanie de la Muncque représente la localité. À Comines, les géants Jean Prout et Sophie Patard étaient les principaux représentants depuis 1930. En 1990 arrive le géant Aristide, du musée de la rubanerie cominoise, qui est ensuite rejoint par Luc le marmouset et Simon le rubanier en 2009 et honorent la Fête des Marmousets. Mais la ville accueille chaque année les géants de sa ville sœur, Comines (France) lors des fêtes franco-belges et fête historique des Louches. Le géant Baptiste (Soete) honore la fête des moissons au Moulin Soete.

#### Court-Saint-Étienne
- Dolphine (1980)
- D'Joseph (1980)

#### Dinant
- Guinguet
- Cafonette
- Le Cheval Bayard
- Adolphe Sax

#### Leuze-en-Hainaut
- Yves Casterman (géant disparu)
- Savine Casterman (géante disparue)
- Le Coq Wallon (géant disparu)
- Monsieur Bon-Air (recréé en 2015)
- Madame Bon-Air (recréée en 2015)
- Bébé Victor
- Victor
- Le Pivert du Patro (géant disparu)
- Michelle Galipettes (ASBL EPATT Les Galipettes)
- La Fée Bobinette (2024, Centre Culturel de Leuze-en-Hainaut)
- Jean Vandriesche (2024, géant privé)

- Emile le Sabotier (2016, Blicquy)
- Georges Lecocq (2022, Blicquy)
- Armand (recréé en 2019, Tourpes)
- Galuriau (géant disparu de Pipaix)
- Alexis (2009, Willaupuis)

#### Chièvres
- Le Comte d'Egmont (géant disparu)
- Eva de Chièvres (géante disparue)
- Charlemagne (géant disparu)
- Louis le Crocheux (1975, restauré en 2024)
- Robert Corbeel (2025)[18]
- Jambot (2007, hameau de Vaudignies)
- Jambette (2007, hameau de Vaudignies)
- M'Grand Mé (1998, hameau de Vaudignies)

- Adrien l'Pékeu (2012, Tongres-Notre-Dame)
- Matthieu l'Pékeu (2012, Tongres-Notre-Dame)
- Eul Gauché (Ladeuze)

#### Ellezelles
- Jean-Jean (1948)
- Jeannette (1948)
- Quintine (1973, recréée en 2017), géante du Sabbat des Sorcières d'Ellezelles
- Malfada (1998), géante du Sabbat des Sorcières d'Ellezelles
- "Les Articulés", ensemble de 5 sorcières au format géant-bâton (1973) du Sabbat des Sorcières d'Ellezelles
- Osvald le Meunier (1984, géant disparu)
- Osvald le Clown (2020, géant pour enfants)
- Le Chapelier Fou (2023, géant pour enfants, Hameau du Grand-Monchaut)
- Jean Ronsse (1980, recréé en 2022, hameau du Grand-Monchaut)
- Renelde (1980, recréée en 2022, hameau du Grand-Monchaut)
- Chiméric Ier des Collines (1974, géant disparu de Lahamaide)
- Euphorie du Ronsart (1975, géante disparue de Lahamaide)
- Quentin (1998, Wodecq)
- Le P'tit Louis (1999, Wodecq)

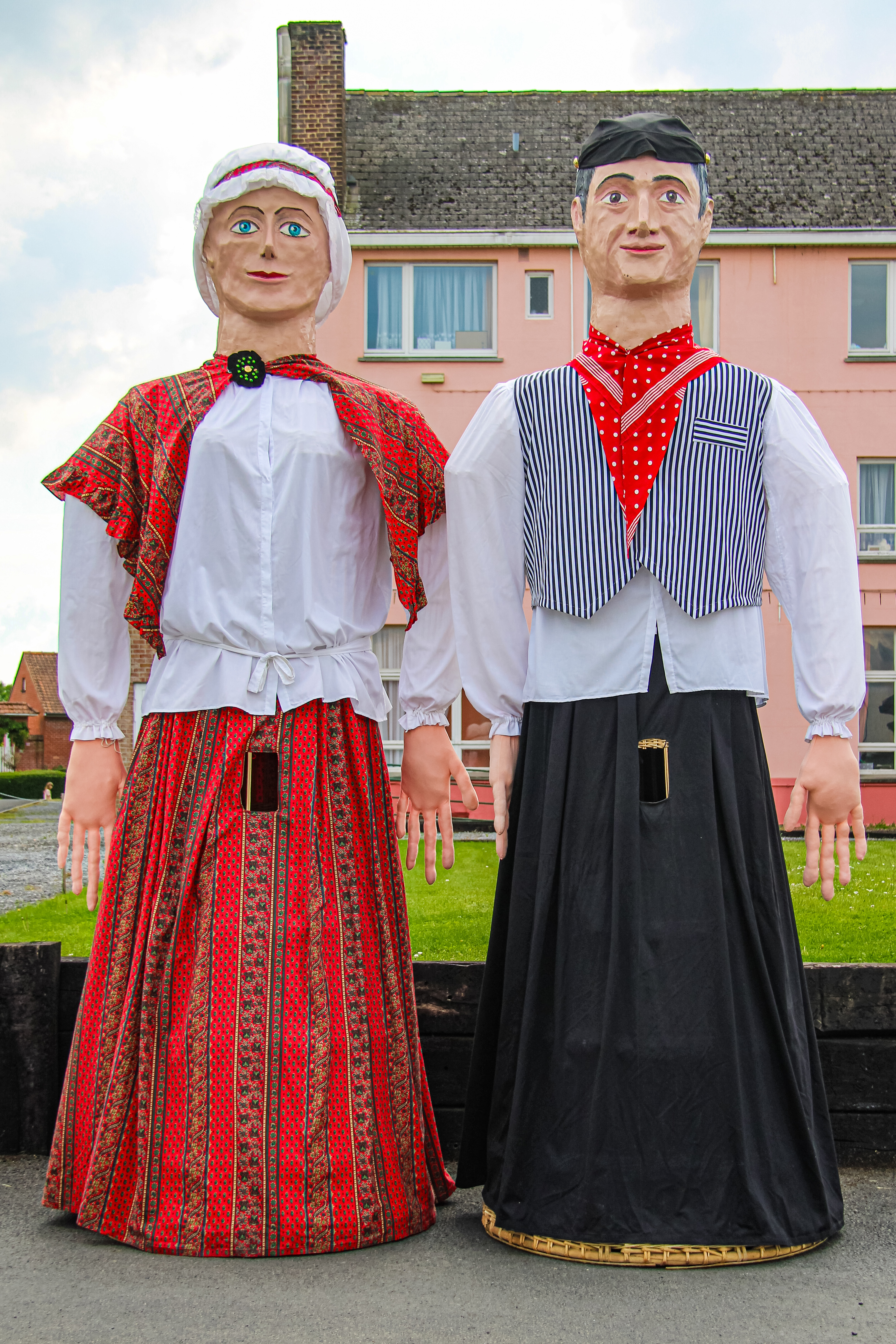
Jean-Jean & Jeannette (Ellezelles)
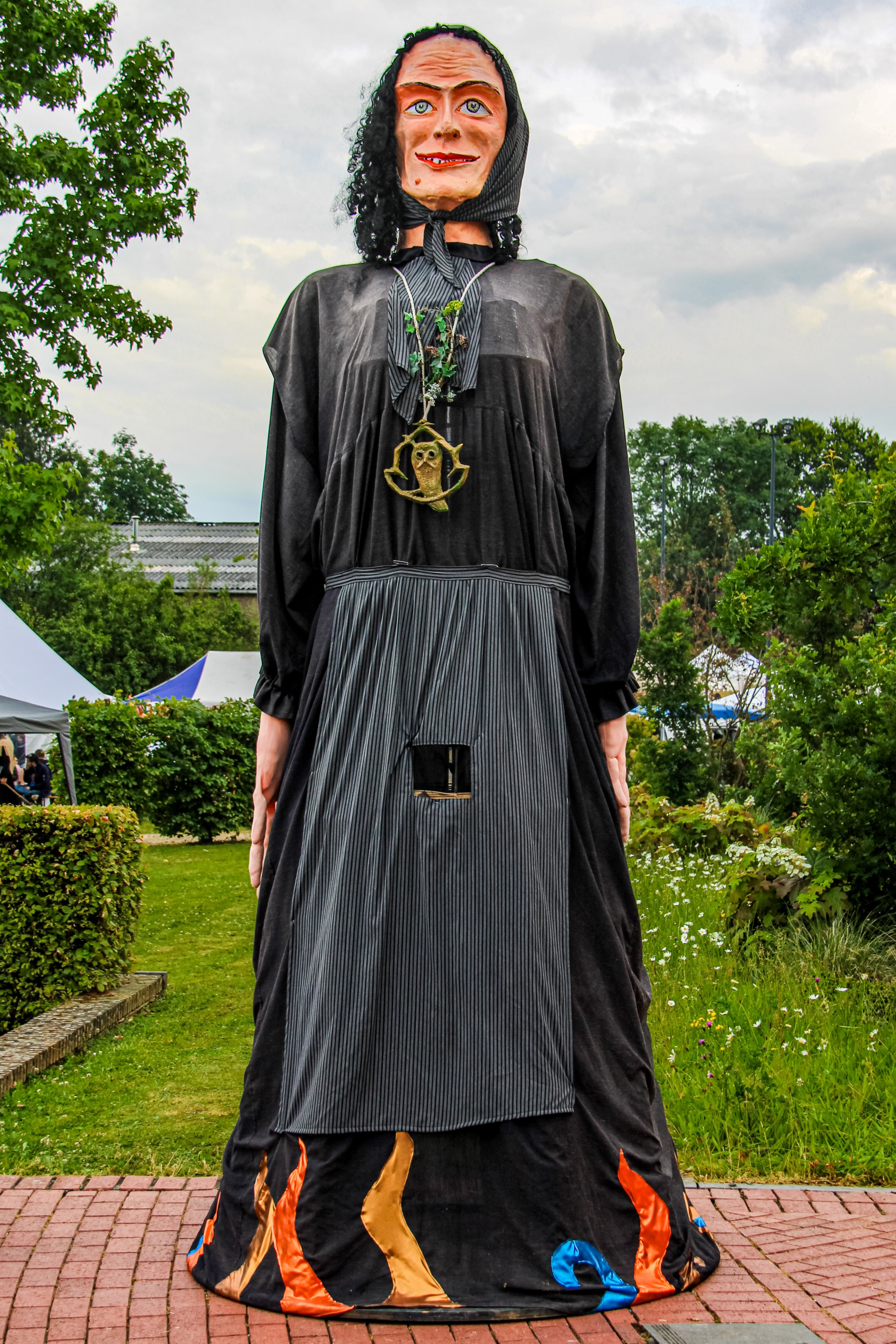
Quintine (Ellezelles)
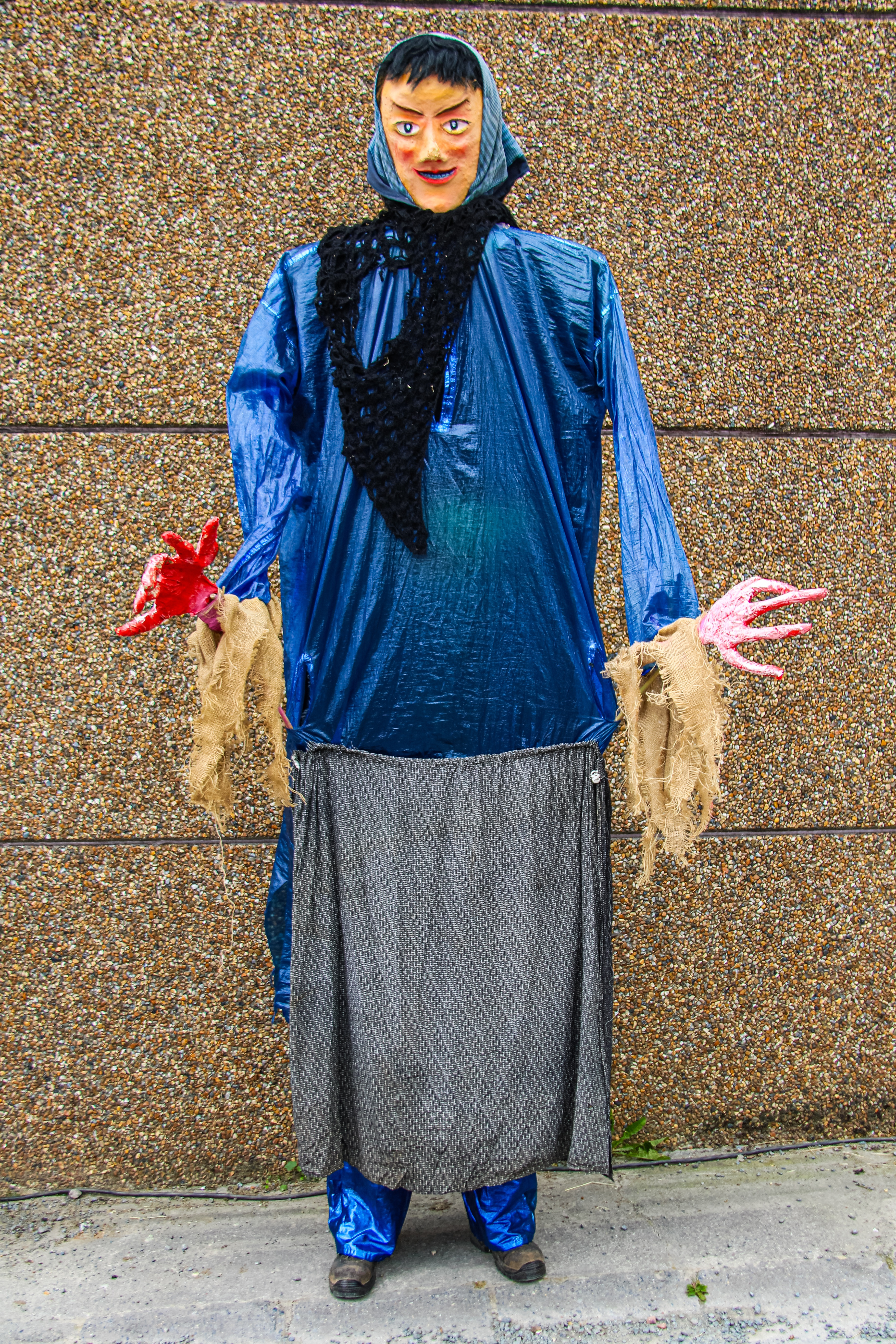
Malfada (Ellezelles)
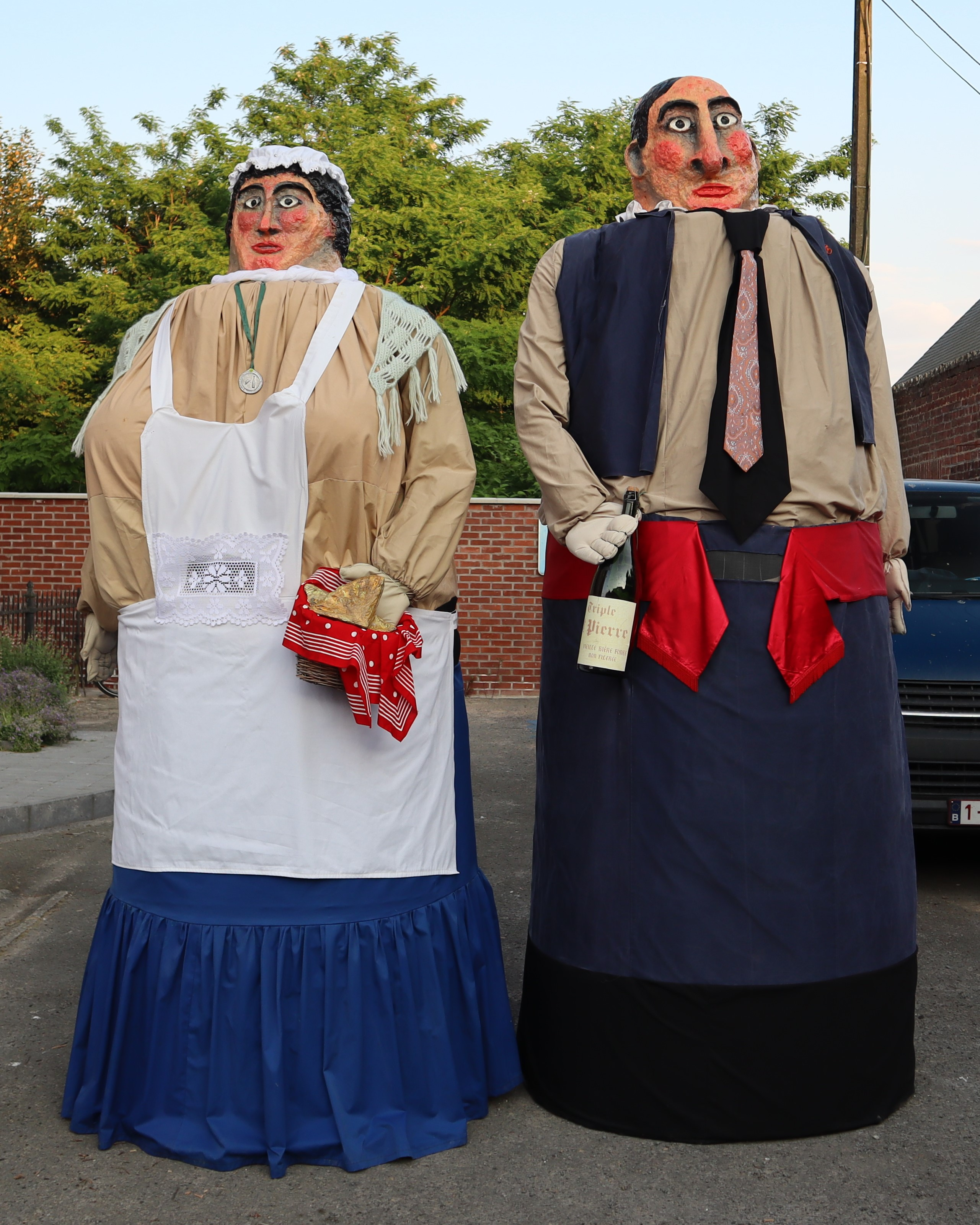
Jean Ronsse & Renelde (Grand-Monchaut, Ellezelles)
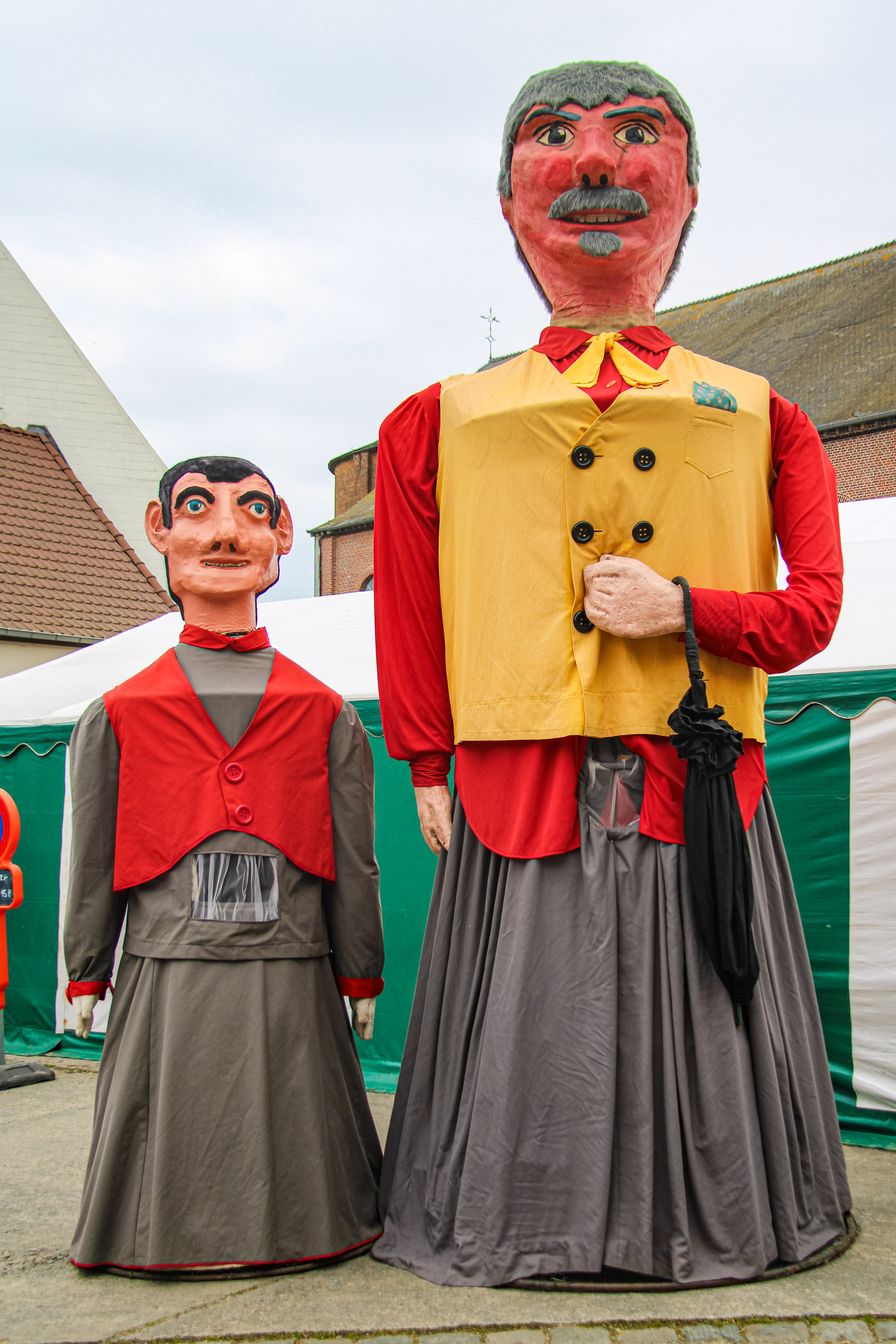
Quentin & Le P'tit Louis (Wodecq)

#### Flobecq
- Le Cochon (1973, recréé en 2007)
- Toûne (1970's)
- Sylvie (1975)
- Georges Délizée (1976, recréé en 1999)
- Jacobus du Pottelbergh (1985)
- Saint-Antoine (2003)
- Jeanne-Lisette d'Ancre (2004)
- Madame cochon
- Monsieur Cochon (2005)
- Bébé cochon (2008)
- La Mayoresse de la Gare (2015)

#### Bastogne
- Trouffet
- Marie-Jeanne
- Tanta
- Fifine

#### Han-sur-Lesse
- Ayette, la cireuse de la grotte
- Hyacinthe, le guide de la grotte
- Skirlou
- La Blonde de Han

#### Jemappes
- Dominique (1902)
- Dominica (1911)
- Dominicus (1913)
- Dominicienne (2006)

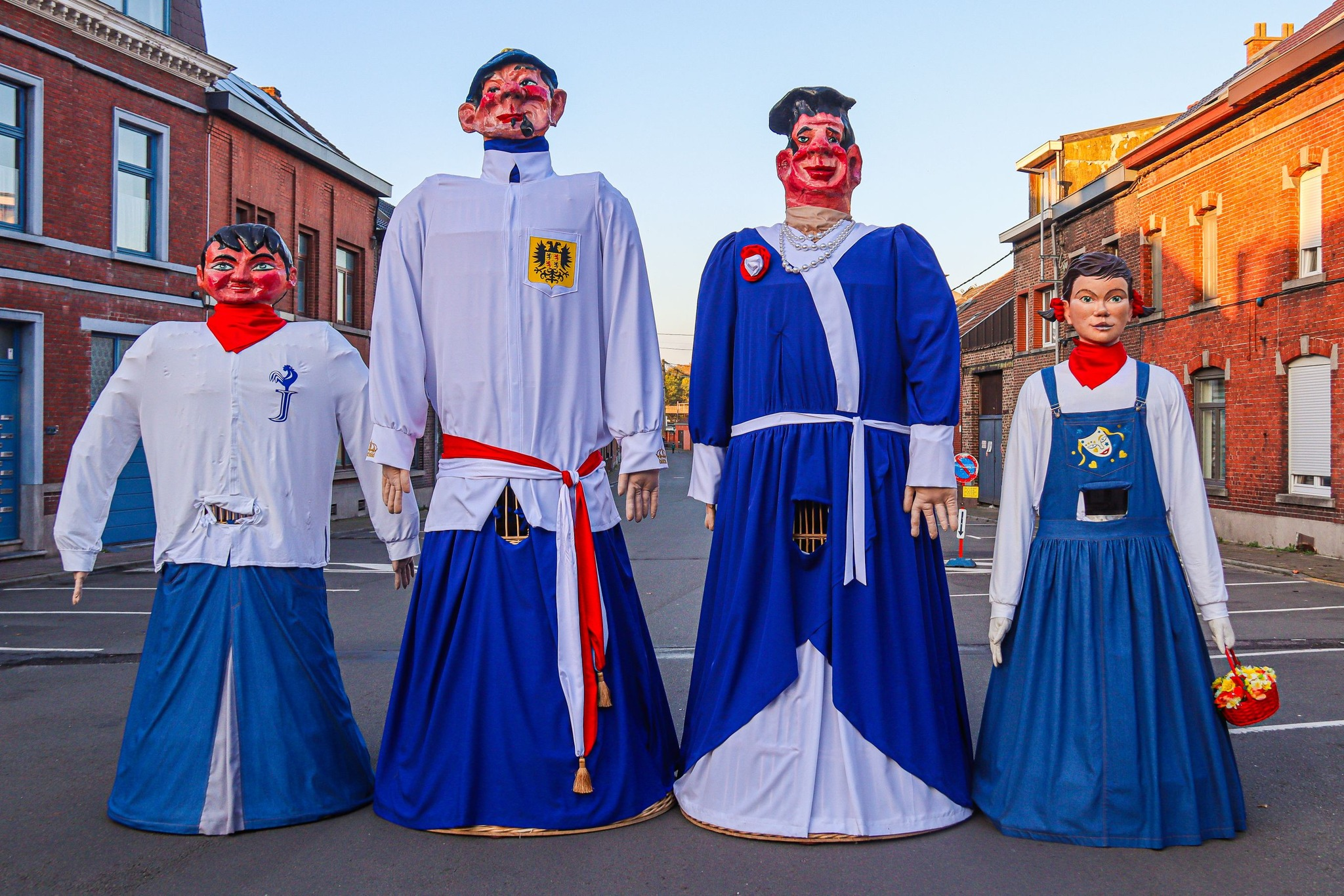
Dominique, Dominica, Dominicus et Dominicienne (Jemappes)

#### Lessines
- Adrien el Cayoteu (1953)

- Mademoiselle Saint-Roch (1967)
- Roc du Cayau (1986)
- Monsieur du Cordant (1976)
- Madame du Cordant (1976)
- René Magritte (1995)
- Le Thérapeute (1995)
- Le P'tit Jules (1997)[19]
- Le P'tit Bouchie
- Pimpon (2005)
- Pimpon Junior
- Sébastien de Tramasure (2008)[20]
- Madame Tramasure (2017)[21]
- Jeanne Duquesne (2024)
- La Grande Guerre (2025)
- L'Archer (1999, Bois-de-Lessines)
- Angélique (2007, Ogy)
- Monsieur Culant (1952, Deux-Acren)
- Madame Culant (1950, Deux-Acren)
- Le Zingueur (2001, Deux-Acren)
- Le Prince Carnaval (1950, Deux-Acren)
- Nest l'Herboriste (1999, Deux-Acren)
- Hortense Bonne Nuit (1999, Deux-Acren)
- Le Curé (Deux-Acren)
- Le Diable (Deux-Acren)
- El Pèti Cools (Deux-Acren)
- L'avocat (2000, Papignies)
- Le Mini Avocat (2005, Papignies)
- Le Baudet Mina (1994, Wannebecq)
- Maman Rose (Wannebecq)
- Le Commissaire (Wannebecq)
- Lou Deprijck (2016, Wannebecq)
- Merlin (1996, quartier d'Houraing)

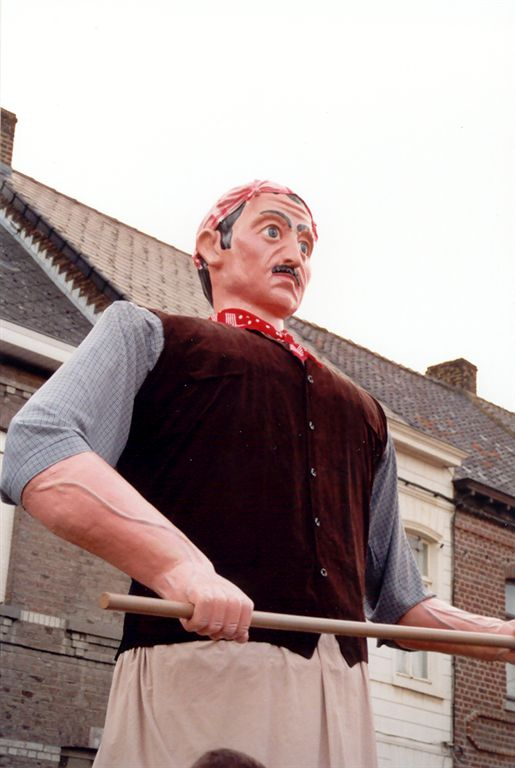
Adrien le Cayoteu (Lessines)
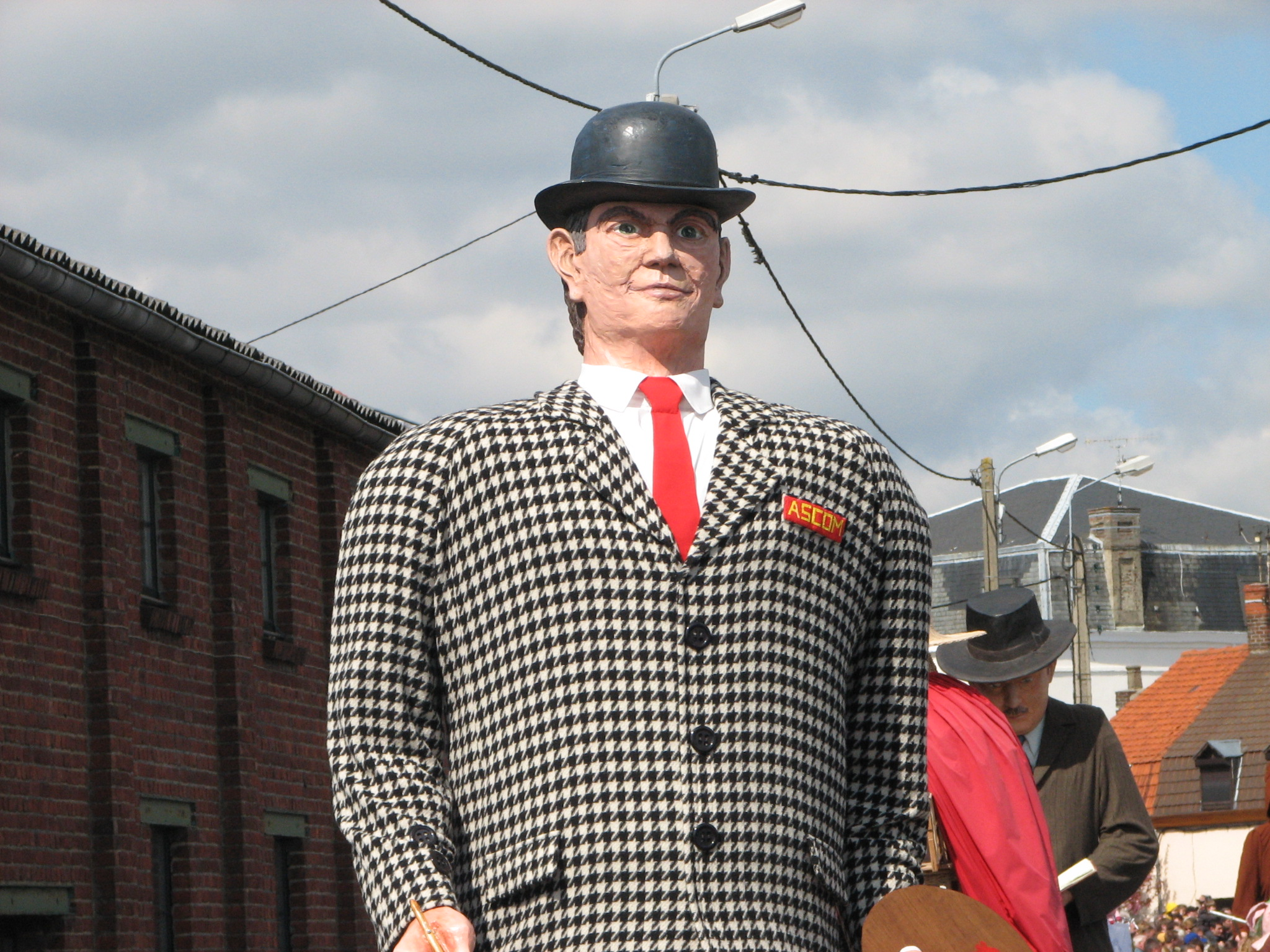
René Magritte (Lessines)
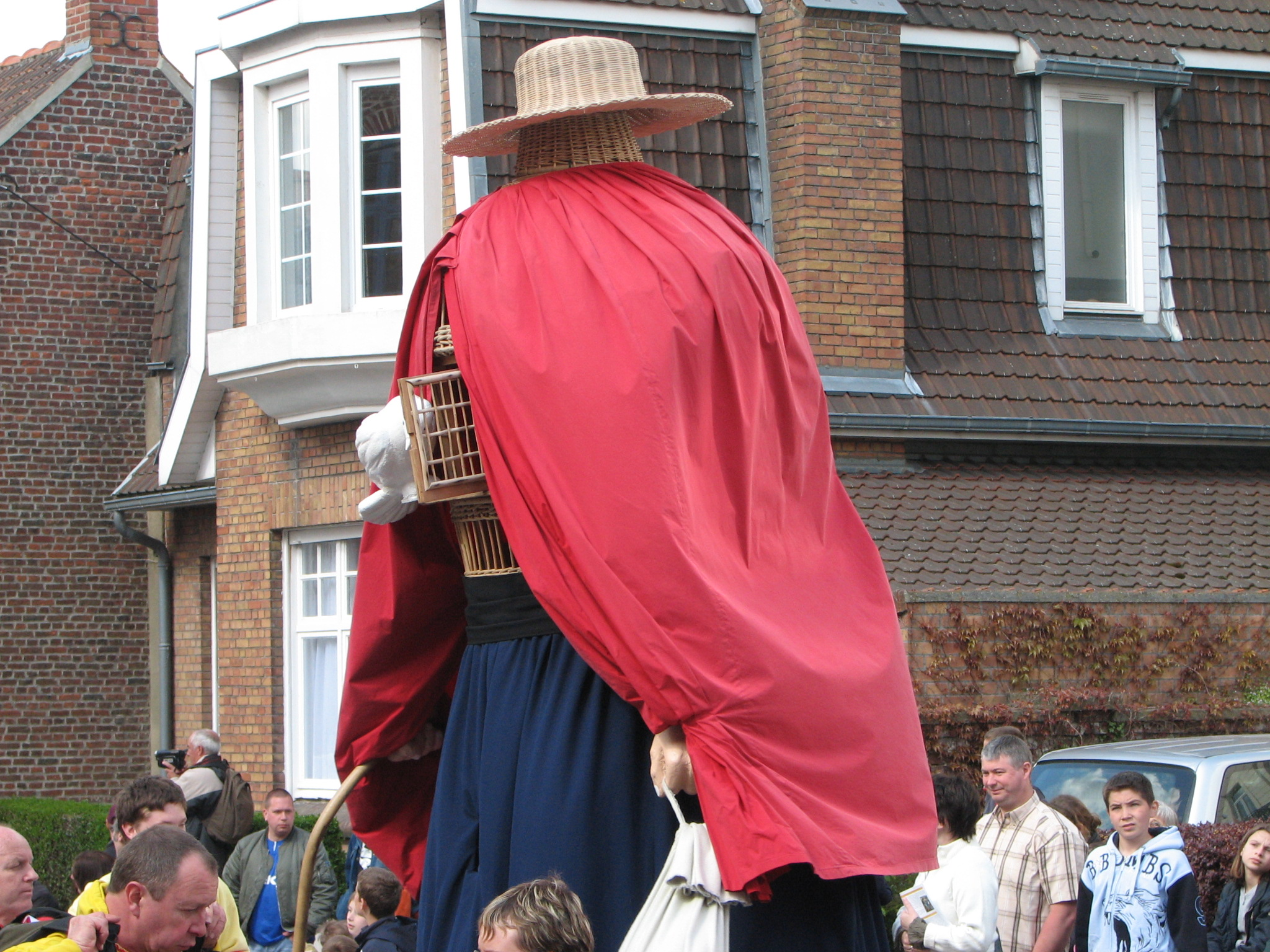
Le Thérapeute (Lessines)
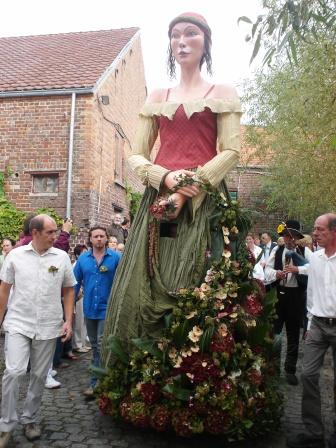
Angélique (Ogy)
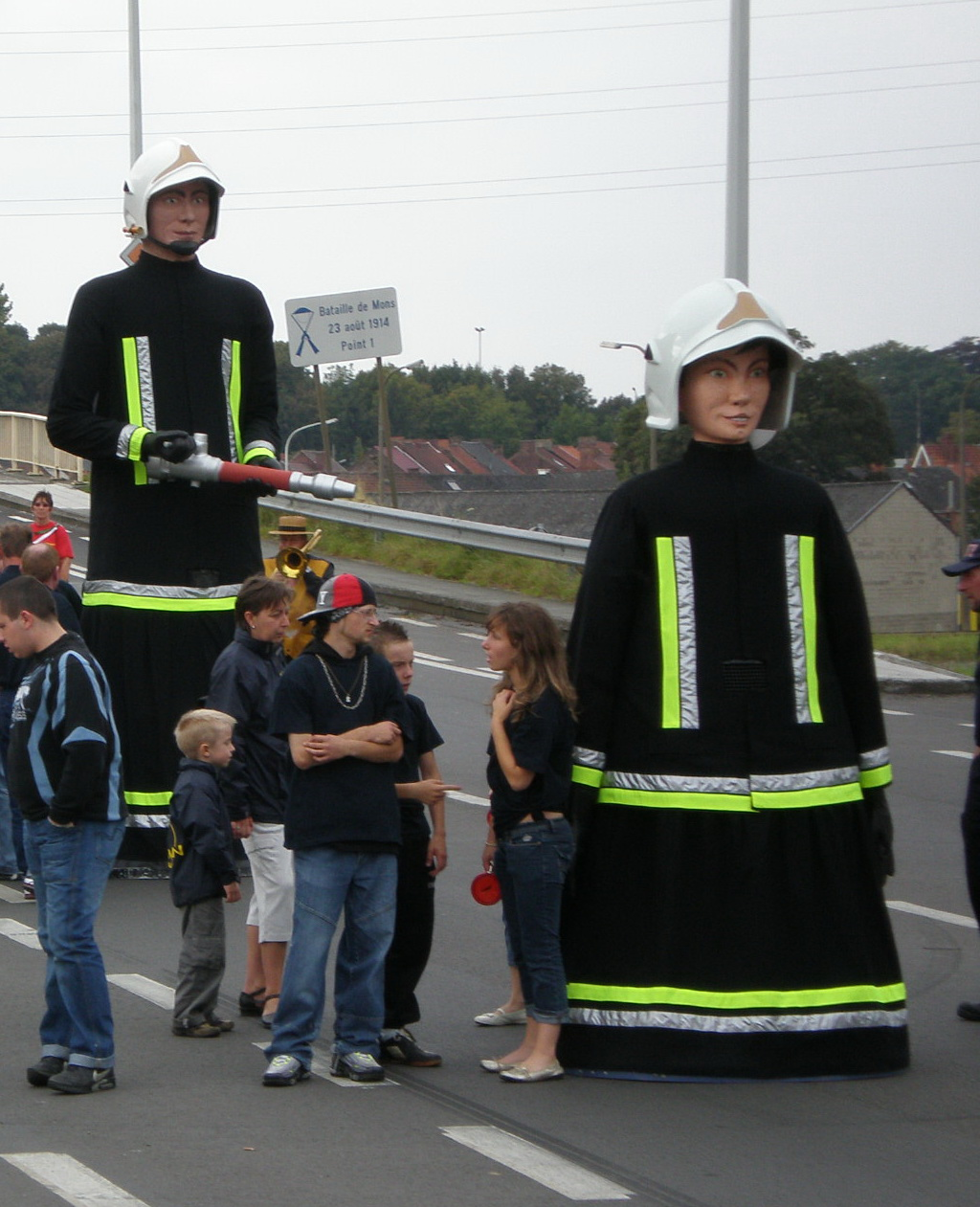
Pimpon et Pimpon Junior (Lessines)
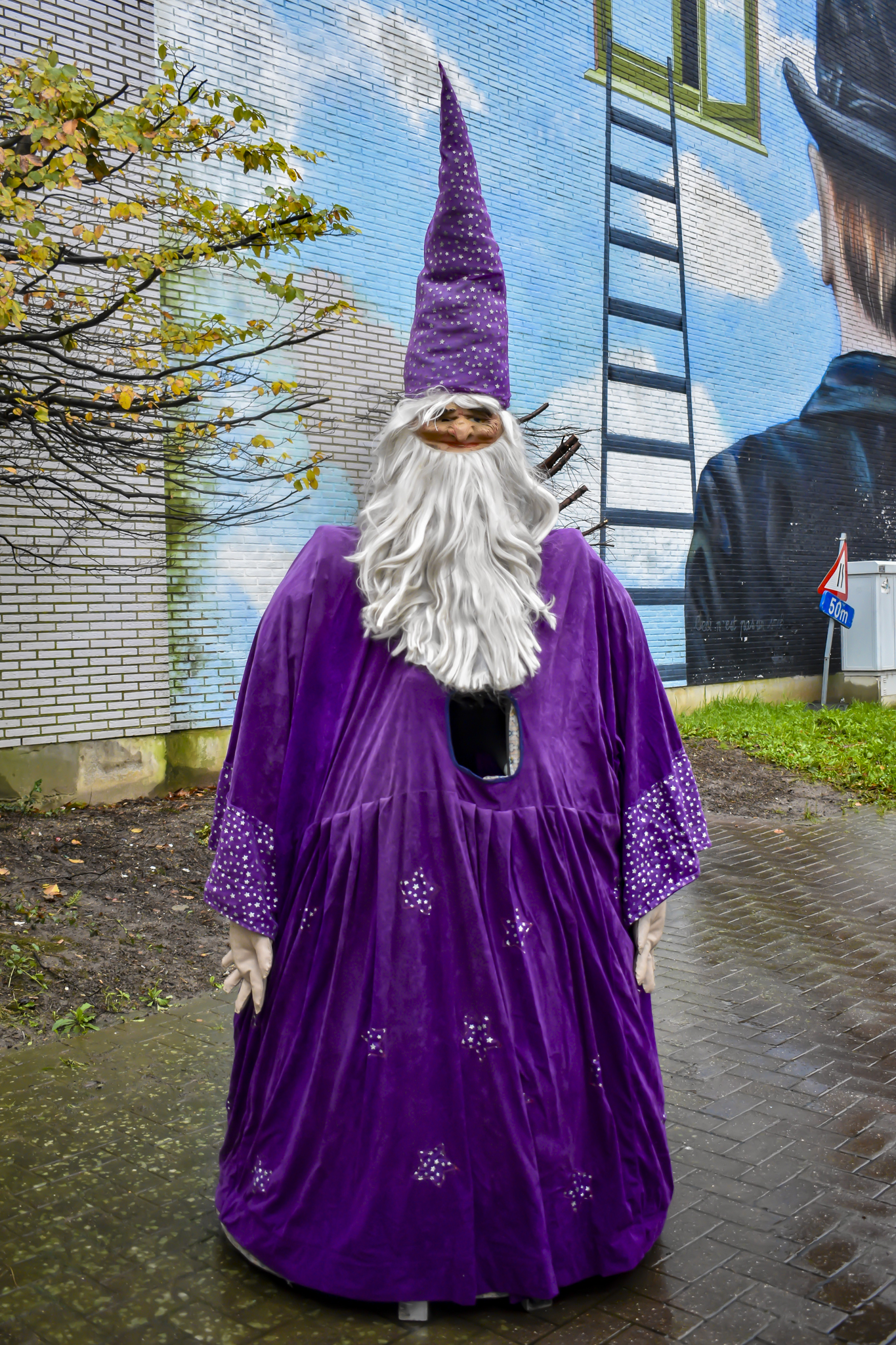
Merlin (Houraing, Lessines)

#### Liège
- Tchantchès
- Nanesse
- Marianne
- Maigret
- Charlemagne
- Saint-Lambert
- Mario li Houyeux
- Notger
- Grétry
- Constant le Marin

- Le Prince Carnaval

- Hubert Séverin (1970's, quartier Sainte-Marguerite)
- Marguerite d'Arzis (1970's, quartier Sainte-Marguerite)
- Xhovémont
- Tintin
- Matante Jeanne
- Lî Mayeûr di Sint Foyen (2013, géant disparu du quartier Saint-Pholien)

- Folin (quartier de Sainte-Walburge)
- Mère Folle (quartier de Sainte-Walburge)
- Princesse Fantaisie (quartier de Sainte-Walburge)
- Âne Roi (quartier de Sainte-Walburge)

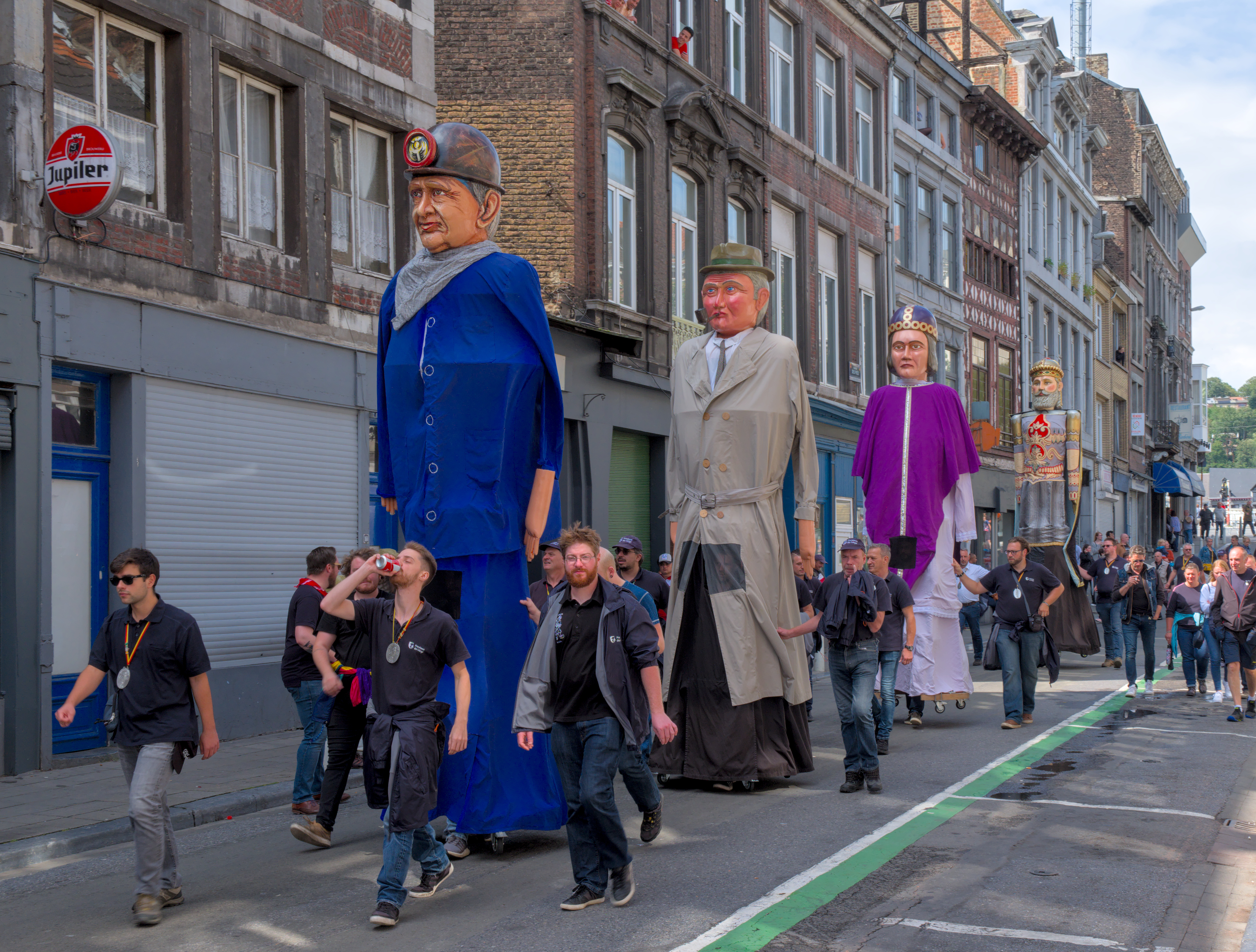
Mario li Houyeux, Maigret, Notger et Charlemagne (Liège)
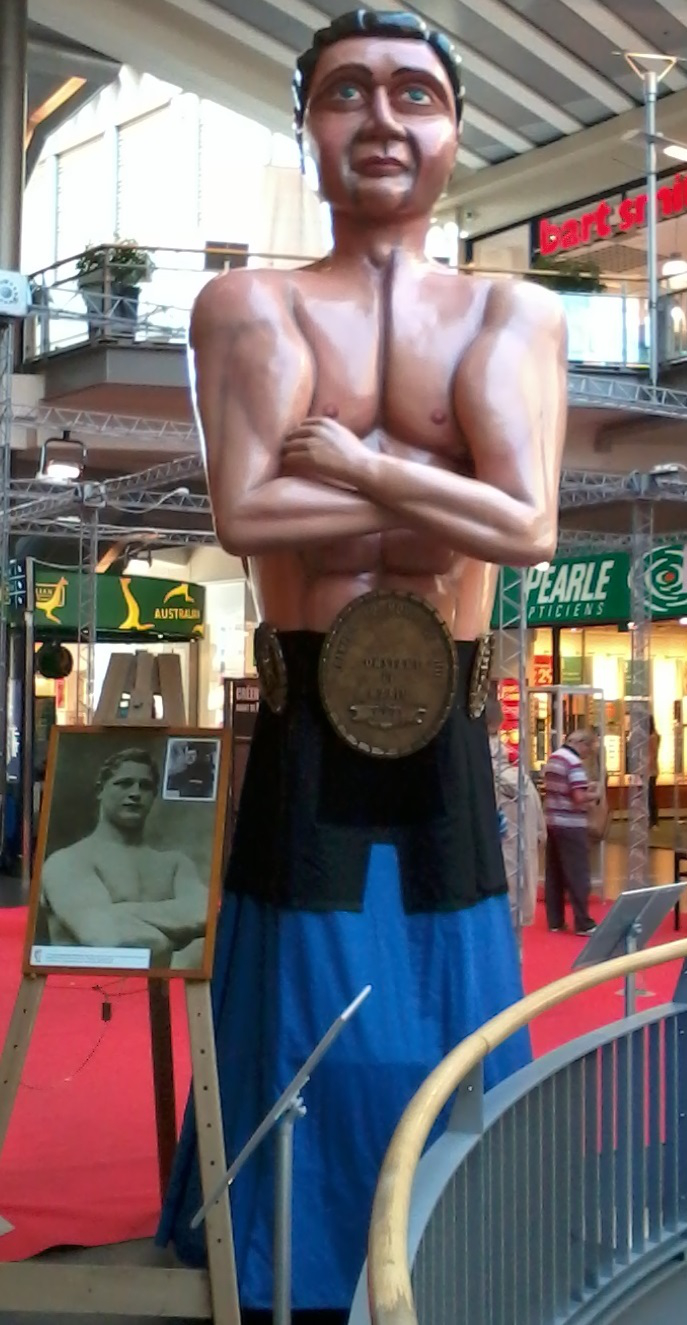
Constant le Marin (Liège)
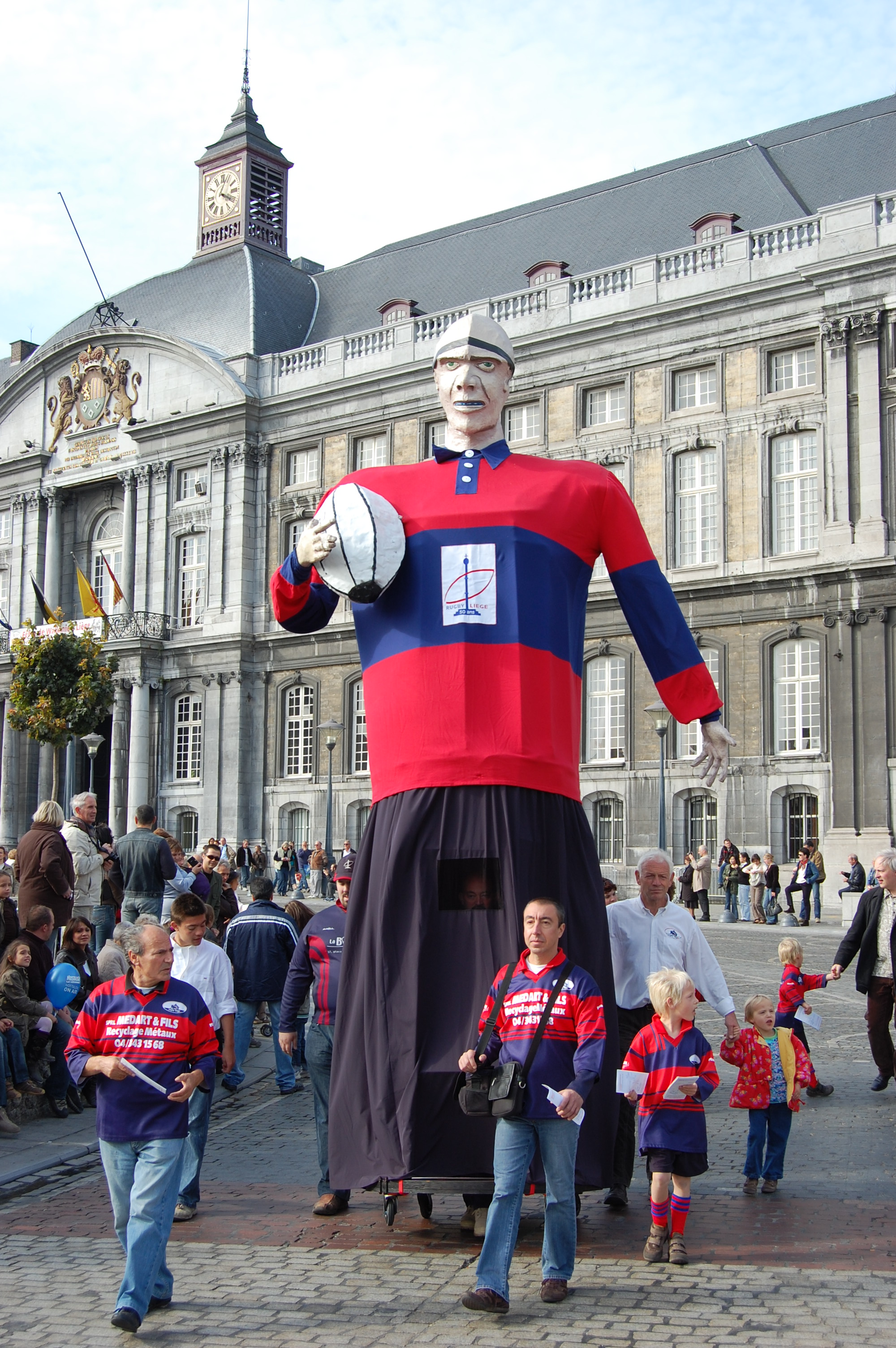
Xhovémont (Liège)

#### Mons
- Batisse (1989, quartier de Messines)
- Lalie (1989, quartier de Messines)
- Biloute (1994, quartier de Messines)
- Trinette (2006, quartier de Messines)
- Achille (2018, école Achille Legrand)[22]
- Le dragon du combat dit « Lumeçon » (ducasse de Mons)
- Le dragon du combat des enfants dit « Petit Lumeçon » (ducasse de Mons)
- Le dragon de la Procession du Car d'Or (ducasse de Mons)
- Le dragon du Cortège du Magistrat et de la Confrérie (ducasse de Mons)

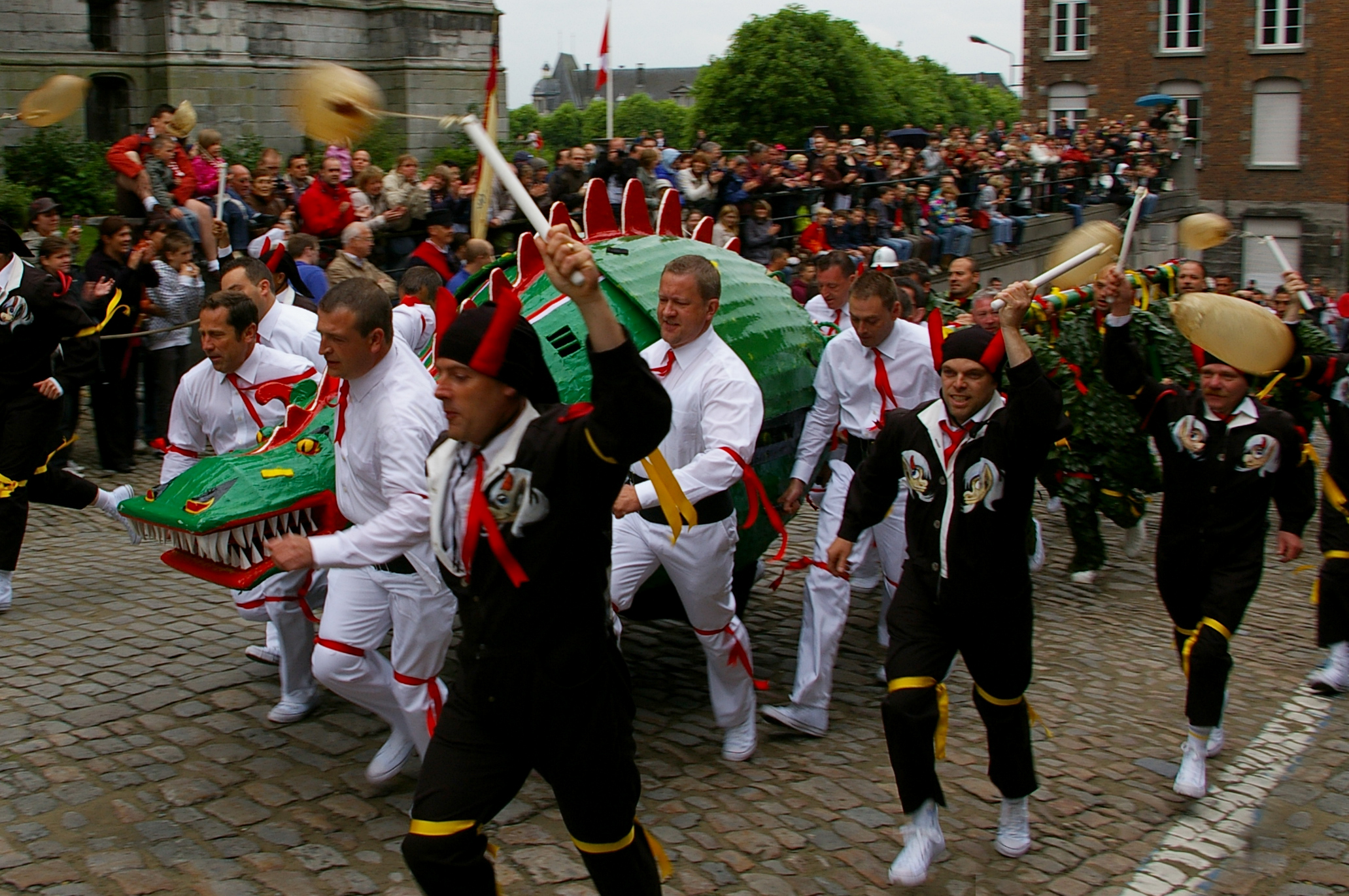
Le Dragon du combat dit « Lumeçon » (Ducasse de Mons)
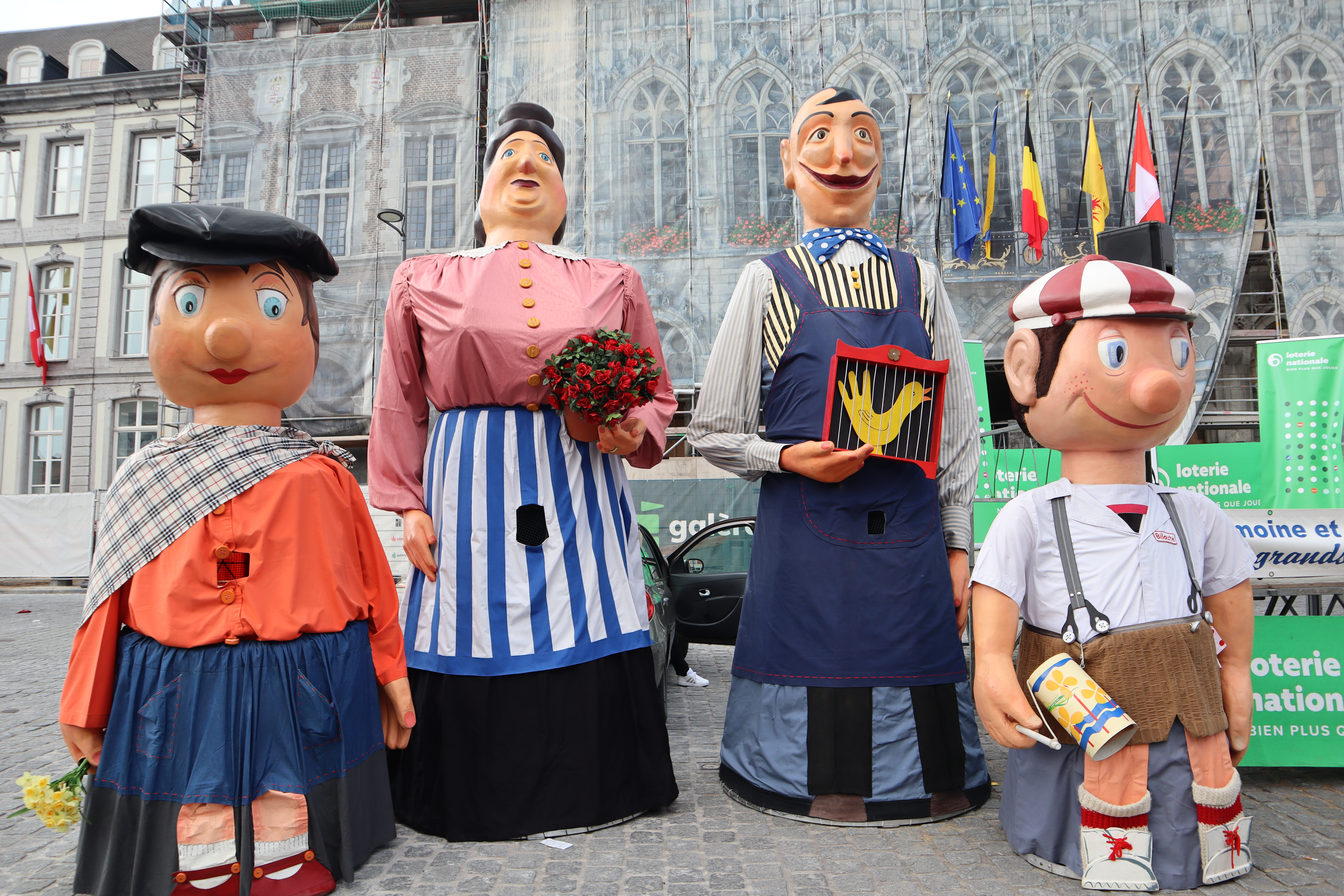
Géants de la Ducasse de Messines

#### Namur
- Goliath (attesté dès 1458, recréé en 1906)
- Madame Goliath (recréé en 1906)
- Gamin
- Gamine
- Gath (recréée en 2024)
- Le Cheval Bayard

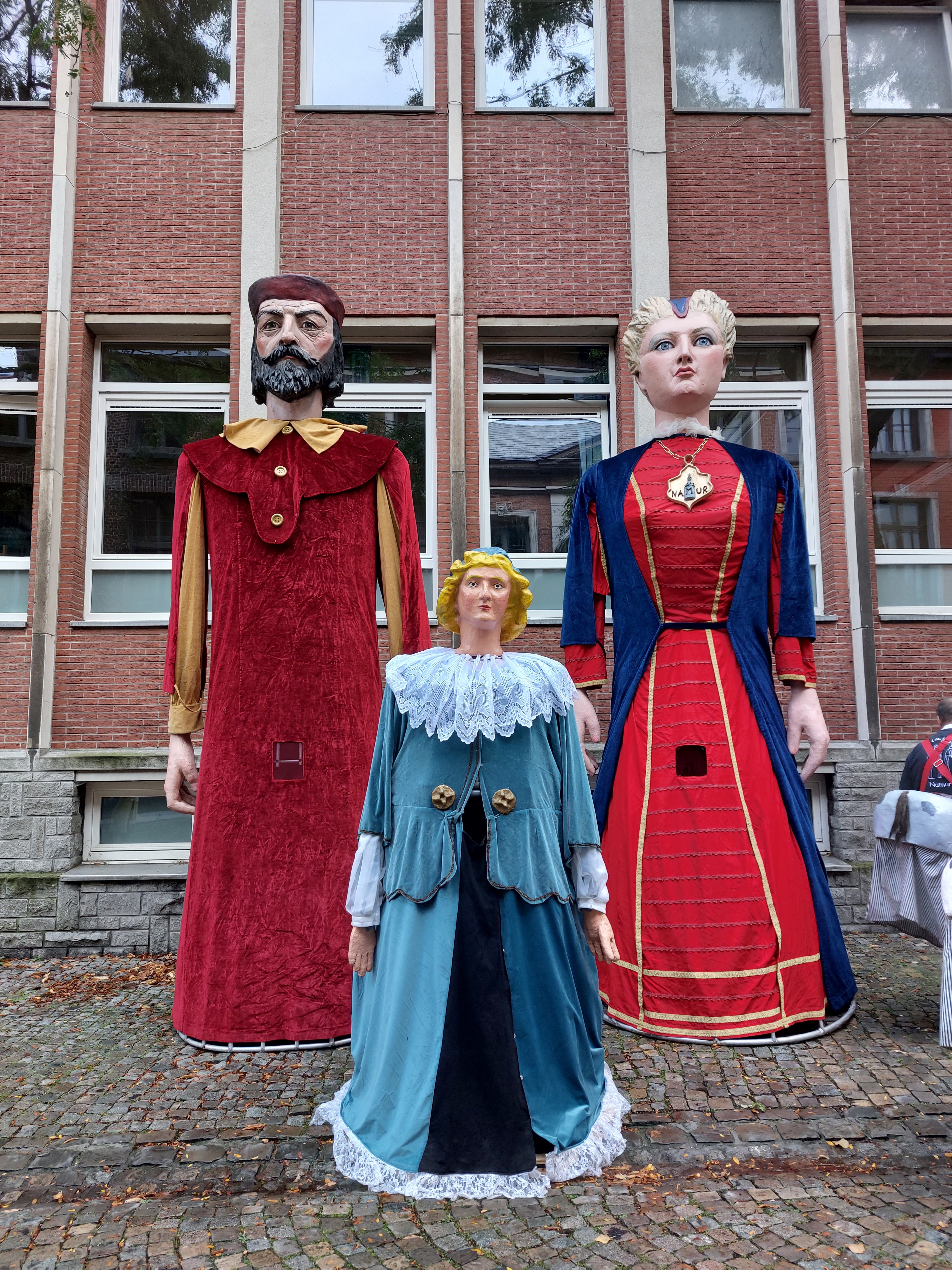
Goliath, Madame Goliath et Gamin (Namur)

#### Nivelles
- L'Argayon
- L'Argayonne
- Le Lôlô
- La Licorne
- Le Chameau
- L'Aigle
- Le cheval Bayard

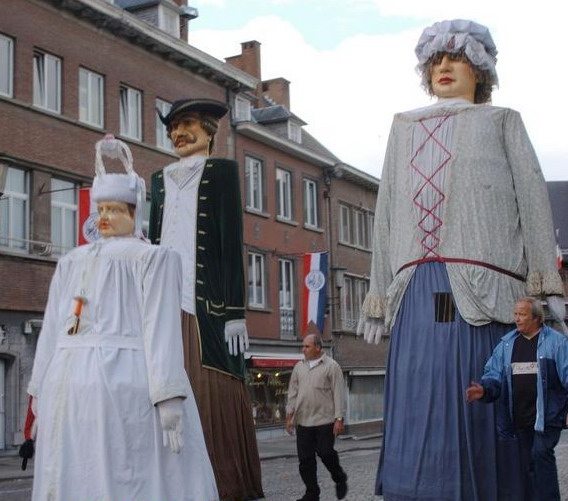
L'Argayon, L'Argayonne et Le Lôlô (Nivelles)

#### Ottignies
- Tave de Stimont
- Mélie d'el Crwè
- Thibaut le Secouriste
- Jean-Joseph el Briqu'teu (1990, Céroux-Mousty)
- Charlotte el Briqu'teuse (Céroux-Mousty)
- François le Zouave (Limelette)
- Le Loup Ysengrin (Limelette)
- Goliath (Louvain-la-Neuve), réplique du géant athois par les étudiants de la Royale Union Athoise des Etudiants de Louvain
- Madame Goliath (Louvain-la-Neuve), réplique de la géante athoise par les étudiants de la Royale Union Athoise des Etudiants de Louvain
- Le Dragon (1984, Louvain-la-Neuve) réplique du dragon de la Ducasse de Mons par les étudiants de la Régionale Mons Borinage - UCL Montoise[4]

#### Petit-Enghien
- César
- Rosalie
- Edgard
- Norbeta (2021)
- Roseline
- Georges l'Champêtre
- Mettekoe (2022)

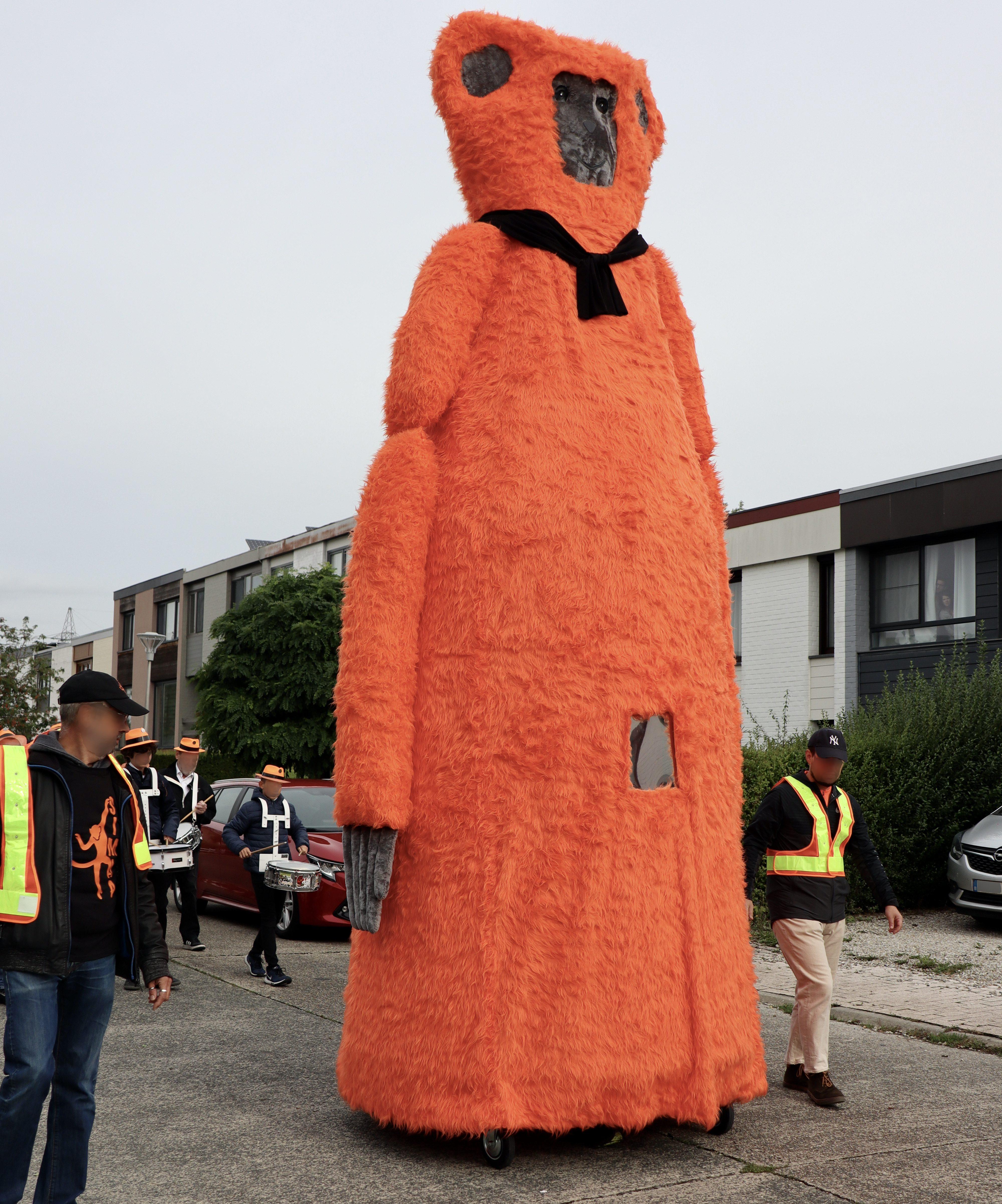
Mettekoe (Petit-Enghien)

#### Quaregnon
- Carbon le Mineur (2023), géant de type articulé
- Gayette la Hièrcheuse (2023), géante de type articulée

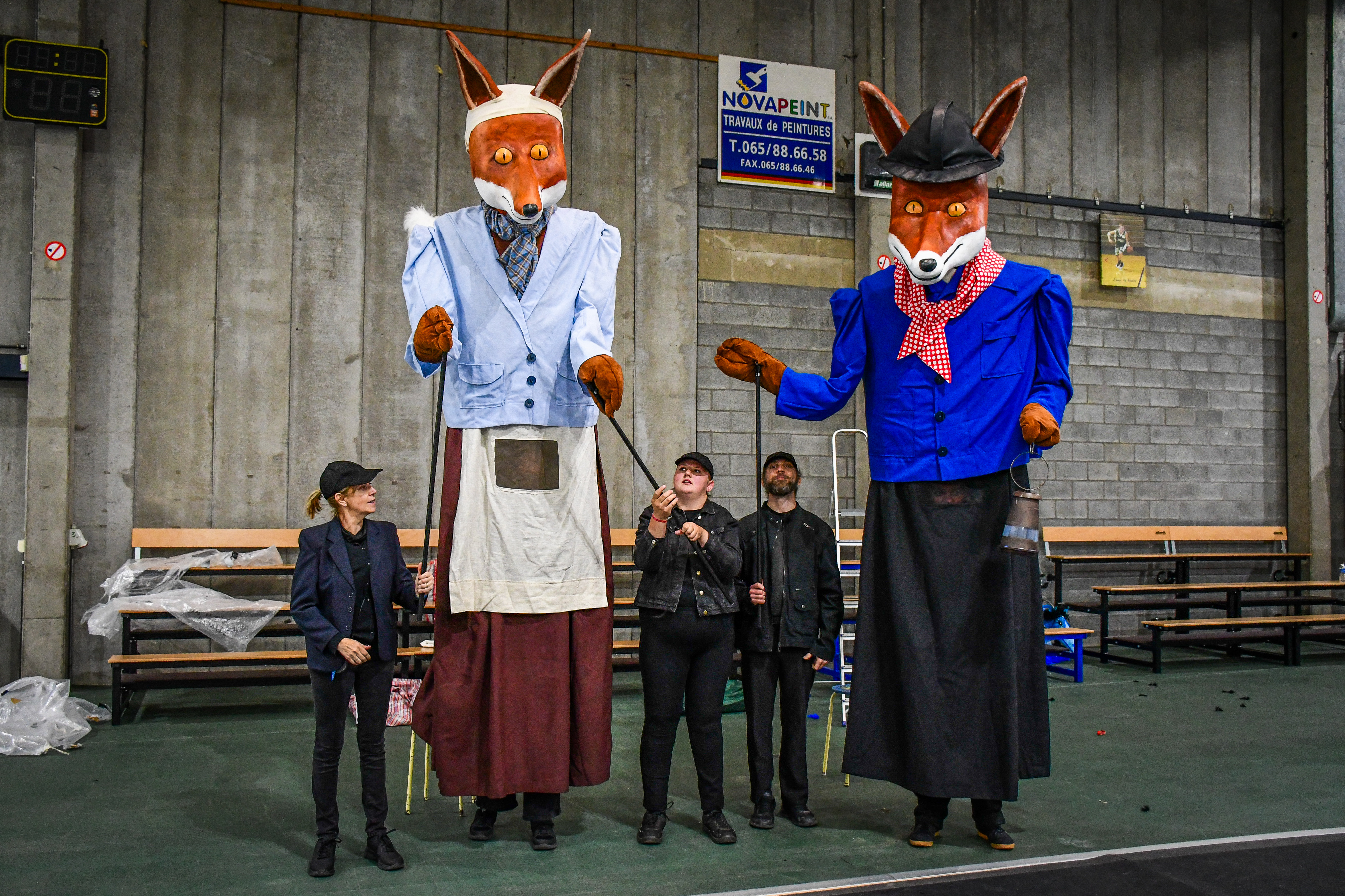
Carbon le Mineur et Gayette la Hièrcheuse (Quaregnon)

#### Tournai
- Saint-Quentin (± 1926, géant disparu)
- Reine Tournai (1932)
- Childéric (1933)
- Christine de Lalaing (1933)
- Louis XIV (1933)
- Louis XVIII (1933)
- Léthalde (1934)
- Engelbert (1934)
- Jean Noté (1983)
- Grand-Mère Cucu (1979)
- Louis Storme l'Bourguémette du Maroc (1982)
- Clovis (2019)
- L'Arbalétrier (2022)
- Le Vendéen du 24 août (1996)
- Sarragos (1933)
- Châle vert (1934)
- Edouard Tréhoux (1986)
- Le P'tit Chasseur (1975)
- Lalie (1984)[23]
- Don Bosco (2015)
- Hélène Dutrieu (2022, géante de la Maison de la Marionnette)
- Alfred (1990's)
- Paulette (2017)
- Sergent Flagada (géant du carnaval de Tournai)
- Valère Delcroix (2017, Home Valère Delcroix)
- Jeannine (2022)
- Colette (2022)
- Le Grand Jacques (recréé en 2019)
- Marcel Carbonnelle
- La Naïade (2024, géante du Carnaval de Tournai)
- Francis (géant de la Maison de la Marionnette)
- Françoise (géante de la Maison de la Marionnette)
- Walter Ravez (2013, géant de l'Internat Walter Ravez)
- Omer Droulez (2007, Templeuve)
- Boule (Gaurain-Ramecroix)
- Boulette (Gaurain-Ramecroix)
- Bouboule (Gaurain-Ramecroix)
- Pierrette (Gaurain-Ramecroix)
- Laurette (1988, Gaurain-Ramecroix)
- César (1994, Vaulx)
- Le Meunier (Thimougies)
- Alphonse Willocq (2022, Mont-Saint-Aubert)

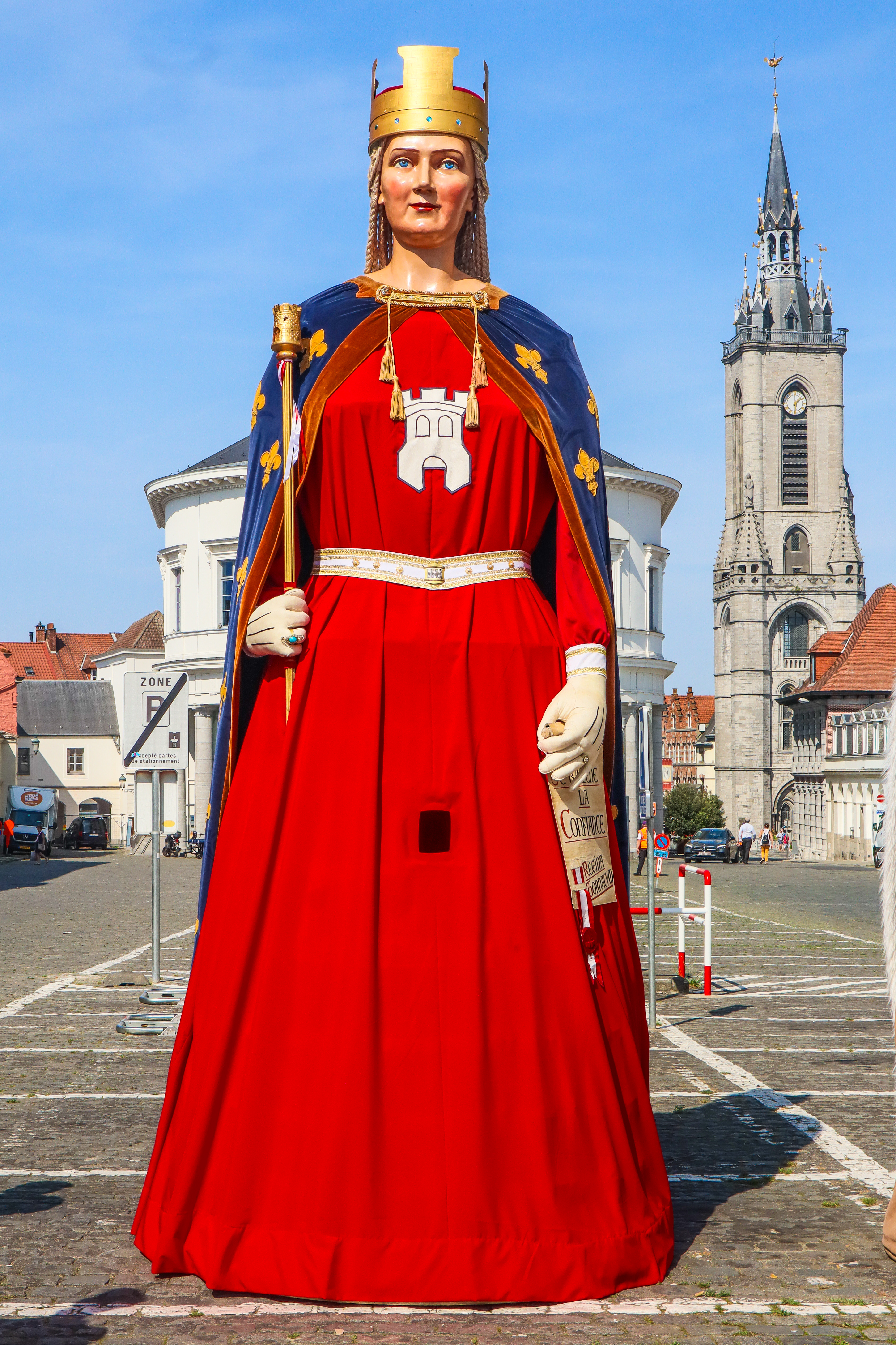
Reine Tournai (Tournai)
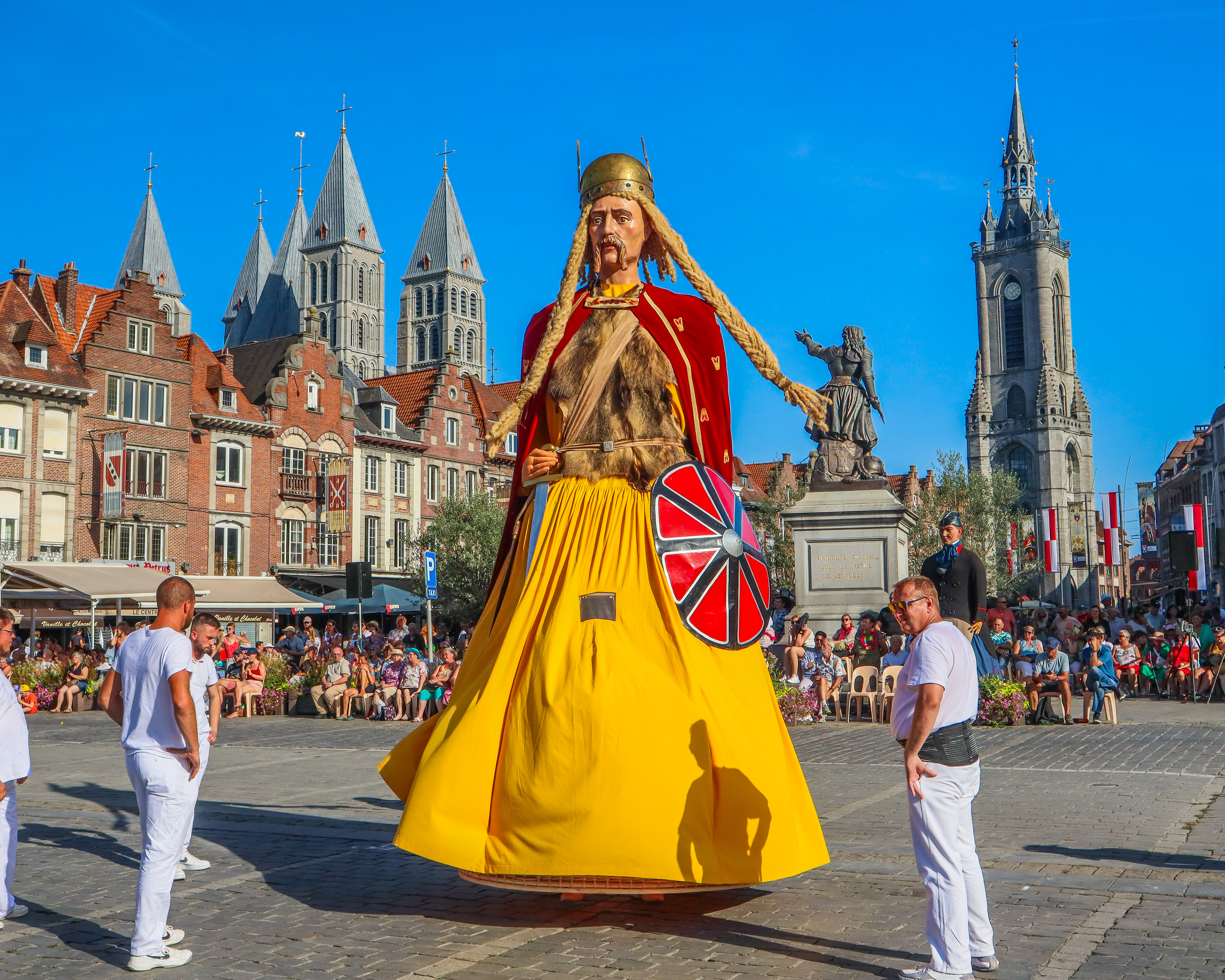
Childéric (Tournai)
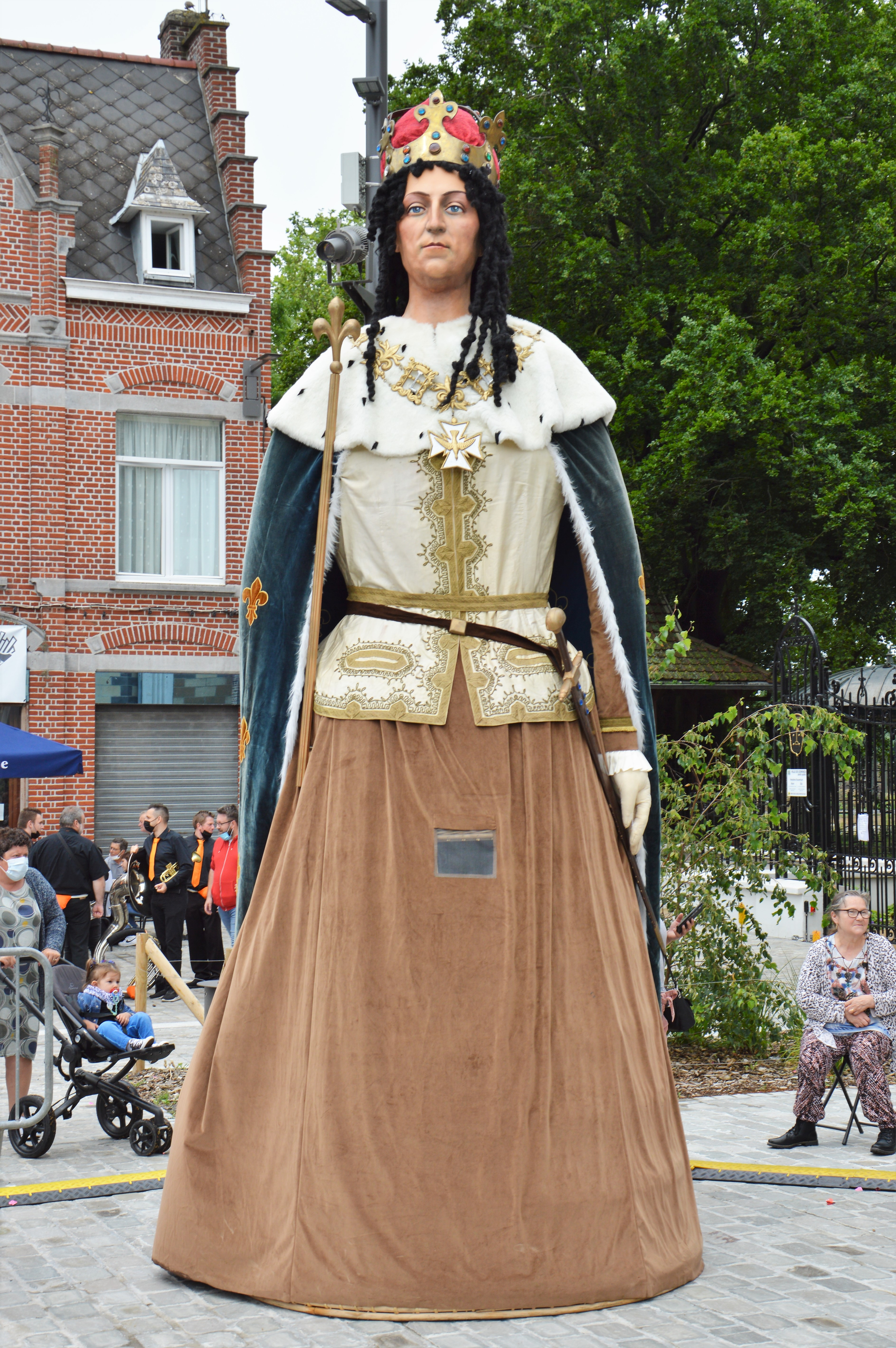
Louis XIV (Tournai)
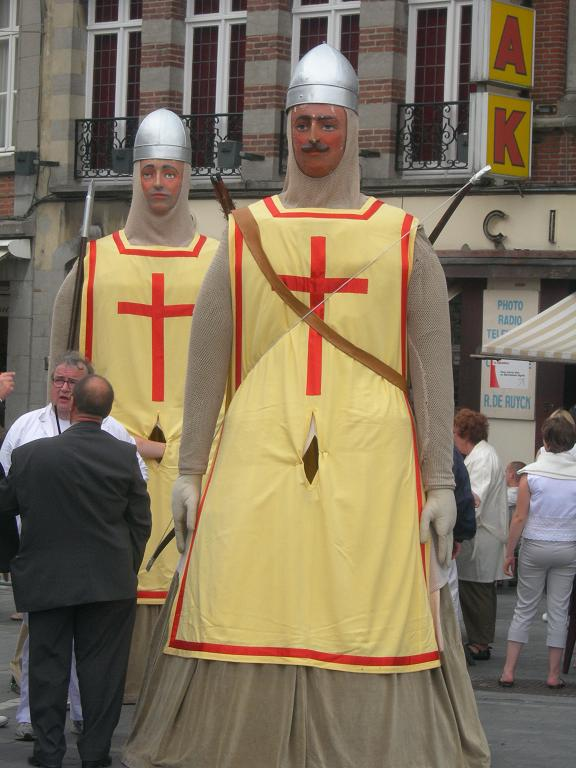
Léthalde et Engelbert (Tournai)
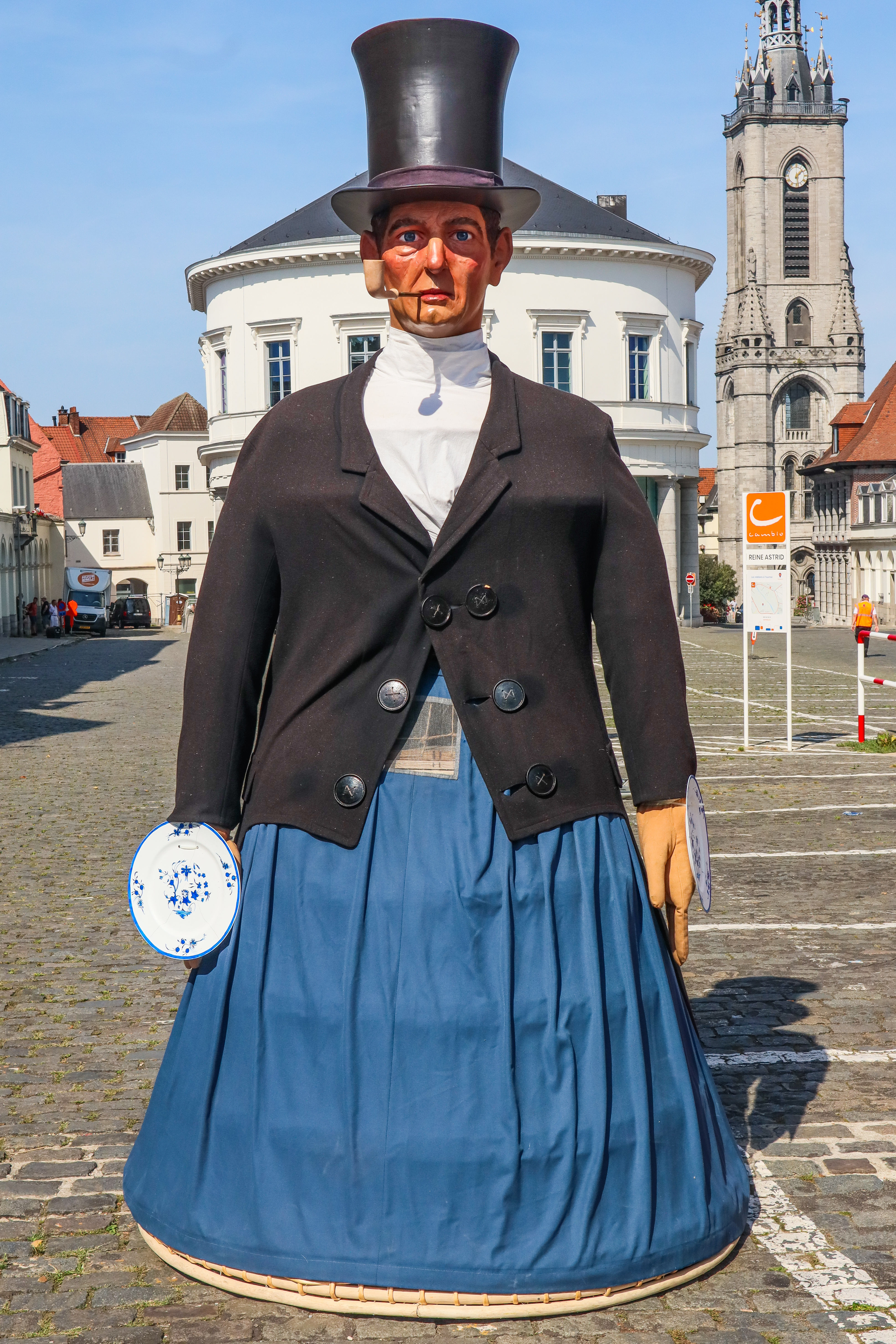
Louis XVIII (Tournai)
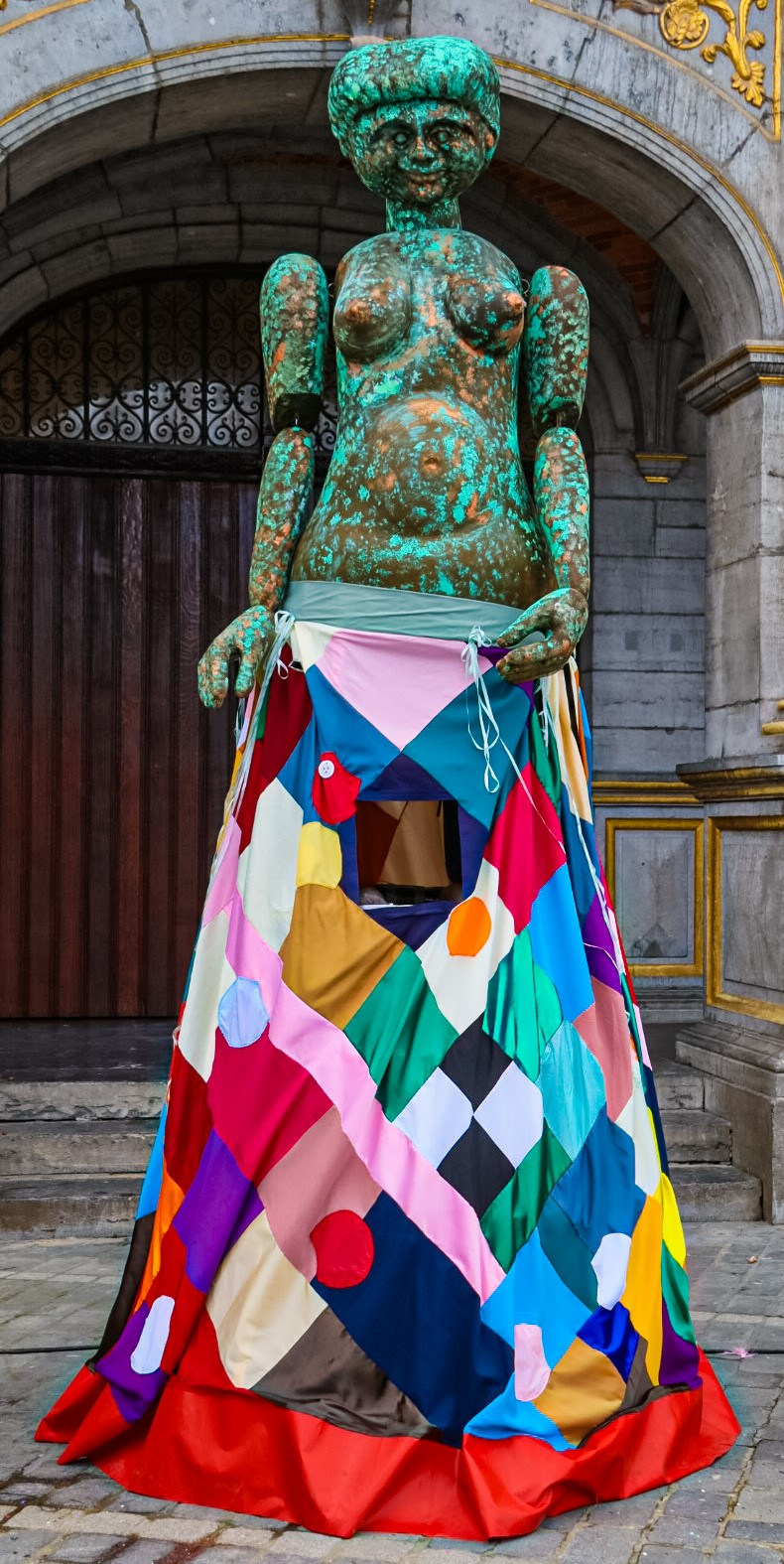
La Naïade (Tournai)
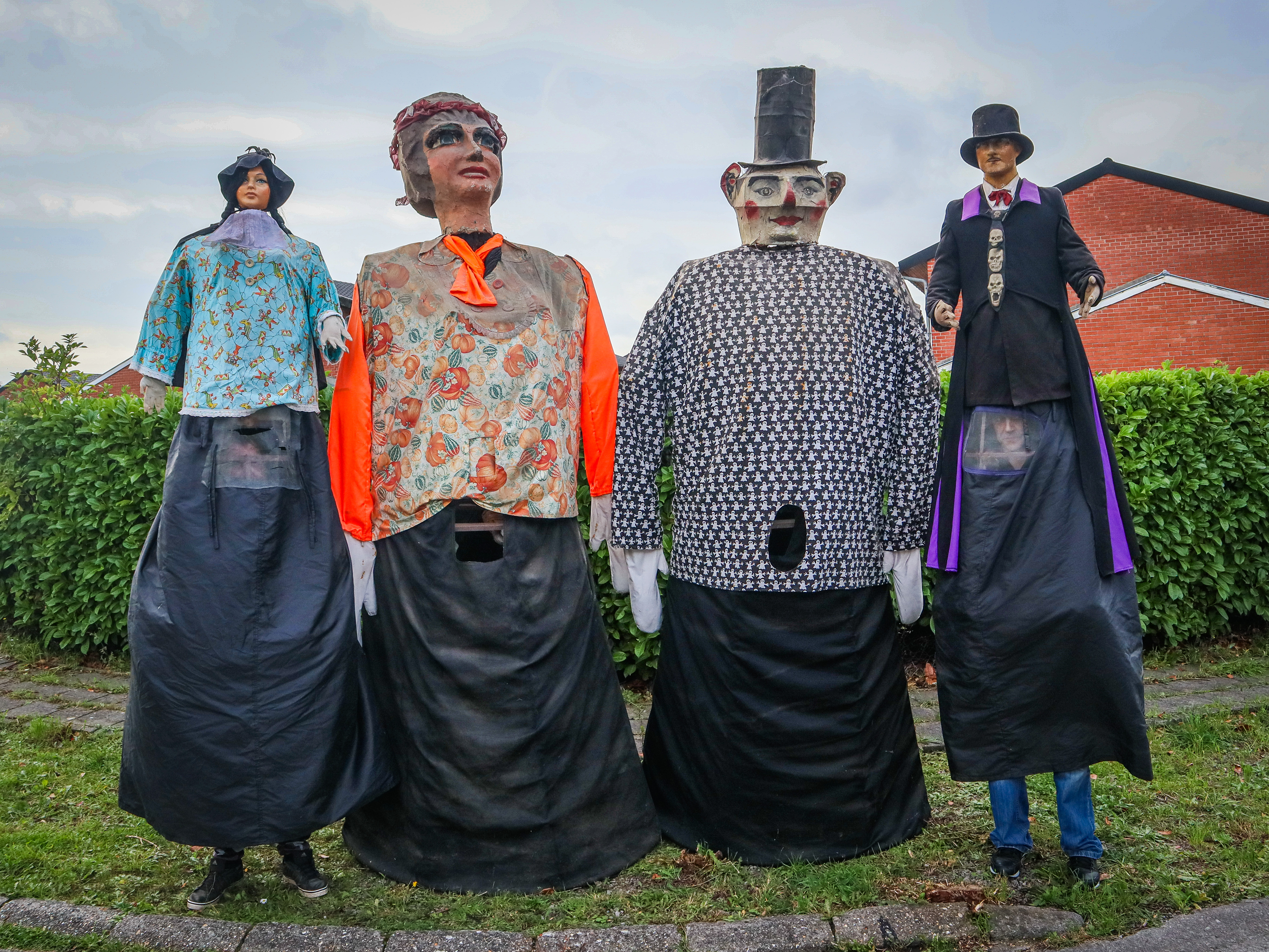
Bouboule, Boulette, Boule et Pierrette (Gaurain-Ramecroix)
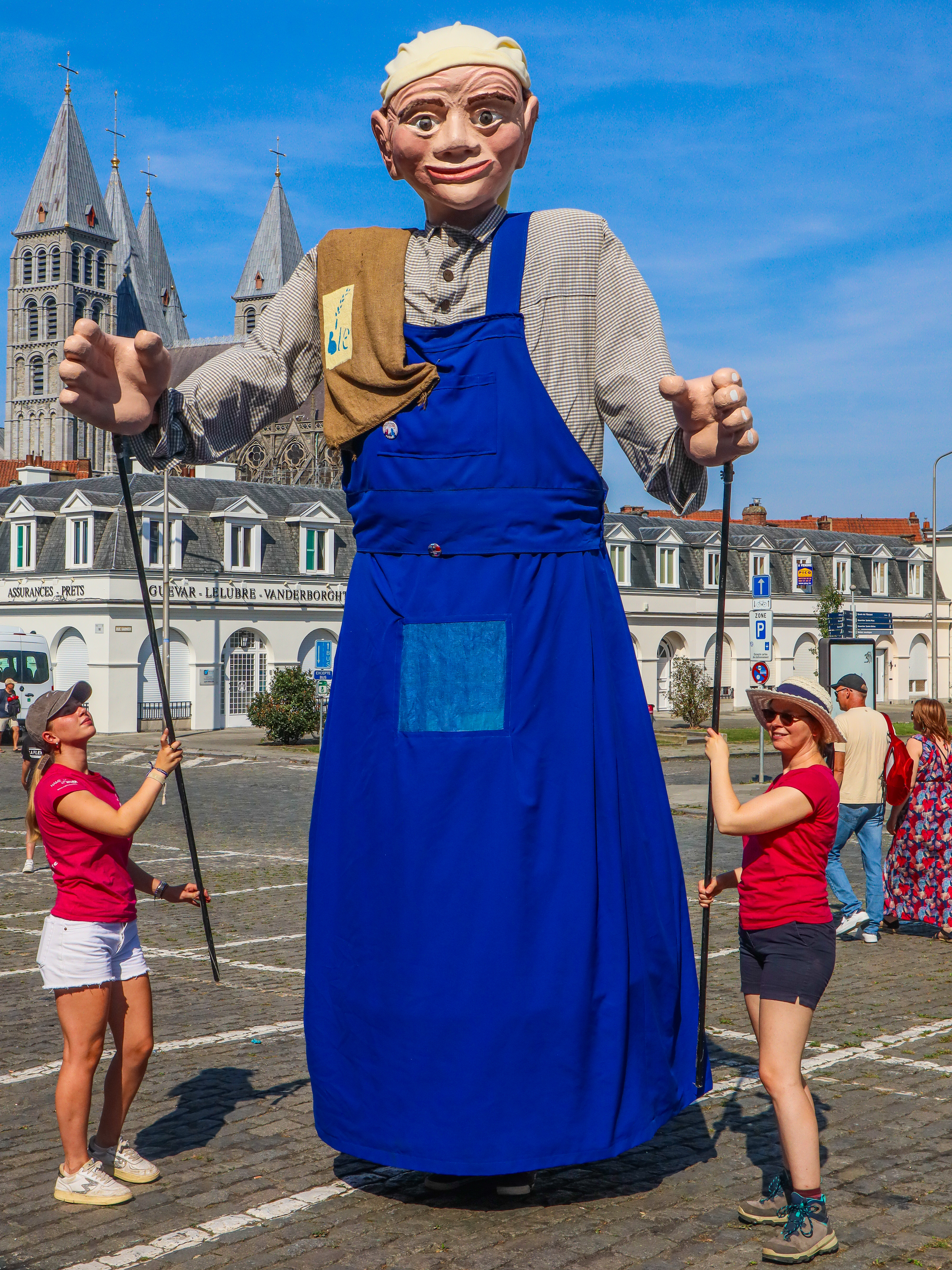
Le Meunier (Thimougies)

#### Mouscron
- Le Hurlu (géant de 13 mètres de haut, créé en 1984 et disparu depuis 2006)

- Jul'du Tchun (2009)
- La Grosse Adrienne
- Thomas Edison (2013, ARTEM Mouscron)
- Dotto (Dottignies)
- Maria de Dothenies (Dottignies)
- Louis-Marie Goormachtigh (Dottignies)
- Christine Glorieux (2018, Dottignies)
- Nicolas Liagre (2019, Dottignies)
- Toubac (recréé en 2021, Herseaux)
- Geneviève (Herseaux)

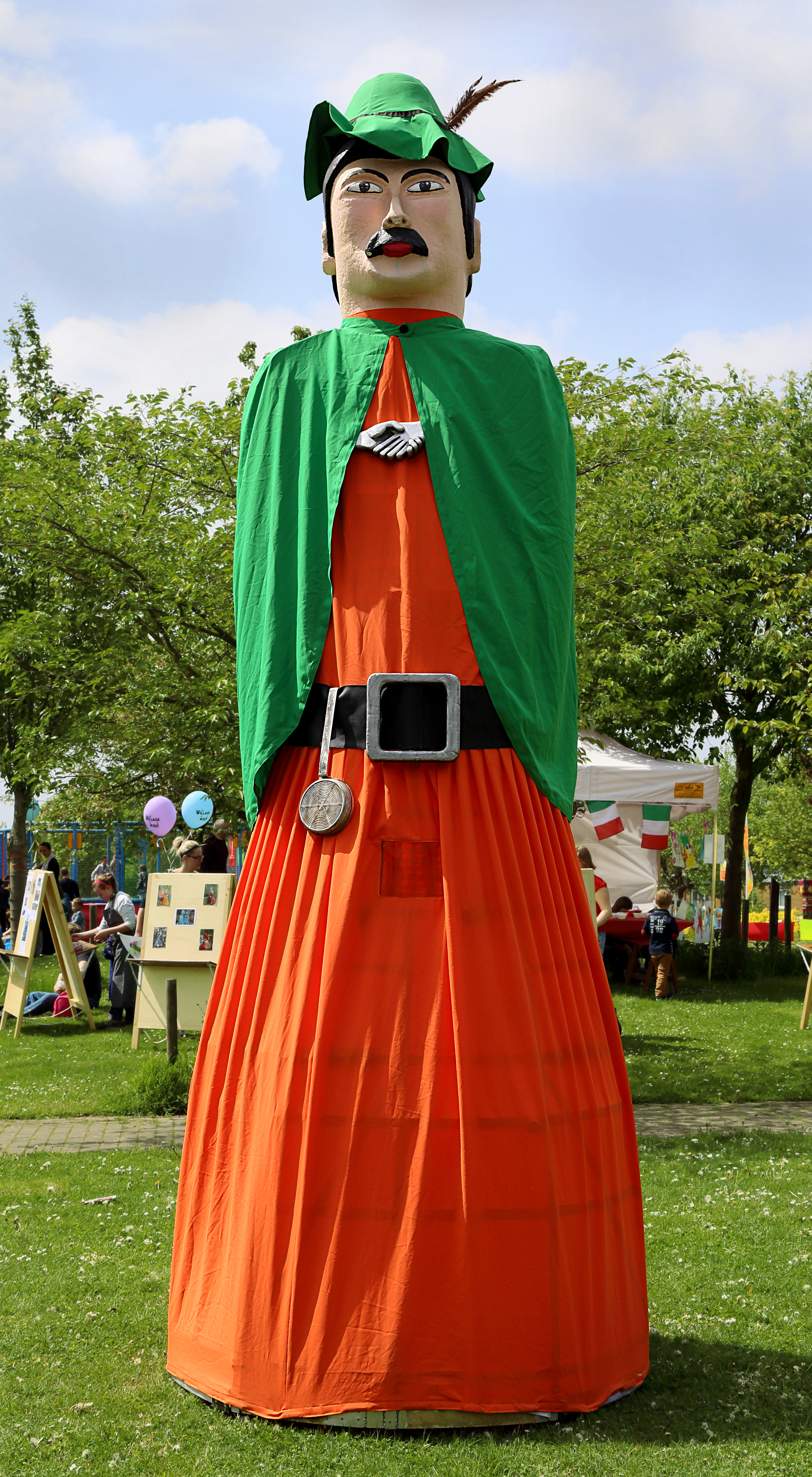
Jul' du Tchun (Mouscron)
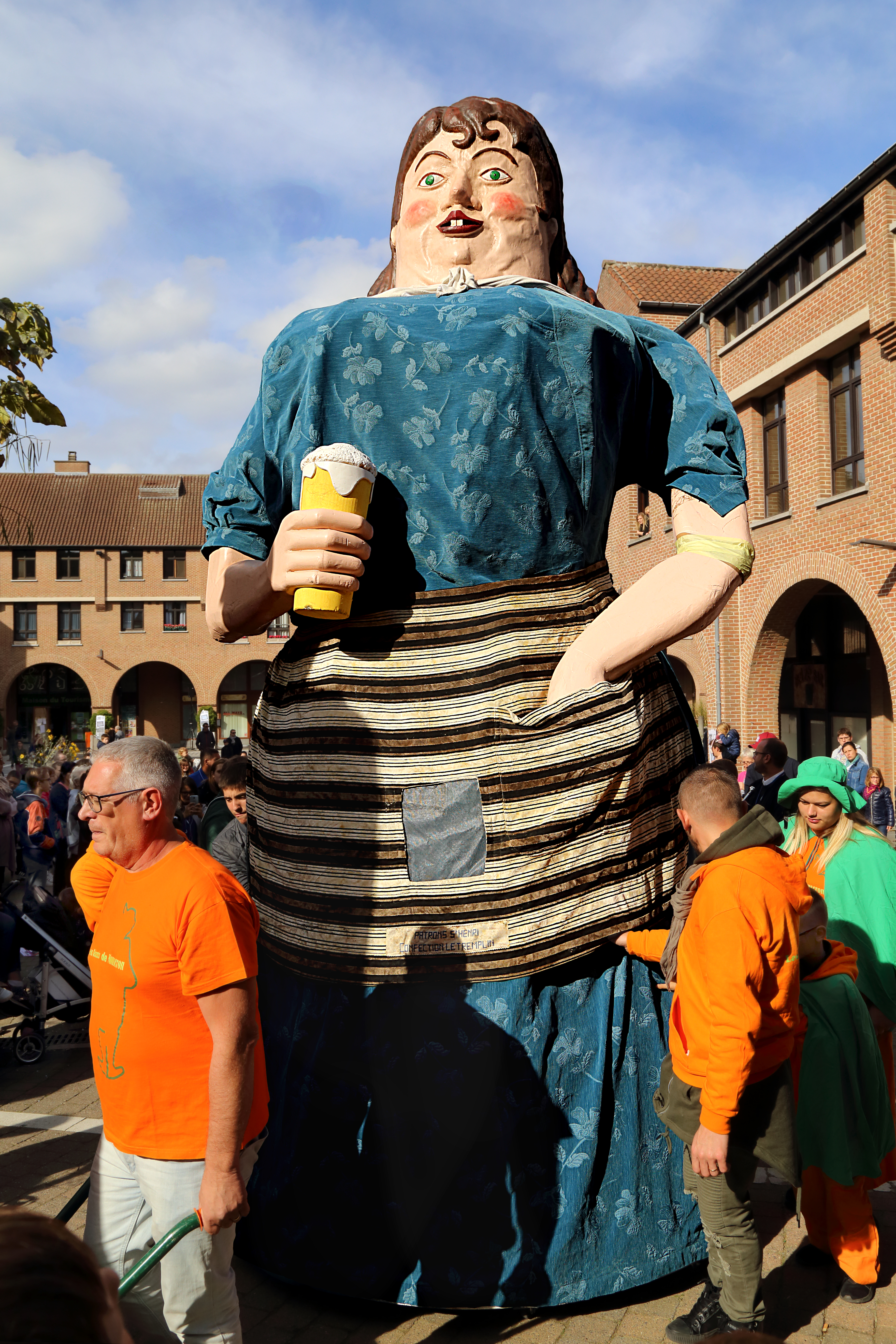
La Grosse Adrienne (Mouscron)
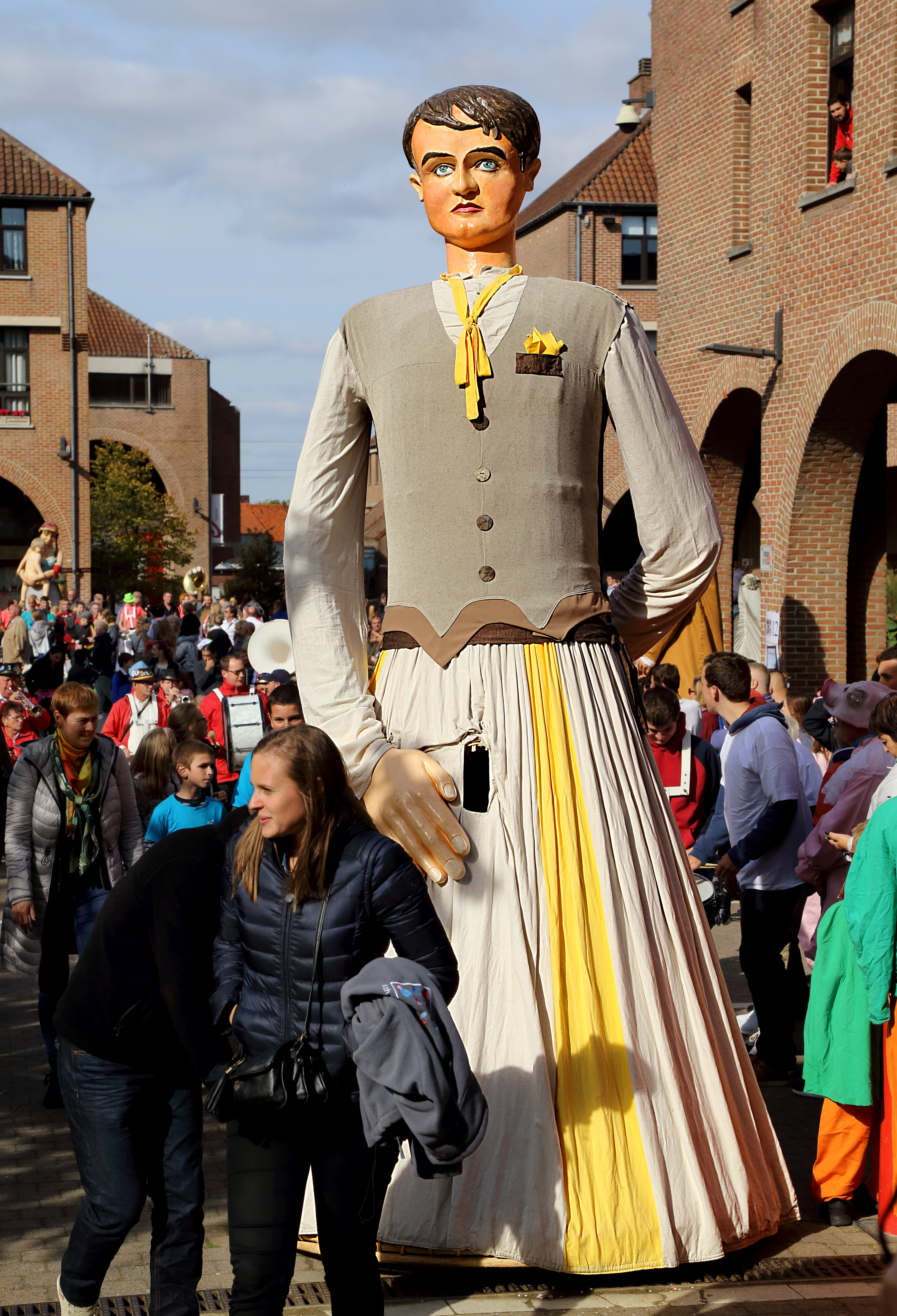
Thomas Edison (Mouscron)
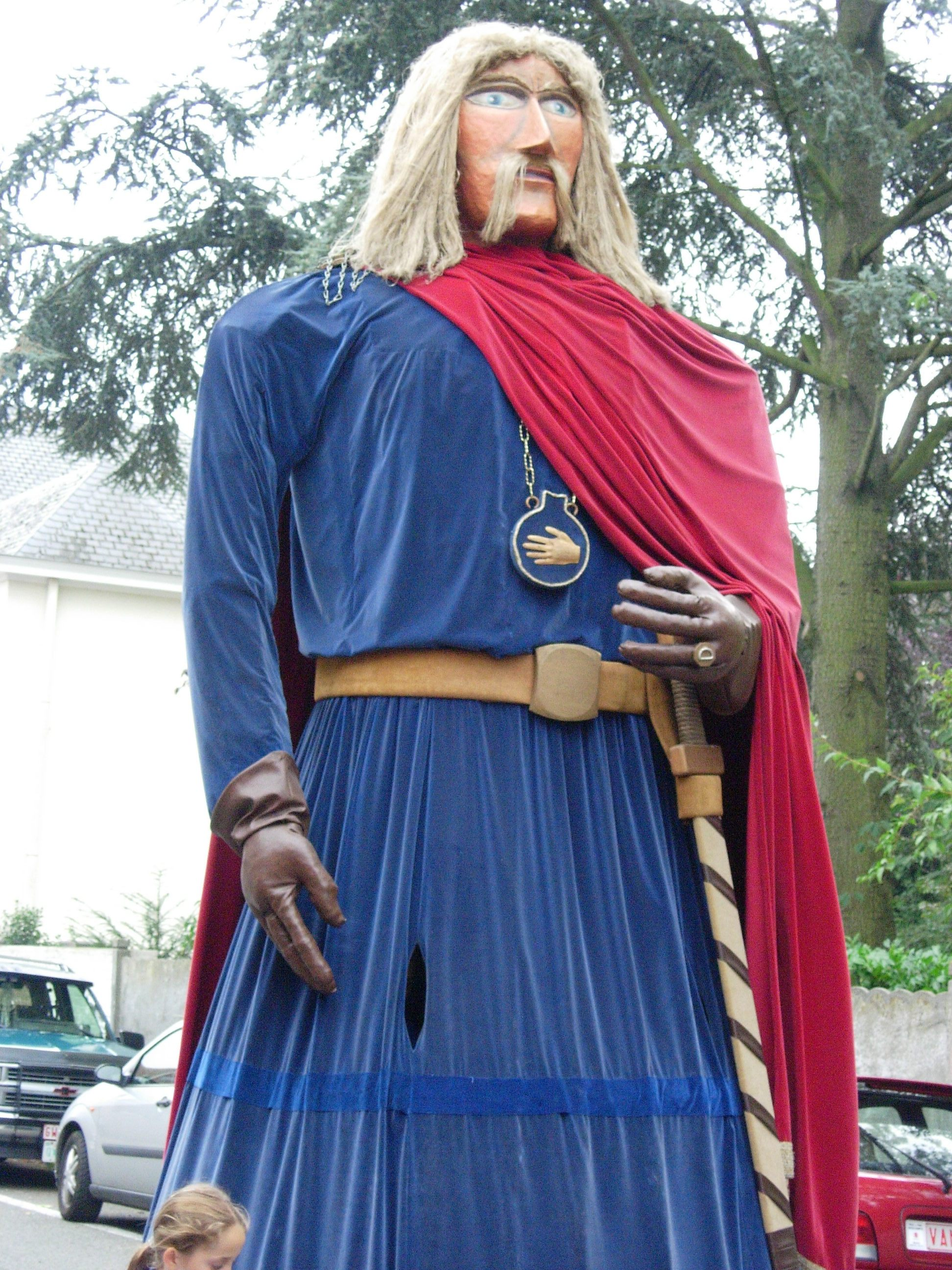
Dotto (Dottignies)
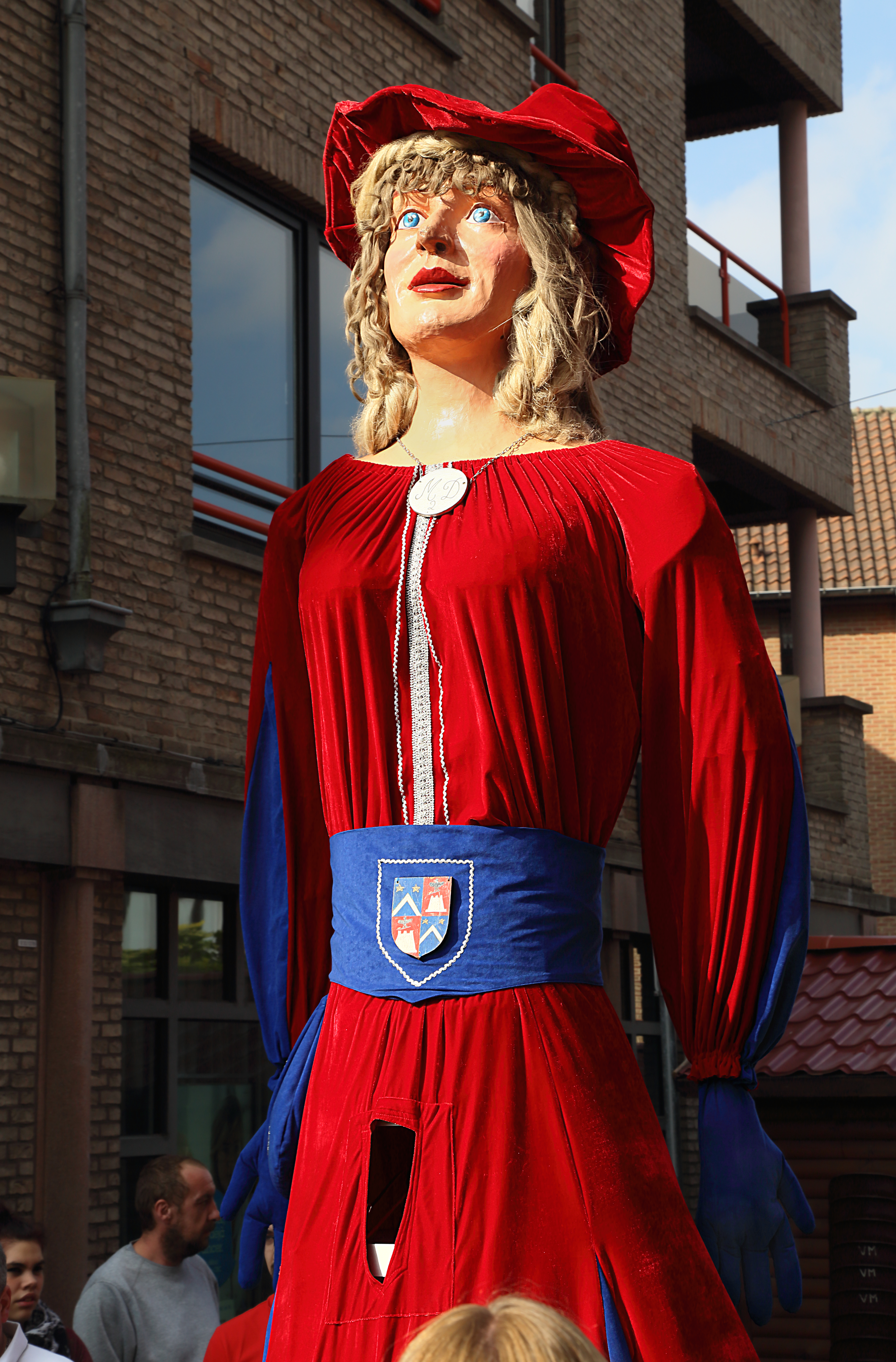
Maria de Dothegnies (Dottignies)

#### Estaimpuis
- Charles de Rohan (Néchin)
- Tataf le Tanneur (Estaimbourg)
- Jocelin le Templier (Saint-Léger)
- Vitalis (1987, Evregnies)

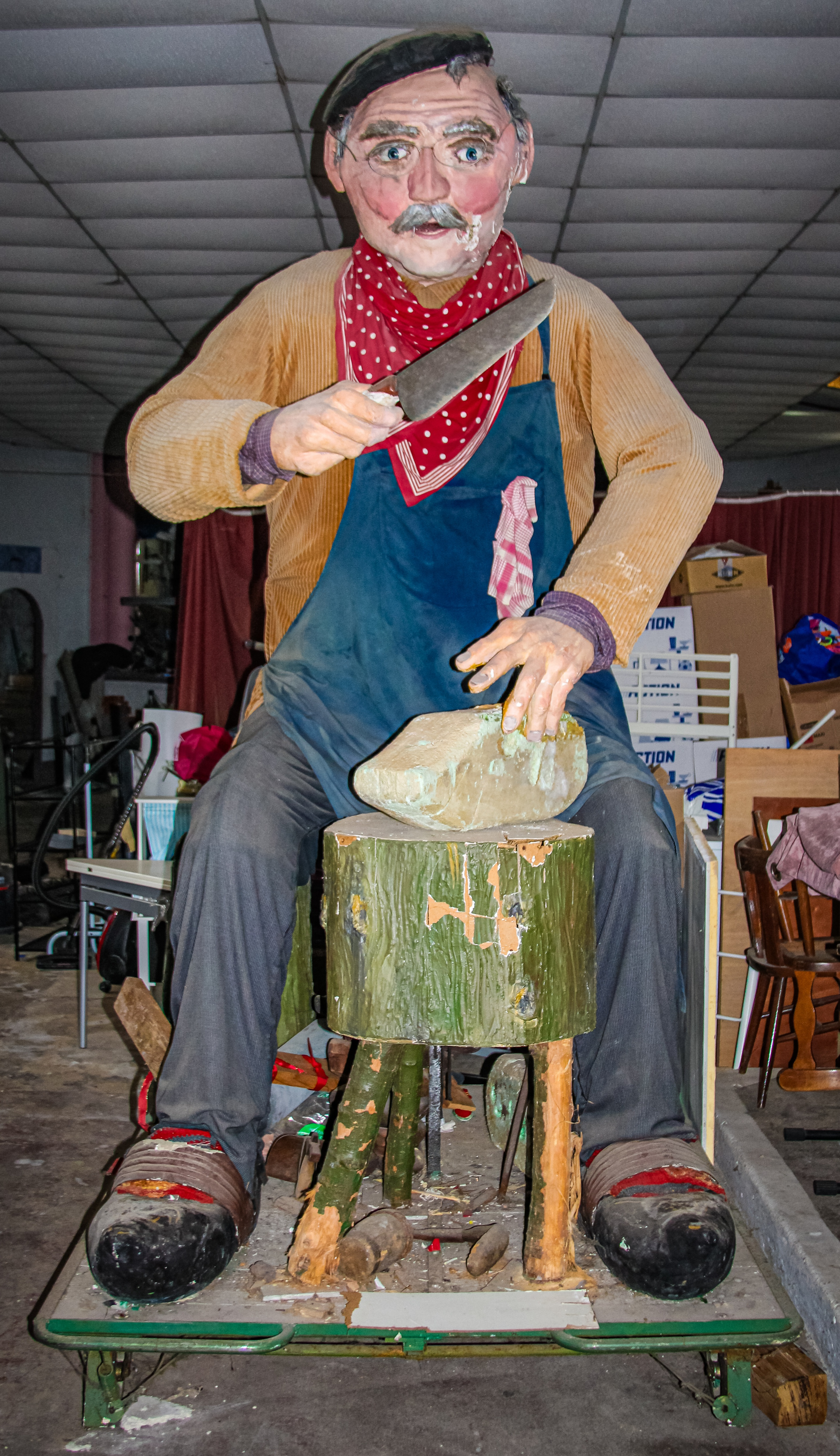
Vitalis (Evregnies)

#### Villers-la-Ville
L'entité de Villers-la-Ville compta jusqu'à 7 géants.
Trois d'entre eux ont disparu avec le temps:
- Pierre Di Tchesseau
- Dame Aveline
- La panthère Rose

Les 4 encore en activité forment une famille composée de:
- Marie Doudouye
- Jules l'Optimiste (originaire du village voisin de Villers-Perwin)
- Léonore (leur fille)
- Lucien Binamé (dit "d'Onlez", leur fils, né en 2022)

#### Wellin
- Wandalino
- Godefroid de Wellin
- La Dame de Wellin
- Hallebard
- Jéricho
- Cisco

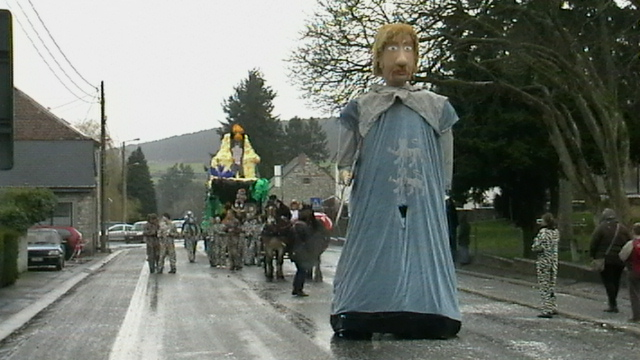
Godefroid de Wellin (Wellin)

#### Arlon
- Lisa
- Jempy
- Le Hellèchtsmann

#### Virton
- D'Jean D'Mady (1938)
- D'Jeanne (1938)

#### Frasnes-les-Anvaing
- Le Couziau (Ducasse d'Eul Rue Basse)
- Zélie (Ducasse d'Eul Rue Basse)
- Boctiaumutte (Ducasse d'Eul Rue Basse)
- Bastien (Ducasse d'Eul Rue Basse)
- Malou (Hacquegnies)
- Tutur (Forest)
- Julia (Forest)
- Anvinium (Anvaing)
- Aven (Anvaing)
- Avinon (Anvaing)
- Anvinette (Anvaing)
- Eul Penchu (Anvaing)
- Eul Marquis (Anvaing)
- Louis Pirou (2022, Buissenal)
- Odon (2023, Buissenal)
- Bjorné (2025, Dergneau, école communale Le Verger)
- Jean-Louis le Pompier (Herquegies)

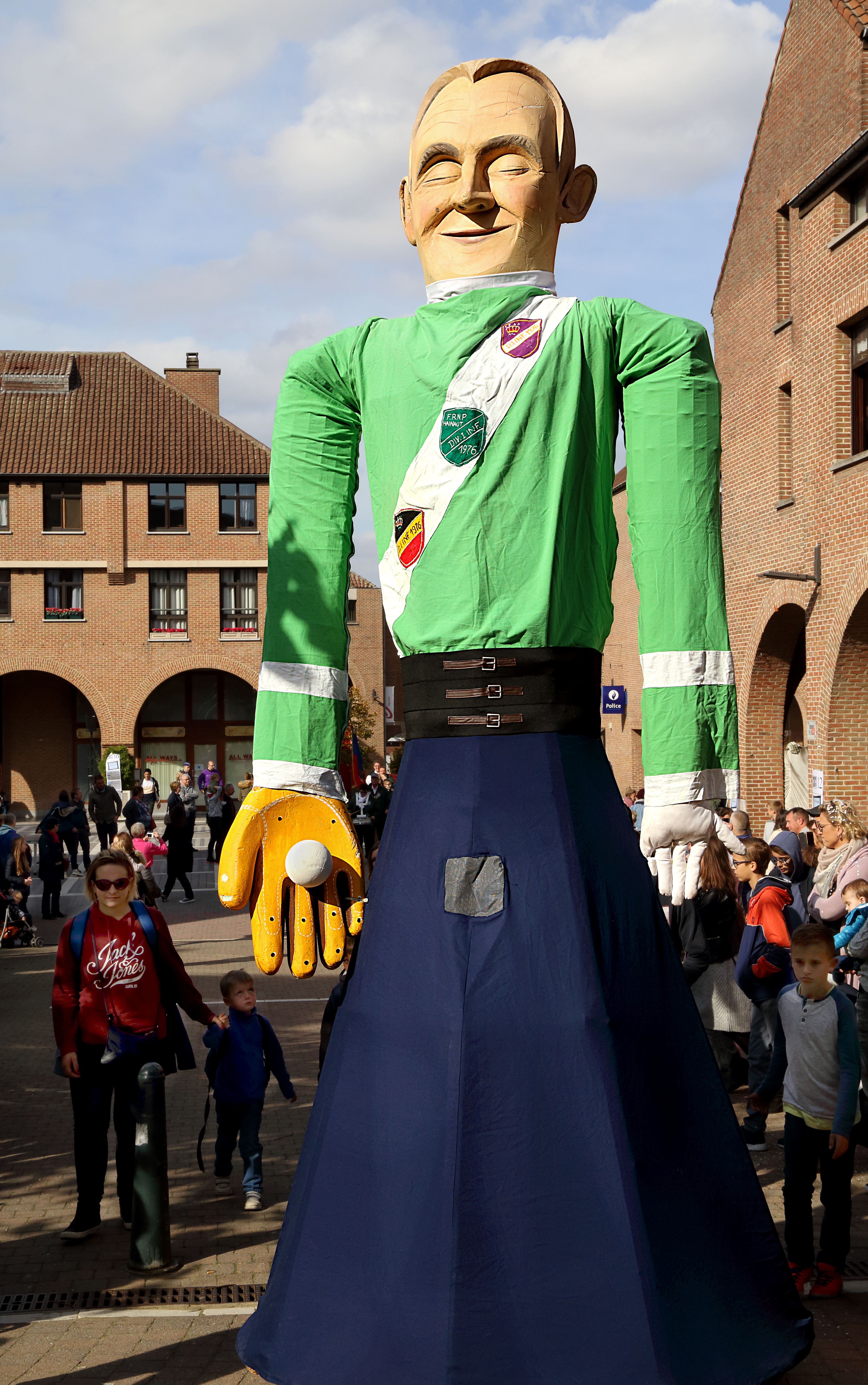
El Marquis (Anvaing)

#### Brugelette
- Torien
- Toria
- Victorien
- Torine
- L'Aigle des Montils
- L'Aiglon des Montils
- Petit Louis (école Saint-Louis)
- Scoubidou (Institut Sainte-Gertrude)

- Yves de Lessines (2019, Cambron-Casteau)
- Nostradamus (2023, Cambron-Casteau)
- Pipe (Mévergnies-lez-Lens)
- Sidonie (2012, Mévergnies-lez-Lens)

#### Saint-Ghislain
- Ghislain (1975)
- Ghislaine (1975)
- Ghislain (2022)
- Mathilde (2022)
- Bolek (2022)
- Dame Baudour (2023)
- Saint-Ghislain (2023)
- Christian Friedrich Daniel Schubart (2025)

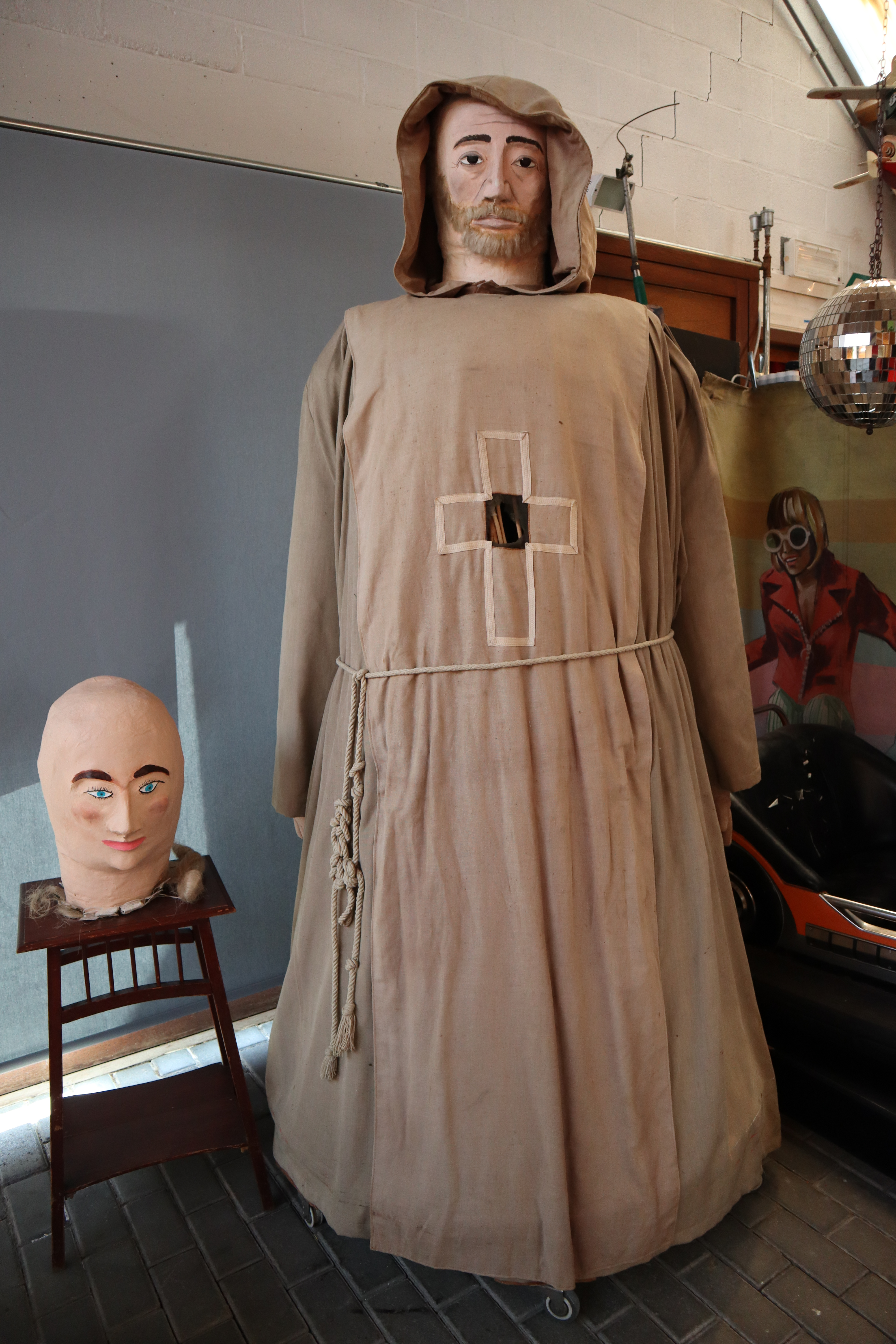
Ghislain (1975, Saint-Ghislain)

## Chansons et airs des géants du Nord de la France

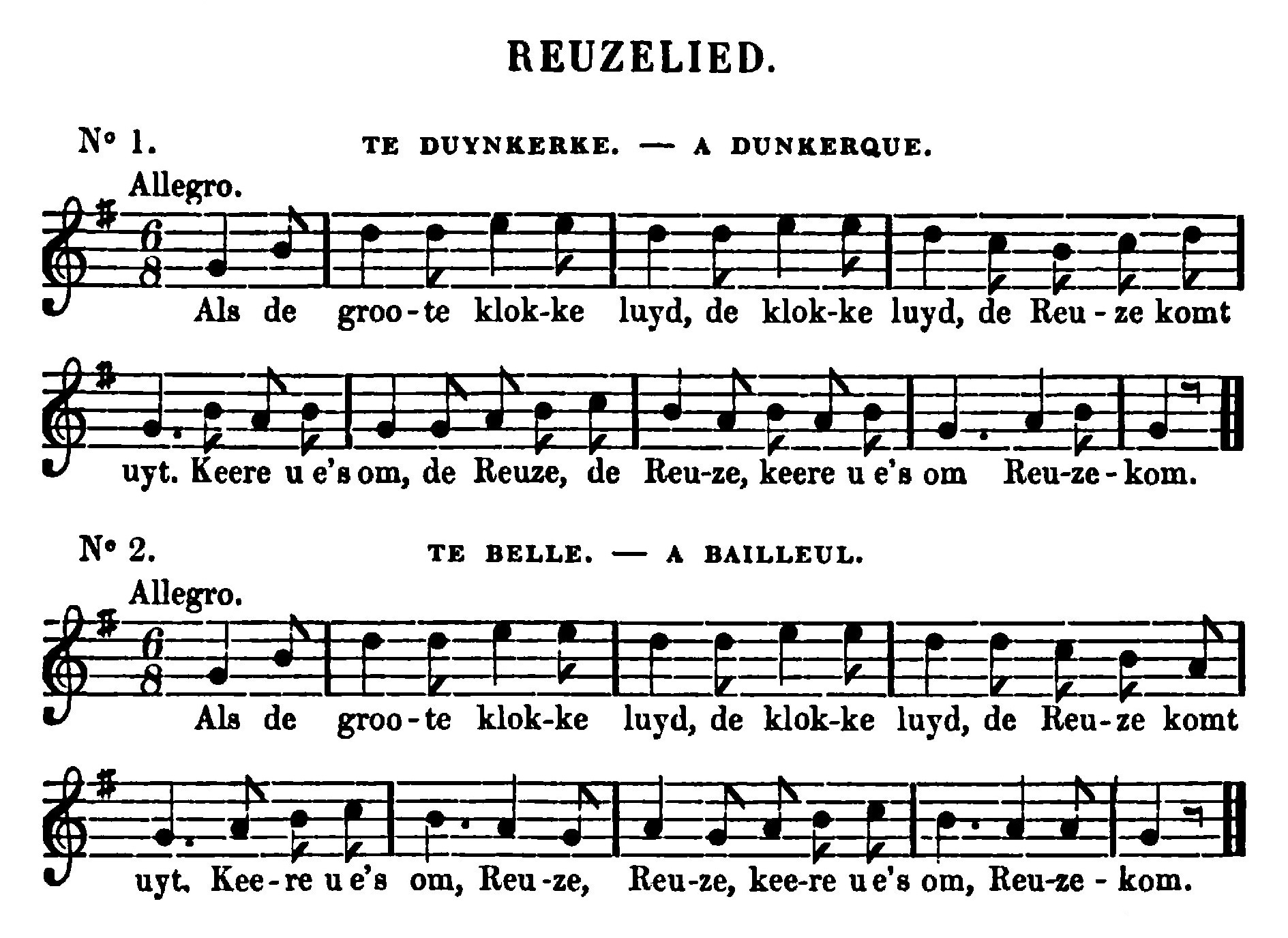
Partition du Reuzelied de Dunkerque et Bailleul

- L'air de Gayant, air traditionnel des géants de Douai.
- Batisse et Zabelle : chanson des géants de Boulogne-sur-Mer composée par Louis Moreau.
- Ballade de P'tit Jehan le Carillonneur : air du géant de l'ARPAC composé par Charles Deray.
- Cath'rine et Benoît : chanson des géants de Desvres composée par R. Demulder et Adolphe Patoux.
- De Reuzelied : chant traditionnel des géants de Cassel, Bailleul et de Dunkerque.
- Sur vos pas de géants : chanson des géants Batisse et Zabelle de Boulogne-sur-Mer, composée par Marc Gosselin.
- Marche des géants Berckois : chanson des géants Zabeth et Philippe Berck-sur-Mer.
- Le Grand Constant : musique de Dervaux destiné au géant Jean le Bûcheron de Steenvoorde.

## Chansons et airs des géants de Belgique
- De Reuzenlied, air traditionnel des géants flamands.
- Ons Banier, air de la Guilde Saint-Sébastien et des géants historiques de Termonde.
- M.A.X. de Ruis van de Zoot, chanson du géant M.A.X. de Zot de Renaix composée en 2005 par Hans Vandewalle.
- De 4 reuzen van Ronse, chanson des géants de Renaix composée par Ephrem Delmotte et Lisette Bollaert en 1992.
- Le Grand Gouyasse, air traditionnel du géant Goliath de la ducasse d'Ath.
- El Doudou, air traditionnel de la ducasse de Mons et de son combat dit "Lumeçon" entre Saint Georges et le dragon.